# Т-34
T-34 — советский средний танк периода Великой Отечественной войны, выпускался серийно с 1940 года. В течение 1942—1947 годов — основной танк РККА и ВС СССР до первой половины 1944 года, до поступления в войска его модификации Т-34-85.
Самый массовый танк Второй мировой войны и послевоенного времени.
Был разработан конструкторским бюро танкового отдела Харьковского завода № 183 как танк А-32, главный конструктор танка — Михаил Ильич Кошкин. Успешность проекта была предопределена применением новейшего высокоэкономичного дизель-мотора В-2, благодаря которому среднебронированный Т-34 унаследовал от лёгкобронированных БТ высокую удельную мощность (отношение мощности двигателя к боевой массе). Очень важным оказался высокий модернизационный потенциал конструкции, это позволило эффективно повышать боевые качества танка одновременно с наращиванием его промышленного производства в течение всей войны. С 1942 по 1945 годы основное крупносерийное производство Т-34 было развёрнуто на машиностроительных заводах Урала и Сибири, и продолжалось в послевоенные годы.
Ведущей организацией в годы ВОВ по модифицированию танка Т-34 было Главное конструкторское бюро при заводе № 183 им. Коминтерна — ГКБ-34 в г. Нижний Тагил.
Танк Т-34 оказал определённое влияние на исход войны и на дальнейшее развитие мирового танкостроения. Благодаря совокупности своих боевых качеств Т-34 был признан многими специалистами и военными экспертами одним из лучших танков Второй мировой войны. При его создании советским конструкторам удалось найти оптимальное соотношение между основными боевыми, тактическими, защитными, эксплуатационными, ходовыми и технологическими характеристиками.
Танк Т-34 является самым известным советским танком и одним из самых узнаваемых символов Второй мировой войны. До настоящего времени сохранилось большое количество этих танков различных поздних модификаций в виде памятников и музейных экспонатов. Танков Т-34 сохранилось в мире не более двух-трёх десятков, половина из которых найдена в 90-е и нулевые годы на местах сражений.

## История создания
Концепция быстроходного среднего танка с противоснарядной броневой защитой и мощным вооружением была реализована в СССР в 1934 году, в опытном танке Т-29 (проект КБ Ленинградского завода). К концу 1936 года руководству стало очевидно, что Т-29 в серию не пойдёт. Одной из причин такого решения было несоответствие проекта чертежам танка, разработанным на Ленинградском заводе. В то время наркома Г. К. Орджоникидзе беспокоила напряжённая обстановка в Танковом отделе Харьковского завода, сложившаяся на фоне проблем модернизации серийного быстроходного лёгкого танка БТ-7. Танки Т-29 и БТ-7 имели сходный колёсно-гусеничный движитель с опорными катками большого диаметра.
Колёсно-гусеничный движитель танка Т-29 имел катки большого диаметра с независимой торсионной подвеской (в отличие от пружинной подвески танка БТ). Торсионные валы, изготовленные по технологии Ленинградского завода, в условиях движения танка Т-29 по пересечённой местности работали неудовлетворительно. Тем не менее, конструктор М. И. Кошкин являлся сторонником применения на быстроходном среднем танке катков большого диаметра — основного элемента обеспечения быстроходности танка — при условии последующей доработки торсионной подвески.
В декабре 1936 года нарком тяжёлой промышленности СССР Г. К. Орджоникидзе нашёл и направил с Ленинградского опытного завода на Харьковский завод талантливого конструктора-самородка Михаила Ильича Кошкина.
28 декабря 1936 года приказом наркома тяжёлой промышленности СССР Г. К. Орджоникидзе начальником танкового КБ завода № 183 был назначен М. И. Кошкин. До назначения в Харьков М. И. Кошкин работал на Ленинградском заводе № 185 заместителем главного конструктора. Участвовал в разработке колёсно-гусеничного танка Т-29 и первого «толстобронного» среднего танка Т-46-5 (Т-111, изделие 111), за что был награждён в 1936 году орденом Красной Звезды. М. И. Кошкин — выпускник Ленинградского политехнического института (ЛПИ) — пришёл в танковую промышленность в 1934 году. До ЛПИ М. И. Кошкин окончил Коммунистический университет им. Свердлова. На завод № 183 М. И. Кошкин приехал в период начавшихся сталинских чисток, репрессий и «ежовщины», когда в войсковых частях начались массовые поломки шестерёнок в коробках передач на танках БТ-7.
В январе 1937 года М. И. Кошкин впервые без сопровождающих появился в КБ (бюро 190). Во второй половине дня в сопровождении А. О. Фирсова и Н. А. Кучеренко сделал обход и познакомился с конструкторами и осмотрел помещения. В течение последующих дней М. И. Кошкин познакомился с каждым из конструкторов и выполняемой ими работой.
Танковое КБ состояло из молодых конструкторов с определённым опытом работы по танкам Т-12, Т-24 и БТ. Самостоятельно танковое КБ разрабатывало только опытный танк Т-24.
Ещё до получения задания на разработку нового манёвренного танка (период завершения работ по БТ-7М) созданная группа нового проектирования в составе П. П. Васильева, В. Г. Матюхина и М. И. Таршинова под руководством заведующего секцией А. А. Морозова, не имея определённого плана работ, по собственной инициативе приступила к выбору рациональной схемы колёсного хода. (А. А. Морозов, В. Г. Матюхин), разработке формы корпуса, башни с учётом повышения пулестойкости (П. П. Васильев, М. И. Таршинов, с передачей работ М. И. Таршинову), разработке приводов управления и рабочих мест механика-водителя и стрелка-радиста (П. П. Васильев). После длительного обсуждения результатов проработок М. И. Кошкиным были намечены дальнейшие действия в проведении работ.
Во второй половине 1937 года, менее чем за год, под руководством М. И. Кошкина, с участием его ближайших помощников А. А. Морозова, Н. А. Кучеренко и других конструкторов была успешно завершена модернизация танка БТ-7М с установкой в нём дизеля В-2.
В сентябре 1937 года Главное автобронетанковое управление Красной Армии (ГАБТУ) выдало заводу № 183 тактико-техническое задание на разработку нового манёвренного колёсно-гусеничного танка. К этому времени работы в танковом КБ по БТ-7М были в основном завершены, и конструкторский коллектив был готов к выполнению очередного сложного и почётного задания.
К концу 1937 года общий уровень работ по модернизации танка БТ-7 был уже таким, что позволил М. И. Кошкину без ущерба для дела выделить группу конструкторов, причём, самых квалифицированных, для организации проектного бюро по созданию нового танка. Ввиду особой серьёзности задания М. И. Кошкин не счёл возможным вести проектирование в основном КБ (КБ 520), так как отвлекала бы текучка. Было решено выделить группу конструкторов в специальное КБ. Созданное в танковом отделе специальное КБ-24 возглавил сам главный конструктор М. И. Кошкин, заместителем он назначил А. А. Морозова. В составе КБ-24 в начале работало 11 человек, затем по ходу работ штат был увеличен до 24 человек. С самого начала М. И. Кошкин исходил из того, что двигатель для нового танка должен быть дизельным (в ДзО шла доводка В-2). Разработку проекта начали немедленно. В КБ-24 работали, не считаясь со временем; царил дух творческого коллективизма в решении поставленных задач.
В КБ-24 с первых дней были определены ведущие специалисты: по корпусу — М. И. Таршинов, Е. С. Рабинович; по башне — А. А. Молоштанов, Ю. С. Миронов; по моторной установке — Н. С. Коротченко, М. И. Котов; по трансмиссии — Я. И. Баран, А. И. Шпайхлер; по ходовой части — В. Г. Матюхин, С. М. Брагинский; по управлению — П. П. Васильев; по расчётам — Е. А. Берковский. Над разработкой других узлов работали М. З. Лурье, К. Л. Водопьянов, В. С. Каледин, К. М. Василевский и другие конструкторы. Быстроходный дизель В-2, создававшийся на заводе, ещё не был доведён и имел много дефектов. Это тревожило М. И. Кошкина, который включился в борьбу за надёжный дизель. Параллельно основная часть коллектива КБ-520 под руководством Н. А. Кучеренко и И. С. Бера продолжала вести серийное производство и модернизацию танков БТ-7.
М. И. Кошкин заложил традицию изготовления опытных образцов машин в условиях, соответствующих их серийному производству, — по тем же чертежам, теми же кадрами, по той же технологии, тем же инструментом, с той же оснасткой, из тех же материалов. Впервые были внедрены стендовые испытания узлов танка.
Большое значение имели принципы, которыми руководствовался М. И. Кошкин: «Самая многообещающая впервые разработанная конструкция немедленно обесценивается, если её воплощение в металле осуществляется на низком уровне. Работать не в догонку, а — на обгон! В конструировании использовать не аналог, а тенденцию! Внедрить такой новый танк, который был бы длительное время перспективным и не требовал существенных изменений, неизбежно усложняющих производство и нарушающих его ритм».

### Новый танк вместо БТ
С 1931 года в СССР получила развитие серия лёгких колёсно-гусеничных быстроходных танков «БТ», прототипом которых послужила машина американского инженера Кристи. В ходе серийного выпуска машины этого типа постоянно модернизировались в направлении увеличения огневой мощи, технологичности, надёжности и других параметров.
К 1937 году в СССР был создан и начал серийно выпускаться БТ-7 с конической башней; дальнейшее развитие линейки «БТ» предусматривалось в нескольких направлениях:
- Увеличение запаса хода путём использования дизельного двигателя (это направление привело к созданию БТ-7М).
- Улучшение колёсного хода (работы группы Н. Ф. Цыганова над опытными БТ-ИС).
- Усиление защищённости путём установки брони под значительными углами наклона при некотором увеличении её толщины. В данном направлении работала группа Н. Ф. Цыганова (экспериментальный БТ-СВ) и конструкторское бюро Харьковского завода.

Конструкторское бюро Танкового отдела Харьковского паровозостроительного завода (ХПЗ), единственного предприятия, выпускавшего «БТ», с декабря 1936 года возглавлял Михаил Ильич Кошкин. Первый проект, созданный под его руководством, БТ-9, был отклонён осенью 1937 года по причине грубых конструктивных ошибок и несоответствия требованиям задания.
13 октября 1937 года Автобронетанковое управление РККА (АБТУ) выдало заводу № 183 тактико-технические требования на новый танк под индексом А-20, нижеследующего содержания:

1. Тип: колёсно-гусеничный быстроходный лёгкий, с приводом на 6 колёс.
2. Боевой вес: 13-14 тонн.
3. Вооружение: 1 — 45-мм пушка со стабилизатором, 3 пулемёта ДТ, огнемёт для самозащиты или 1 — 76-мм пушка, 3 пулемёта ДТ, огнемёт для самозащиты. Каждый 5-й танк должен иметь зенитную установку.
4. Боекомплект: 130—150 снарядов 45-мм или 50 снарядов — 76-мм. 2500—3000 пулемётных патронов.
5. Бронирование: Лобовая броня — 25 мм, коническая башня — 35 мм, бортовая броня и корма — 13 мм 16 мм, крыша и дно — 10 мм.
6. Скорость движения: на гусеницах и колёсах скорости одинаковые. Максимальная скорость — 70 км/ч, минимальная — 7 км/ч.
7. Двигатель: дизель ХПЗ — мощность 400 л. с.
8. Экипаж: 3 человека.
9. Запас хода: 300—400 км на гусеницах.
10. Габариты танка: дорожный просвет 0,4 м на гусеницах; высота танка 2,3 м.
11. Удельное давление: 0,5 на гусеницах.

На предприятии для работ по новому танку было создано отдельное конструкторское бюро, не зависимое от КБ Кошкина. В состав КБ вошёл ряд сотрудников КБ завода № 183 (в том числе Александр Александрович Морозов), а также большая группа выпускников Военной академии механизации и моторизации (ВАММ). Руководство КБ было поручено адъюнкту ВАММ Адольфу Дику. Конструкторским бюро был разработан технический проект А-20, но с опозданием на полтора месяца. Данная задержка повлекла за собой анонимный донос на КБ, в результате которого Дик был арестован, обвинён в срыве правительственного задания и осуждён на 10 лет. Конструкторское бюро было реорганизовано, его руководителем стал Кошкин.
В марте 1938 года проект был утверждён. Однако к этому моменту у военного руководства страны возникли сомнения в правильности выбранного типа движителя (в СССР уже появились марки стали, траки из которых имели достаточный ресурс), что послужило причиной возникновения предложений о создании двух вариантов: колёсно-гусеничного (как и предполагалось изначальным заданием) и чисто гусеничного.
28 апреля 1938 года в Кремле прошло совещание Народного комиссариата обороны, на котором был рассмотрен проект нового танка. Решено было продолжить работы, но решения о типе движителя, как и о типе подвески (торсионы), принято не было. Кроме того, появились предложения об усилении бронирования машины.

### Влияние боевого опыта в Испании
Гражданская война в Испании, в которой приняли активное участие поставленные республиканскому правительству лёгкие танки БТ-5 и Т-26, показала всё усиливающуюся роль противотанковой артиллерии и насыщение ею армий развитых стран. При этом основным противотанковым оружием стали не противотанковые ружья и крупнокалиберные пулемёты, а скорострельные малокалиберные автоматические пушки калибра 25-47 мм, которые, как показала практика, легко поражали танки с противопульным бронированием, и прорыв обороны, насыщенной подобными орудиями, мог стоить больших потерь в бронетехнике.
Анализируя развитие зарубежного противотанкового оружия, главный конструктор завода № 174 С. Гинзбург писал:

«Мощность и скорострельность современных противотанковых 37-мм пушек является достаточной, чтобы сделать безуспешной атаку роты тонкобронных танков, производящуюся в строю повзводно, при условии наличия 1—2 противотанковых пушек на 200—400 м обороны фронта…»

Основу танкового парка РККА второй половины 1930-х годов составляли танки серий Т-26 и БТ, максимальная толщина лобовой брони которых составляла 15-22 мм. Поэтому одним из направлений развития советского танкостроения стало существенное повышение бронезащиты танков от огня противотанковых средств вероятных противников. Практически все перспективные разрабатываемые танки должны были выдерживать огонь 37-мм противотанковой пушки, которая оказалась главным врагом советских танков в Испании. Этого можно было добиться как простым увеличением толщины брони (как минимум до 40—45 мм гомогенной или 30—40 мм цементированной брони), так и расположением бронелистов корпуса под значительными углами наклона. Также опыт Испанской войны показал желательность увеличения калибра танковых орудий как минимум до 76 мм, что позволяло значительно усилить осколочно-фугасное действие снаряда для борьбы с противотанковой артиллерией и полевыми укреплениями противника.
Инициатором усиления бронирования и вооружения нового танка выступило руководство АБТУ во главе с участником Испанской войны Д. Г. Павловым. 9 мая 1938 года прошло заседание НКО, по итогам которого было принято следующее решение:

Предложение тов. Павлова о создании заводом 183 гусеничного танка признать целесообразным с усилением бронирования в лобовой части до 30 мм. Башню танка приспособить для установки 76-мм орудия. Экипаж — 4 человека.

### Опытные предшественники А-20 и А-32

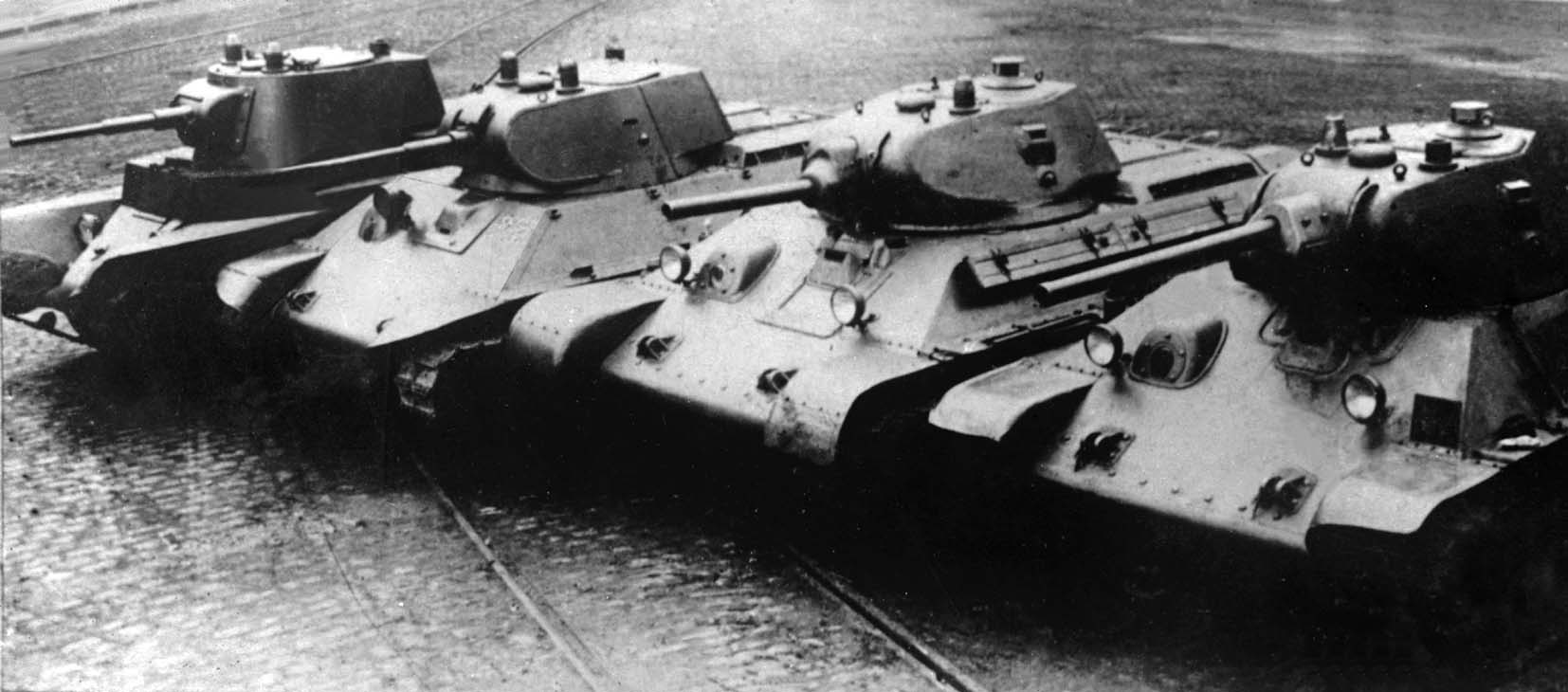
Довоенные танки производства завода № 183. Слева направо: А-8 (БТ-7М), А-20, Т-34 обр. 1940 года с пушкой Л-11, Т-34 обр. 1941 года с пушкой Ф-34

В сентябре 1938 года по итогам рассмотрения макета БТ-20 было принято решение об изготовлении трёх танков (одного колёсно-гусеничного и двух гусеничных) и одного бронекорпуса для испытаний обстрелом. К началу 1939 года КБ-24 выполнило рабочие чертежи по А-20 и начало проектирование А-20Г.
В феврале 1939 года на очередном заседании Комитета Обороны было принято решение об изготовлении опытных образцов обоих танков и о выделении на это средств. При этом по одной из версий военные, желавшие получить «кавалерийский» танк, настаивали на постройке только колёсно-гусеничного А-20, и лишь настойчивость руководителя КБ-24 М. И. Кошкина убедила комиссию в необходимости и возможности постройки обоих танков. По другой версии, требование о постройке только А-20 основывалось на том, что в жёсткие сроки конструкторы могут не справиться с постройкой двух машин, а средства и время будут потрачены напрасно.
Тем не менее, в мае 1939 года оба танка были изготовлены и начались их ходовые испытания. По результатам испытаний А-20 показал несколько лучшую подвижность при движении на колёсах, но уступил А-32 в проходимости, кроме того, возможности ходовой части А-20 не позволяли усилить бронезащиту и вооружение, тогда как на А-32 к началу совместных испытаний установили 76-мм пушку Л-10, а толщина брони была больше на 5—10 мм и было возможно её дальнейшее увеличение.
В конце сентября 1939 года после показа А-20 и А-32 (водитель-испытатель Н. Ф. Носик) на полигоне в Кубинке руководству НКО и членам правительства было принято решение об увеличении толщины брони А-32 до 45 мм, после чего начались ходовые испытания танка А-32, догруженного балластом (при этом на танке была установлена башня от А-20 с 45-мм пушкой). «Броня толста, как шматок украинского сала», — шутили конструкторы на ХПЗ. 19 декабря на заседании Комитета обороны, по результатам испытаний А-32, было принято постановление № 443, которое предписывало:

КОМИТЕТ ОБОРОНЫ при СНК Союза ССР

ПОСТАНОВЛЯЕТ:
Принять на вооружение РККА:
…
Танк А-32 — гусеничный, с дизель-мотором В-2, изготовленный заводом № 183 Наркомсреднемашпрома, со следующими изменениями:
а) увеличить толщину основных бронелистов до 45 мм;
б) улучшить обзорность из танка;
в) установить на танк А-32 следующее вооружение:
1) пушку Л-11 калибра 76 мм, спаренную с пулемётом калибра 7,62 мм;
2) отдельный пулемёт у радиста — калибра 7,62 мм;
3) отдельный пулемёт калибра 7,62 мм;
4) зенитный пулемёт калибра 7,62 мм.
Присвоить указанному танку обозначение Т-34.

К марту 1940 года завод должен был построить два танка и закончить их заводские испытания.

## Предсерийные танки Т-34 № 1 и Т-34 № 2
Постановлением Комитета обороны от января 1940 г. № 85 задано изготовить два гусеничных танка на базе А-32 с учётом утолщённой до 45 мм брони и установки 76-мм пушки Л-11. Предписано: «Танк А-32 с этой толщиной брони именовать Т-34».
Февраль-март 1940 года. Два опытных Т-34 проходили испытания под Харьковом. Они полностью подтвердили высокие технические и боевые качества. Боевой вес 26,6, т.; дизель В-2 мощностью 500 л. с.; максимальная скорость — 54 км/ч; броневая защита — толщиной 45 мм (35 — 15- 10). Удельная мощность 18,79 л. с. на тонну веса.
В ночь с 5 на 6 марта 1940 года танк № 1 (водитель испытатель Н. Ф. Носик) и танк № 2 (водитель-испытатель И. Г. Битенский или В. Дюканов) без вооружения, закамуфлированные до неузнаваемости, а также два тяжёлых гусеничных артиллерийских тягача «Ворошиловец» в обстановке строжайшей секретности направились своим ходом из Харькова в Москву (750 км) вне дорог общего пользования. В связи с поломкой танка № 2 под Белгородом (обрыв главного фрикциона) колонна разделилась. Танк № 1 прибыл 12 марта на машиностроительный завод № 37 в тогда подмосковном Черкизове (у Преображенской заставы, ныне это НИИДАР), где его вместе с позднее прибывшим танком № 2 подремонтировали (заменили вышедшие из строя узлы). В ночь на 17 марта оба танка прибыли на Ивановскую площадь Кремля для демонстрации руководителям партии и правительства.
17 марта 1940 года в Кремле, на Ивановской площади, танки Т-34, а также танки других заводов были продемонстрированы членам правительства. Заводские механики-водители — Н. Носик и В. Дюкалов по просьбе И. В. Сталина проехали по площади. Осмотрев танки, И. В. Сталин одобрил машины, назвав танк Т-34 «первой ласточкой». После осмотра в Кремле танки Т-34 были испытаны на подмосковном полигоне и на Карельском перешейке. На подмосковном полигоне танки подверглись обстрелу прямой наводкой фугасными и бронебойными снарядами, по результатам обстрела было решено внести изменения в конфигурацию башни. Предсерийные танки Т-34 успешно прошли испытание на Карельском перешейке, на оставшихся после войны противотанковых препятствиях линии Маннергейма.
31 марта 1940 года был подписан протокол Государственного Комитета Обороны о серийном производстве танка Т-34 на заводе № 183. Общий план выпуска на 1940 год устанавливался в 200 машин, с 1942 СТЗ и ХПЗ должны были полностью перейти на выпуск Т-34 с планом 2000 танков в год.
31 марта 1940 года Войсковая комиссия полковника В. М. Черняева, в протоколе от 31 марта 1940 г. записала: «Пробег был совершён отлично. Танки Т-34 соответствуют тактико-техническим требованиям (ТТТ) и превосходят другие танки». Главное решение: «Танк Т-34, изготовленный в полном соответствии с Постановлением Комитета обороны при СНК СССР от 19.12.1939 г., прошедший госиспытания и пробег Харьков-Москва без каких-либо поломок и значительных дефектов, рекомендовать для немедленной постановки на производство заводов № 183 и СТЗ. Поручить госкомиссии по испытанию танка в пятидневный срок утвердить чертежи танка Т-34 для производства в 1940 году. Подписали: И. А. Лихачёв, А. А. Горегляд, К. Е. Ворошилов».
В апреле 1940 года, возвращаясь своим ходом в Харьков, под Орлом, один танк опрокинулся в воду. Помогая вытаскивать его, М. И. Кошкин, уже простуженный, сильно промок и по возвращении попал в больницу.

## Серийное производство

### Производственный период 1940 года
Постановлением Комитета Обороны № 443 от 19.12.1939 года танк Т-32 (А-32) был запущен в опытную серию как Т-34. Заводу № 183 им. Коминтерна предписывалось в срок до 15 января 1940 года изготовить первый опытный образец, а до марта — второй.

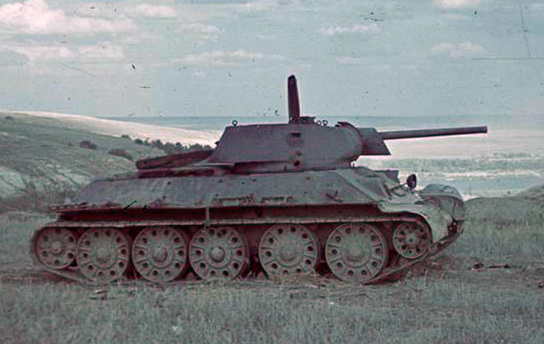
Подбитый Т-34 производства СТЗ, июнь 1942

Приказ о постановке Т-34 в серийное производство был подписан Комитетом обороны 31 марта 1940 года. В принятом протоколе предписывалось немедленно поставить танк в производство на заводах № 183 и СТЗ. Заводу № 183 предписывалось изготовить первую опытную партию из 10 танков к первым числам июля. По окончании испытаний двух прототипов был принят план производства, предусматривавший производство в 1940 году 150 машин;

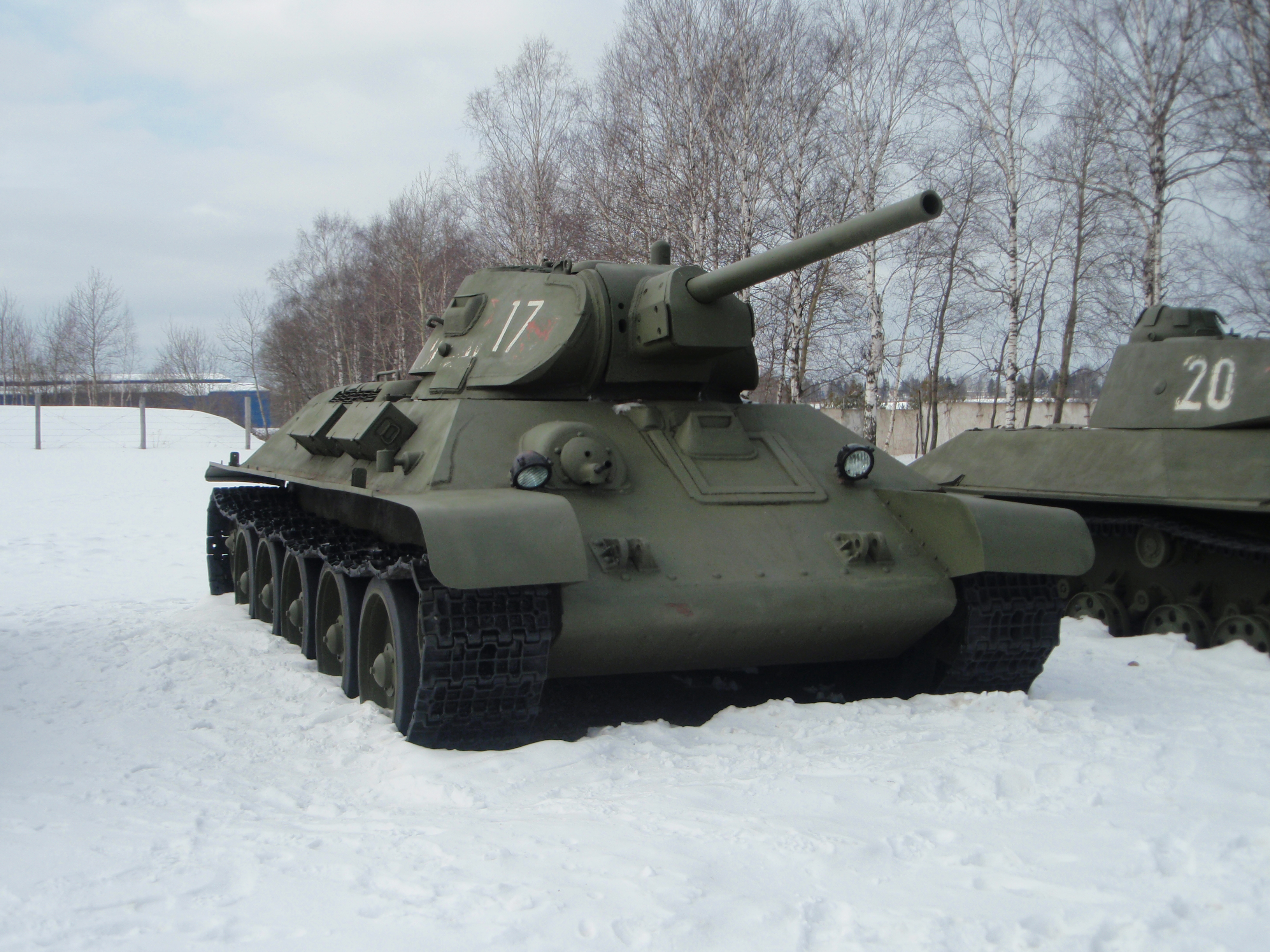
Т-34-76 обр. 1941 года в Бронетанковом музее в Кубинке

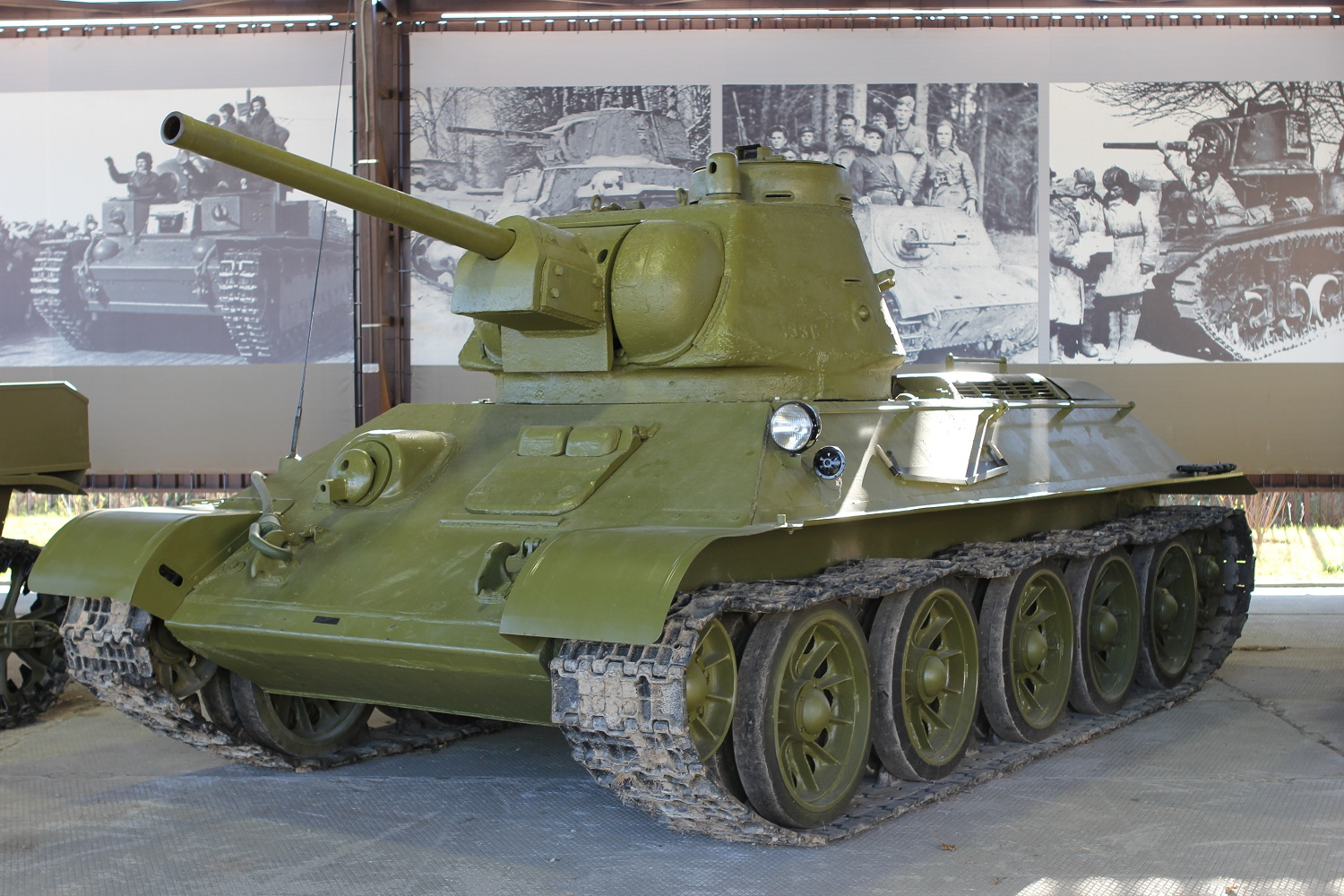
Средний танк Т-34-76 обр. 1943 года в Музее отечественной военной истории в деревне Падиково Московской области

С апреля 1940 года, на заводе № 183 в срочном порядке велась подготовка к серийному выпуску танка Т-34. Конструкторы вместе с технологами, металлургами, сварщиками и другими службами развернули огромную работу по «отехнологичиванию» танка, упрощению конструкции узлов и деталей. Разрабатывалась технология производства и проектировалась оснастка для серийного производства танка Т-34.
В конце мая 1940 года СТЗ получил рабочие чертежи по танку Т-34, переданные заводом № 183, как оказалось с запозданием.
До июня 1940 года первоначальный производственный план на 1940 год предусматривал выпуск 150 серийных Т-34. В июне 1940 года с конвейера завода № 183 сошли первые серийные танки Т-34. Это событие явилось завершающим этапом трёхлетней упорной работы Танкового отдела ХПЗ по созданию принципиально новой боевой машины.
В июне 1940 года Политбюро ЦК ВКП(б) приняло решение о развёртывании производства танков Т-34 и КВ. К концу 1940 года предполагалось выпустить 600 единиц Т-34.
К 7 июня 1940 года план производства Т-34 был увеличен до 600 машин, 500 из которых должен был поставить завод № 183, тогда как остальные 100 — СТЗ. Из-за задержек с поставками комплектующих в июне на заводе № 183 были собраны только четыре машины, выпуск танков на СТЗ ещё более задерживался.
В июле 1940 года завод № 183 остановил производство танков БТ-7М. Позже Танковому КБ завода № 183 выдано задание на разработку улучшенного варианта Т-34, под обозначением Т-34М, для которого были определены следующие требования:
- увеличить толщину брони лобовой части корпуса до 100 мм;
- установить цельноштампованную башню;
- вместо 76-мм пушки Л-11 установить 76-мм пушку Ф-34;
- вместо 4-скоростной установить 5-скоростную коробку передач;
- установить навесные фальшборты над верхними ветвями гусениц;
- повысить надёжность танка[18].

К осени 1940 года темпы производства удалось поднять, они всё ещё значительно отставали от плана и задерживались нехваткой комплектующих — так, в октябре из-за отсутствия пушек Л-11 военной комиссией был принят лишь один танк. Производство Т-34 на СТЗ ещё более задерживалось.
C осени 1940 года танковое КБ завода № 183 приступило к разработке улучшенного варианта Т-34 М. Разработка Т-34 М осуществлялась под руководством А. А. Морозова. В этой связи, все дальнейшие работы по доработкам базовой модели Т-34 осуществлялись под руководством 2-го заместителя начальника КБ — Кучеренко.
С сентября 1940 года технологи завода № 183 приступили ко второму этапу своей работы — разработке операционных технологических процессов обработки деталей, разработке технологии сборки узлов и механизмов танка Т-34. Большую помощь конструкторам и технологам завода № 183 оказали контролем чертежей Т-34 специалисты СТЗ, у которых был большой опыт поточного производства тракторов. К 15 сентября 1940 года завод № 183 выпустил только три серийных экземпляра Т-34.
В сентябре 1940 года, первые серийные Т-34 начали поступать в строевые части РККА. Отзывы танкистов были крайне противоречивы. Одни хвалили, другие указывали на недоделки, низкую надёжность работы агрегатов, дефекты двигателя, коробки передач, главного фрикциона. Этот поток информации поступал в ГБТУ, где возникло отрицательное отношение к Т-34. В итоге, ГБТУ обратилось в Наркомат обороны с предложением временно прекратить производство Т-34 и продолжить выпуск хорошо отработанных БТ-7М. На этом фоне заводские коллективы продолжали упорно работать по устранению недостатков и недоработок, и от месяца к месяцу качество выпускаемых машин росло.
26 сентября 1940 года Михаил Ильич Кошкин скончался от тромбоза. Хоронил его весь завод.
В октябре 1940 года главным конструктором танкового КБ был назначен А. А. Морозов, ученик и соратник М. И. Кошкина.
25 октября 1940 года на завод № 183 поступила из Москвы директива из наркомата обороны (№ 76791 от 25.10.1940 г.) предписывающая заводу представить три танка Т-34 серийного производства для проведения контрольных испытаний в длительном пробеге (с отрывом от базы в соответствии с отстрелом огневых задач). Был установлен период испытаний — с 31 октября по 7 декабря 1940 года. В комиссию по испытаниям были назначены: из НИИ полигона — помощник начальника по научно-технической части — П. С. Глухов; начальник 1-го отдела, военный инженер 2-го ранга — А. М. Сыч; командир пробега — Е. Е. Геркевич; заместитель командира пробега — И. И. Колотушкин; инженер по связи — И. М. Малявин; инженер по ремонту — Н. Я. Горюшкин и другие. От завода в комиссию вошли А. В. Колесников и Я. Д. Портной. Весь маршрут был пройден за 14 ходовых дней. Техосмотры и ремонты в процессе пробега заняли 11 дней. Танки прошли более 2680 км по маршруту Харьков-Серпухов-Смоленск-Киев и возвратились в Харьков. Дизели наработали до 129 моточасов (129/14 = 9,2 час/день).
Проводившие испытания офицеры НИБТП выявили множество конструктивных недостатков и усомнились в боеспособности Т-34. В отчёте комиссии НИБТП было указано:

Танк Т-34 не удовлетворяет современным требованиям к данному классу танков по следующим причинам: огневая мощь танка не могла быть использована полностью вследствие непригодности приборов наблюдения, дефектов установки вооружения и оптики, тесноты боевого отделения и неудобства пользования боеукладкой; при достаточном запасе мощности дизеля максимальные скорости, динамическая характеристика танка подобраны неудачно, что снижает скоростные показатели и проходимость танка; тактическое использование танка в отрыве от ремонтных баз невозможно вследствие ненадёжности основных узлов — главного фрикциона и ходовой части. Заводу было предложено расширить габариты башни и боевого отделения, что дало бы возможность устранить дефекты установки вооружения и оптики; разработать заново укладку боекомплекта; заменить существующие приборы наблюдения новыми, более современными; переработать узлы главного фрикциона, вентилятора, коробку передач и ходовую часть. Увеличить гарантийный срок дизеля В-2 минимум до 250 часов.

В итоге ГАБТУ представило отрицательный отчёт НИБТП заместителю наркома обороны маршалу Г. И. Кулику, который утвердил его и тем самым прекратил производство и приёмку танка Т-34. Руководство ГАБТУ, включив в отчёт об испытаниях отрицательный отзыв о Т-34 специалистов полигона, направило его заместителю наркома обороны маршалу Г. И. Кулику, тот, не разобравшись в сути отчёта, поспешил утвердить его. Тем самым были прекращены производство и приёмка танков Т-34.
Выводы комиссии НИБПТ были рассмотрены на военном совете и утверждены маршалом СССР — Г. И. Куликом. Военпредам завода № 183 было дано указание прекратить приёмку танков Т-34 и возобновить приёмку танков БТ-7 с пушкой КТ-28.
Руководство завода № 183 не согласилось с решением военного совета о прекращении приёмки танков Т-34 и при решительной поддержке заместителя наркома среднего машиностроения — А. А. Горегляда и представителя ГАБТУ — И. А. Лебедева, обжаловало его на приёмах у наркома среднего машиностроения — В. А. Малышева и заместителя председателя СНК СССР — К. Е. Ворошилова. С учётом твёрдой позиции В. А. Малышева, А. А. Горегляда и И. А. Лебедева, К. Е. Ворошилов согласился с позицией руководства завода № 183. Было принято совместное решение о продолжении приёмки и развёртывания на заводе № 183 серийного производства танков Т-34, с учётом предложения руководства завода № 183 о внесении исправлений и временном сокращении установленного гарантийного пробега с 3000 до 1000 км.
В течение осени 1940 года в конструкцию Т-34 был внесён и ряд более крупных изменений, таких как установка более мощной пушки Ф-34, также на Мариупольском металлургическом заводе им. Ильича были разработаны литая и штампованная башни.
В декабре 1940 года заместитель наркома среднего машиностроения СССР (НКСП) — А. А. Горегляд отправил телеграмму директору СТЗ Дулькину. Парторгу ЦК ВКП(б) Шапошникову, в которой уведомлял: «Направляю для оказания технической и организационной помощи в выпуске спец. машин на СТЗ работников завода № 183 — начальника отдела 100 тов. Литвинова Г. Я., начальника цеха 130 тов. Цифриновича С. М., зам. начальника цеха 530 тов. Колосовского А. В.; прошу оказать полное содействие в выполнении порученной им работы, предоставив им все возможности по передаче опыта по сборке, сдаче спец. машин и организации спец. машиностроения».
В течение всего 1940 года велась работа по приспособлению к серийному производству изначально сложного и нетехнологичного танка, но, несмотря на это, в течение 1940 года были изготовлены, по разным данным, всего лишь от 97 до 117 машин.
В декабре 1940 года на фоне нелестных отзывов заказчика о танке Т-34 : «теснота» — башенного объёма и «слепота» — плохой обзор из башни, «Наверху» вспомнили о проводимой в танковом КБ завода № 183 (с лета 1940 года) — плановой разработке улучшенного варианта Т-34 (под обозначением Т-34 М) и инициативной вариантной разработке перспективного танка (под обозначением Т-44).
К 31 декабря 1940 года, завод № 183 (при плане 500 единиц) выпустил 115 единиц танков Т-34. План выпуска Т-34 на 1940 год заводом № 183 был выполнен лишь на 19 %. СТЗ (при плане 100 единиц), к концу 1940 года не сдал ни одного. Первый танк Т-34 сборщики с СТЗ, приобретая опыт, собрали на ХПЗ в июне 1940 года. В цехах СТЗ было собрано 23 танка, но они не были сданы из за множества недоделок и неисправностей.
|                                               | Производитель                                 | Вооружение                                    | июнь | июль | август | сентябрь | октябрь | ноябрь | декабрь | Всего |
| --------------------------------------------- | --------------------------------------------- | --------------------------------------------- | ---- | ---- | ------ | -------- | ------- | ------ | ------- | ----- |
| План от 7.06.1940 (постановление № 967-368сс) | План от 7.06.1940 (постановление № 967-368сс) | План от 7.06.1940 (постановление № 967-368сс) | 10   | 20   | 30     | 80       | 115     | 120    | 125     | 500   |
| Линейный                                      | № 183 (Харьков)                               | Л-11                                          | 1    | 1    |        | 31       |         | 38     | 32      | 103   |
| Радийный                                      | № 183 (Харьков)                               | Л-11                                          | 3    |      | 2      | 6        | 1       |        |         | 12*   |

* из них 7 танков имели радио в башне и 5 — в носу корпуса.
Кроме того в конце года на СТЗ был изготовлен один танк для отработки серийного производства, заводской номер 14011 (№ 14001 — 14010 имели выпущенные в этом году Т-26). ГАБТУ не принимался.
Причины срыва выполнения плана выпуска танков Т-34 в 1940 году:
- смежники медленно осваивали новые изделия, комплектующие Т-34;
- Мариупольский «Южный» броневой завод задерживал освоение производства броневого литья;
- поставляемая на ХПЗ (завод № 183) броня требовала дополнительной обработки на месте, поскольку не выдерживалась геометрия броневых деталей;
- срыв поставок подшипников. В четвёртом квартале 1940 года 1-й ГПЗ из 99 типоразмеров, заказанных для танкового производства, полностью сдал только 78 %;
- медленно налаживалось производство танковых дизель-моторов В-2 на Харьковском моторном заводе № 75 (филиал ХПЗ);
- недостаточная надёжность деталей трансмиссии, ходовой части, требующих конструктивной и технологической доработки;
- параллельное серийное производство на заводе № 183 (ХПЗ) танков Т-34 и БТ-7 (производство БТ-7 было прекращено только в июле 1940 года);
- СТЗ рабочие чертежи с ХПЗ получил с запозданием, лишь в конце мая 1940 года;
- СТЗ должен был получать гусеничные траки с ХПЗ, но не получил их до конца года[18].

#### Отличительные признаки Т-34 образца 1940 года
Боевая масса — 26,8 тонны; пушка 76-мм «Л-11» образца 1939 года, длиной ствола 30,5 калибра. Противооткатное устройство пушки «Л-11» защищено фасонной бронировкой. Пушка «Л-11» не выступала за переднюю часть корпуса.
Сварная орудийная башня из катанных броневых листов (внешне отличается от предсерийной), боковые и задние стенки наклонены к вертикали на угол 30º. В боковых стенках башни вмонтированы смотровые приборы. В кормовой стенке башни установлена на болтах съёмная броневая панель, закрывающая собой прямоугольный вырез, через который производилась установка и замена пушки.
На части танков Т-34 образца 1940 года, установлена литая башня. Основания боковых смотровых приборов отлиты заодно с корпусом башни. Задняя съёмная броневая панель сохранена такой же как на сварной башне. В боевых условиях оказалось, что съёмная броневая панель — уязвимое место. Впоследствии задняя стенка башни выполнялась сплошной, а замена пушки производилась при поднятии кормы башни над корпусом. Позднее на части танков устанавливалась литая башня с увеличенной до 52 мм толщиной брони.
Носовая часть корпуса, в месте сопряжения верхнего и нижнего лобовых 45 мм броневых листов выполнена скруглённой. Верхний и нижний 45 мм броневые лобовые листы крепились гужонами (с головками впотай) к поперечной стальной балке. Откидная крышка люка механика-водителя имела смотровой перископический прибор, а слева и справа от неё располагались дополнительные смотровые приборы, обеспечивающие водителю в определённых пределах дополнительный боковой обзор. Опорные катки и траки гусениц конструктивно аналогичны танку БТ (траки гладкие, без грунтозацепов), но большей ширины — 550 мм. Кормовой лист корпуса съёмный, на болтах, крепился к боковым стенкам. На крыше башни выполнен один большой люк трапециевидной формы.
Корпус сварен из восьми катаных броневых листов: шесть установлены наклонно к вертикали и два нижних бортовых — вертикально. В верхней части крышки люка механика-водителя смонтирован центральный смотровой прибор. Боковые смотровые приборы водителя смонтированы в лобовом листе корпуса слева и справа от люка под углом 60° к продольной оси корпуса. Амбразура для установки курсового пулемёта ДТ закрыта броневым колпаком, но без броневой маски. В верхнем кормовом броневом листе корпуса выполнен прямоугольный люк для доступа к агрегатам трансмиссионного отделения. Сопряжение верхнего и нижнего кормовых броневых листов имеет радиусный переход. Две фары установлены на верхнем лобовом броневом листе. ЗИП размещён в четырёх деревянных ящиках, закреплённых на наклонных бортовых броневых листах корпуса, в средней их части (по аналогии с БТ-7). Буксировочные узлы (рымы) закреплённые на верхнем лобовом и нижнем кормовом листах корпуса. Направляющие катки (ленивцы) снабжены резиновыми бандажами.
Радиостанция 71-ТК-3 устанавливалась только на командирских машинах, ввод антенны на правом борту корпуса, в передней части.

### Довоенный период 1941 года
В январе 1941 года был начат серийный выпуск 76,2-мм пушки Ф-34 (вариант пушки Ф-32, доработанный для установки в танк Т-34) с длиной ствола в 41.5 калибра. Пушка Ф-34 по своим характеристикам значительно превосходила пушку Л-11.
В январе этого же года в Москве, на военном совете, был рассмотрен технический проект перспективного танка Т-44, разработанный в инициативном порядке, под руководством главного конструктора Танкового отдела завода № 183 — А. А. Морозова и одобрен наркомом обороны К. Е. Ворошиловым и другими военачальниками. Однако, события происходившие в конце 1940 года, заставили прекратить все работы по проекту Т-44. А. А. Морозову было предложено срочно начать модернизацию танка Т-34.
С марта 1941 года на танк Т-34 стали устанавливать пушку Ф-34. При этом была изменена форма броневой маски откатного устройства пушки.
В апреле 1941 года Танковое КБ завода № 183, под руководством А. А. Морозова, завершило разработку проекта модернизации танка Т-34 (войсковое обозначение Т-34М, в соответствии с заданием полученным летом 1940 года) — фактически новой машины. Заново спроектированы корпус и башня улучшенной конструкции и увеличенного объёма, ходовая часть с торсионной подвеской с опорными катками уменьшенного диаметра с внутренней амортизацией (по аналогии с тяжёлым КВ), разработаны другие мероприятия. Рабочие чертежи сразу же передавались в производство. В цехах полным ходом изготавливались детали, собирались узлы, в бронекорпусном отделении велась подготовка к закладке нового корпуса. В этом же месяце на завод № 183 прибыла комиссия ГАБТУ и дала следующее заключение: прекратить выпуск Т-34, налаживать производство Т-34М.
В мае 1941 года во время обсуждения проблемы производства танка Т-34 в Комитете Обороны, представители армии предложили прекратить выпуск существующей модели танка и возобновить его уже в варианте Т-34М, по сути — практически новой машины, которая к маю 1941 года существовала ещё лишь в чертежах и макете.

О производстве танков Т34 в 1941 г (источник — Известия ЦК КПСС 1990 г, № 2. с. 204)
Из постановления СНК СССР и ЦК ВКП(б)
5 мая 1941 г.
Сов. секретно
особой важности
…
Утвердить Наркомсредмашу на 1941 год план производства :
а) танков Т-34 в количестве 2800 штук, в том числе по заводу № 183—1800 штук и по СТЗ — 1000 штук с обеспечением поставки машин НКО…
…
4) Обязать Наркомсредмаша т. Малышева и директора завода № 183 т. Максарева обеспечить в 1941 г выпуск 500 штук улучшенных танков Т-34 в счёт программы, установленной настоящим постановлением…

5 мая 1941 года вышло Постановление СНК и ЦК ВКП(б) следующего содержания:

«1. Утвердить Наркомсредмашу на 1941 год план производства: а) танков Т-34 в количестве 2800 штук, в том числе по заводу № 183—1800 штук и по СТЗ — 1000 штук.».
« 2. Обязать Наркомсредмаш. т. Малышева и директора завода № 183 т. Максарева внести в танки Т-34 следующие улучшения:
а) увеличить толщину брони башни и переднего лобового листа корпуса до 60 мм;
б) установить торсионную подвеску;
в) расширить погон башни до размера не менее 1600 мм и установить командирскую башенку с круговым обзором;
г) установить бортовые листы корпуса танка вертикально, с толщиной брони равнопрочной 40 мм броне при угле наклона 45º;
3. Установить полный боевой вес улучшенного танка Т-34 −27,5 тонны.
4. Обязать Наркомсредмаш т. Малышева и директора завода № 183 т. Максарева обеспечить в 1941 г. выпуск 500 штук улучшенных танков Т-34 в счёт программы, установленной настоящим постановлением.».

В. А. Малышев, несмотря на протесты главного инженера завода — С. Н. Махонина и главного конструктора завода — А. А. Морозова, приказал снять с производства танк Т-34 и немедленно начать выпуск Т-34М, по которому ещё не успели в полной мере отработать рабочие чертежи и не изготовили ни одного опытного образца.
В начале июня 1941 года Завод № 183 остановил конвейер сборки танков Т-34. Из привезённых броневых узлов производилась закладка новых корпусов, а во всех цехах — изготовление новых деталей.
В первом полугодии 1941 года было выпущено 1110 единиц танков Т-34:
- Из 1110 танков Т-34 выпущенных в первом полугодии 1941 года, завод № 183 выпустил 816 единиц, СТЗ — 294, который продолжал осваивать их производство[18].

К 22 июня 1941 года заводами было сдано 1080 серийных танков Т-34.
22 июня 1941 года началась Великая Отечественная война. Вызванный в Москву директор завода № 183 — Ю. Е. Максарёв получил приказ от наркома — В. А. Малышева: «Немедленно возвращайтесь на завод. Никаких модернизаций Т-34, задерживающих выпуск машин. Улучшение, модернизация — в ходе производства, без снижения выпуска машин. План — 250 в месяц, уже в июле».
| Производитель    | Вооружение | Комплектация | январь | февраль | март | апрель | май | июнь | Всего | Всего по заводу |
| ---------------- | ---------- | ------------ | ------ | ------- | ---- | ------ | --- | ---- | ----- | --------------- |
| № 183 (Харьков)  | Л-11       | линейный     | 85     | 69      | 11   |        |     |      | 165   | 816             |
| № 183 (Харьков)  | Л-11       | радийный     | 81     | 16      | 6    |        |     |      | 103   | 816             |
| № 183 (Харьков)  | Ф-34       | линейный     |        |         | 43   | 120    | 56  | 82   | 301   | 816             |
| № 183 (Харьков)  | Ф-34       | радийный     |        |         | 74   | 20     | 65  | 88   | 247   | 816             |
| СТЗ (Сталинград) | Л-11       | линейный     | 2      | 15      | 32   |        |     |      | 49    | 294             |
| СТЗ (Сталинград) | Л-11       | радийный     |        | 13      | 13   |        |     |      | 26    | 294             |
| СТЗ (Сталинград) | Ф-34       | линейный     |        |         |      | 43     | 38  | 50   | 131   | 294             |
| СТЗ (Сталинград) | Ф-34       | радийный     |        |         |      | 20     | 32  | 36   | 88    | 294             |
| Всего            | Всего      | Всего        | 168    | 113     | 179  | 203    | 191 | 256  | 1110  | 1110            |

За первые две декады июня на з-де № 183 было сдано 97 Т-34 (21 линейный и 76 радийных), на СТЗ — 14 (8 линейных и 6 радийных). За это же время из Харькова было отгружено 80 танков, из Сталинграда — 58. В третьей декаде сдали, соответственно, 73 (61 линейный и 12 радийных) и 72 (42 линейных и 30 радийных) танка, а в войска ушли, соответственно, 67 (50 линейных и 17 радийных) и 32 (18 линейных и 14 радийных) Т-34. К 1 июля 1941 года не вывезенными значились 35 (33 линейных и 2 радийных) машин з-да № 183 и 48 (29 линейных и 19 радийный) танков СТЗ.

#### Отличительные признаки довоенных Т-34 образца 1941 года
- устанавливались пушки: Л-11 и Ф-34; внешне эти орудийные установки отличались длиной ствола и формой бронировки откатных устройств;
- устанавливались орудийные башни сварной конструкции и цельнолитые, внешне несколько отличающиеся формой. Освоение производства литых башен обеспечило возможность увеличить их выпуск;
- изменилась конфигурация люка в крыше башни;
- крышка люка механика-водителя выполнена прямоугольной формы и оборудована двумя отдельно установленными перископическими смотровыми приборами, прикрытыми броневыми заслонками, водитель мог пользоваться любым из них;
- ширина траков гусениц была уменьшена с 550 до 500 мм, на поверхности траков выполнено оребрение в виде шпор-грунтозацепов. В результате повысилась манёвренность танка за счёт лучшего сцепления гусениц с грунтом.

### Военный период 1941 года
24-25 июня 1941 года на заседании Политбюро ЦК ВКП(б) поставлена задача создать на востоке страны новые заводы по выпуску танков КВ, Т-34, Т-50, и танковых дизелей.
1 июля 1941 года постановлением № 1 Государственного комитета обороны план выпуска танков Т-34 на заводе № 183 и СТЗ значительно увеличен, дополнительно привлекается горьковский завод № 112 («Красное Сормово»). Принимаются меры по оптимизации производственных цепочек. Так, например, если в июне 1941 года заводом № 183 было сдано представителям военной приёмки 170 танков Т-34, то в июле — 209, а в августе — 266 боевых машин.
Постановлением ГКО от 1 июля 1941 года резко повышен план выпуска танков Кировскому, Харьковскому (ХПЗ), Сталинградскому (СТЗ) заводам, а Горьковскому заводу № 112 «Красное Сормово» предписано начать производство средних танков Т-34.
С 1 июля 1941 года (с начала второго квартала) производство танка Т-34 было полностью оснащено. С этого времени темп выпуска танков стал непрерывно нарастать.
11 сентября 1941 года был образован Наркомат танкостроения (НКТС), которому был передан ряд тракторных, дизельных, бронекорпусных и других заводов. Возглавил НКТС заместитель председателя СНК СССР В. А. Малышев. По линии ГКО за танкостроение отвечал В. М. Молотов.
| Производитель        | Комплектация | Вооружение | июль | август | сентябрь | октябрь | ноябрь | декабрь | Всего | Всего по заводу |
| -------------------- | ------------ | ---------- | ---- | ------ | -------- | ------- | ------ | ------- | ----- | --------------- |
| № 183 (Харьков)      | Линейный     | Ф-34       | 120  | 156    | 158*     | 37      |        |         | 471   | 744             |
| № 183 (Харьков)      | Радийный     | Ф-34       | 89   | 110    | 60       | 4       |        |         | 263   | 744             |
| № 183 (Харьков)      | Линейный     | ЗиС-4      |      |        | 6**      |         |        |         | 6     | 744             |
| № 183 (Харьков)      | Радийный     | ЗиС-4      |      |        | 4**      |         |        |         | 4     | 744             |
| № 183 (Нижний Тагил) | Линейный     | Ф-34       |      |        |          |         |        | 25      | 25    | 25              |
| СТЗ (Сталинград)     | Линейный     | Ф-34       | 53   | 95     | 99       | 69      | 174    | 219     | 709   | 956             |
| СТЗ (Сталинград)     | Радийный     | Ф-34       | 40   | 60     | 66       | 55      | 26     |         | 247   | 956             |
| № 112 (Горький)      | Линейный     | Ф-34       |      |        | 3        | 12      | 33     | 65      | 113   | 161             |
| № 112 (Горький)      | Радийный     | Ф-34       |      |        | 2        | 8       | 20     | 18      | 48    | 161             |
| Всего                | Всего        | Всего      | 302  | 421    | 398      | 185     | 253    | 327     | 1886  | 1886            |

* из них два танка в опытном порядке были вооружены огнемётами АТО-41 (№ 852-35, 852-57).
** танк Т-34 с 57-мм пушкой: линейные — № 895-20, 875-17, 0859-6, 469-07, 553-06, 609-20; радийные — № 609-96, 875-14, 609-15, 609-95.
В июле 1941 г. в опытном отделе «500» завода № 183 были начаты опытно-конструкторские работы по установке двигателя М-17Т в танк Т-34, а также по приспособлению этого двигателя для работы на тяжёлых сортах топлива. Данные работы проводились на основании пункта 3 раздела IV приказа НКСМ № 300сс, подписанного народным комиссаром среднего машиностроения В. А. Малышевым 7 июля 1941 г. В соответствии с этим приказом директор завода № 183 Ю. Е. Максарев обязывался:
а) К 10 августа закончить испытание мотора М-17 работой на газойле и результаты представит мне на утверждение.
б) В пятнадцатидневный срок смонтировать в танке Т-34 авиамотор М-17, разработать чертежи установки его, согласовать с заказчиком и направить на Сталинградский Тракторный завод и завод «Кр. Сормово»".
В результате проведенных работ двигатель М-17Т был установлен в экранированный танк Т-34 № 811-28, находившийся в распоряжении опытного отдела завода.
Испытания показали, что «Мотор М-17Т может быть установлен в машину Т-34 после небольших изменений в деталях машины.»
| Год   | 1941 | 1941 | 1941 | Всего |
| Месяц | 10   | 11   | 12   | Всего |
| ----- | ---- | ---- | ---- | ----- |
| № 112 | 20   | 53   | 83   | 156   |
| СТЗ   | 15   | 93   | 109  | 217   |
| Всего | 35   | 146  | 192  | 373   |

### Производственный период 1942 года
В 1942 году Сормовский завод № 112 выпустил точно не установленное количество машин с наваренными экранными броневыми плитами на верхнем лобовом листе корпуса для увеличения суммарной толщины брони до 75 мм.
С января по август 1942 года СТЗ (Сталинград) выпускал танки Т-34. В августе 1942 года СТЗ под бомбами и снарядами выпустил последние 250 машин (ещё около полутора десятков собрали в сентябре). 5 октября был получен приказ о полной остановке работы завода, поскольку бои шли уже на его территории.
| Производитель        | Комплекация  | январь | февраль | март | апрель | май | июнь | июль | август | сентябрь | октябрь | ноябрь | декабрь | Всего | Всего по заводу |
| -------------------- | ------------ | ------ | ------- | ---- | ------ | --- | ---- | ---- | ------ | -------- | ------- | ------ | ------- | ----- | --------------- |
| № 183 (Нижний Тагил) | Линейный     | 75     | 140     | 225  | 330    | 296 | 334  | 329  | 300    | 285      | 308     | 320    | 358     | 3300  | 5684            |
| № 183 (Нижний Тагил) | Радийный     |        |         |      | 50     | 180 | 165  | 235  | 300    | 285      | 372     | 265    | 360     | 2212  | 5684            |
| № 183 (Нижний Тагил) | Т-034 линейн |        |         |      |        | 24  | 1    |      |        | 40       | 27      | 40     | 40      | 172   | 5684            |
| СТЗ (Сталинград)     | Линейный     | 234    | 248     | 234  | 200    | 285 | 213  | 297  | 145    | *        |         |        |         | 1856  | 2380            |
| СТЗ (Сталинград)     | Радийный     |        | 2       | 56   | 80     | 40  | 86   | 124  | 105    |          |         |        |         | 493   | 2380            |
| СТЗ (Сталинград)     | Т-034 линейн | 10     |         |      | 20     |     | 1    |      |        |          |         |        |         | 31    | 2380            |
| № 112 (Горький)      | Линейный     | 139    | 131     | 200  | 44     | 168 | 151  | 109  | 149    | 166      | 172     | 109    | 150     | 1688  | 2718            |
| № 112 (Горький)      | Радийный     |        |         |      |        |     | 8    | 120  | 131    | 179      | 128     | 156    | 147     | 869   | 2718            |
| № 112 (Горький)      | Т-34 с РСБ-Ф |        |         |      |        |     | 5    | 21   |        | 5        | 16      |        | 8       | 55    | 2718            |
| № 112 (Горький)      | Т-034 линейн | 6      |         |      | 20     | 5   |      |      | 20     |          | 20      | 15     | 20      | 106   | 2718            |
| № 174 (Омск)         | Линейный     |        |         |      |        |     | 9    | 28   | 22     | 27       | 54      | 28     | 55      | 223   | 417             |
| № 174 (Омск)         | Радийный     |        |         |      |        |     |      |      | 33     | 28       | 51      | 27     | 55      | 194   | 417             |
| ЧКЗ (Челябинск)      | Линейный     |        |         |      |        |     |      |      | 10     | 110      | 150     | 115    | 138     | 523   | 1055            |
| ЧКЗ (Челябинск)      | Радийный     |        |         |      |        |     |      |      | 20     | 110      | 150     | 115    | 137     | 532   | 1055            |
| УЗТМ (Свердловск)    | Линейный     |        |         |      |        |     |      |      |        | 7        | 26      | 50     | 50      | 133   | 267             |
| УЗТМ (Свердловск)    | Радийный     |        |         |      |        |     |      |      |        | 8        | 26      | 50     | 50      | 134   | 267             |
| Всего                | Всего        | 464    | 521     | 715  | 744    | 998 | 973  | 1263 | 1235   | 1250     | 1500    | 1290   | 1568    | 12521 | 12521           |

* Из задела, совместно с ремонтными подразделениями Сталинградского фронта, было собрано ещё 16 новых танков. В данные ГАБТУ не включены.
| Год   | 1942 | 1942 | 1942 | 1942 | Всего |
| Месяц | 1    | 2    | 3    | 4    | Всего |
| ----- | ---- | ---- | ---- | ---- | ----- |
| № 112 | 145  | 131  | 150  | 50*  | 476   |
| СТЗ   | 94   | 94   | 94   |      | 94    |
| Всего | 520  | 520  | 520  | 50*  | 570   |

* Были закончены в марте, но из-за отсутствия траков гусениц окончательно сданы в апреле.

### Производственный период 1943 года
В течение зимы 1942—1943 годов заводы перешли на новую технологию — сварка брони под флюсом, в целях упрочения корпуса; {1ж}; двигатель с улучшенной системой очистки воздуха. {1ж}; трансмиссия с 5-ступенчатой коробкой передач. {1ж}. При этом, вес танка возрос до 31 т.
К концу 1943 года общий годовой выпуск танков Т-34 составил — до 79 % от всего производства танков в СССР.
| Производитель        | Комплектация         | январь | февраль | март | апрель | май  | июнь | июль | август | сентябрь | октябрь | ноябрь | декабрь | Всего | Всего по заводу |
| -------------------- | -------------------- | ------ | ------- | ---- | ------ | ---- | ---- | ---- | ------ | -------- | ------- | ------ | ------- | ----- | --------------- |
| № 183 (Нижний Тагил) | Линейный             | 165    | 230     | 344  | 340    | 295  | 240  | 330* | 102    |          |         |        |         | 2046  | 7466            |
| № 183 (Нижний Тагил) | С приемником Малютка |        |         |      |        |      |      |      | 225    | 317      | 319     | 141**  |         | 1002  | 7466            |
| № 183 (Нижний Тагил) | Радийный             | 245    | 240     | 286  | 340    | 320  | 300  | 345* | 340    | 350      | 354     | 531**  | 677     | 4328  | 7466            |
| № 183 (Нижний Тагил) | Т-034 линейн         | 40     | 30      | 20   |        |      |      |      |        |          |         |        |         | 90    | 7466            |
| № 112 (Горький)      | Линейный             | 127    | 116     | 127  | 57     | 133  | 37   | 98   | 60     |          |         |        |         | 755   | 2851            |
| № 112 (Горький)      | Радийный             | 123    | 119     | 127  | 42     | 127  | 102  | 99   | 125    | 215      | 235     | 234    | 218     | 1766  | 2851            |
| № 112 (Горький)      | Т-34 с РСБ-Ф         |        |         |      | 18     | 15   |      | 10   | 20     | 10       | 3       | 12     | 13      | 101   | 2851            |
| № 112 (Горький)      | Т-034 линейн         |        | 15      | 22   | 3      |      | 6    | 18   | 30     | 30       | 28      |        |         | 152   | 2851            |
| № 112 (Горький)      | Т-034 радийн         |        |         |      |        |      |      |      |        |          | 2       | 30     | 45      | 77    | 2851            |
| № 174 (Омск)         | Линейный             | 31     | 25      | 65   | 70     | 32   | 35   | 38   |        |          |         |        |         | 296   | 1347            |
| № 174 (Омск)         | Радийный             | 29     | 25      | 66   | 70     | 29   | 40   | 49   | 99     | 131      | 121     | 118    | 115     | 892   | 1347            |
| № 174 (Омск)         | Т-034 линейн         |        |         | 1    |        |      |      | 13   | 33     | 10       | 30      | 1      |         | 88    | 1347            |
| № 174 (Омск)         | Т-034 радийн         |        |         |      |        |      |      |      |        |          |         | 31     | 40      | 71    | 1347            |
| ЧКЗ (Челябинск)      | Линейный             | 110    | 110     | 138  | 150    | 138  | 118  | 158  | 156    | 3        |         |        |         | 1081  | 3593            |
| ЧКЗ (Челябинск)      | Радийный             | 110    | 110     | 138  | 150    | 137  | 117  | 157  | 176    | 337      | 366     | 354    | 360     | 2512  | 3593            |
| УЗТМ (Свердловск)    | Линейный             | 25     | 20      | 39   | 37     | 10   | 45   | 38   | 2      |          |         |        |         | 216   | 439             |
| УЗТМ (Свердловск)    | Радийный             | 25     | 20      | 38   | 38     | 10   | 45   | 40   | 7      |          |         |        |         | 223   | 439             |
| Всего                | Всего                | 1030   | 1060    | 1411 | 1315   | 1246 | 1085 | 1393 | 1375   | 1403     | 1458    | 1452   | 1468    | 15696 | 15696           |

*Из них 4 вооружены 57-мм пушкой ЗИС-4
**Из них 2 опытных танка с новыми башнями и расширенным диаметром башенного погона; вооружение — пушки Д5-Т85 и Ф-34.

### Производственный период 1944 года
К концу 1944 года общий годовой выпуск танков Т-34, включая Т-34-85, составлял 86,5 % от всего производства танков в СССР.
| Производитель        | Комплектация | январь | февраль | март | апрель | май | июнь | июль | август | сентябрь | Всего | Всего по заводу |
| -------------------- | ------------ | ------ | ------- | ---- | ------ | --- | ---- | ---- | ------ | -------- | ----- | --------------- |
| № 183 (Нижний Тагил) | Радийный     | 651    | 680     | 501  | 5      |     |      |      |        |          | 1837  | 1837            |
| № 112 (Горький)      | Радийный     | 221    | 116     | 112  |        |     |      |      |        |          | 449   | 540             |
| № 112 (Горький)      | Т-34 с РСБ-Ф | 5      | 17      | 17   |        |     |      |      |        |          | 39    | 540             |
| № 112 (Горький)      | Т-034 радийн | 14     | 32      | 6    |        |     |      |      |        |          | 52    | 540             |
| № 174 (Омск)         | Радийный     | 111    | 90      | 101  | 101    | 151 | 172  | 86   | 19     | 1        | 832   | 1163            |
| № 174 (Омск)         | Т-034 радийн | 39     | 60      | 65   | 75     | 35  | 5    | 16   | 35     | 1        | 331   | 1163            |
| ЧКЗ (Челябинск)      | Радийный     | 185    | 185     | 75   |        |     |      |      |        |          | 445   | 445             |
| Всего                | Всего        | 1220   | 1180    | 889  | 176    | 186 | 177  | 102  | 54     | 2        | 3985  | 3985            |

Итого принято ГАБТУ — 35 313, а с учётом не оформленных танков СТЗ — 35 329. Кроме того некоторое количество собранных танков, не принимавшихся военпредами, были переданы заводам-производителям для опытных работ.
Таким образом можно уверенно говорить о не менее 35 330 выпущенных танках Т-34.
В 1940—1945 годах постоянно наращивался объём выпуска «тридцатьчетвёрок», при этом сокращались трудозатраты и стоимость. Так, за время войны трудоёмкость изготовления одного танка сократилась в 2,4 раза (в том числе бронекорпуса — в 5 раз, дизеля — в 2,5 раза), а стоимость — почти наполовину (с 270 000 руб. в 1941 году до 142 000 руб. в 1945 году).

## Варианты развития танка Т-34
Дальнейшее развитие Т-34 планировалось по двум направлениям — «малой» и «большой» модернизации. Малая модернизация заключалась в устранении выявленных недостатков и осуществлялась на серийно выпускаемых машинах. Под большей модернизацией подразумевалась научно-исследовательская работа по созданию образца Т-34 с расширенной башней, имеющей командирскую башенку, с усиленным бронированием и новой ходовой частью с торсионной подвеской (вместо подвески Кристи). В январе 1941 года согласно постановлению Комитета обороны № 428 было решено:

До перехода на выпуск модернизированного разрешить
- установить полную боевую массу 27,5 т (вместо 26 т);
- до № 451 по заводам № 183 и СТЗ устанавливать пушку Л-11;
- размещение увеличенного до 100 снарядов боекомплекта к 76-мм пушке — установить с № 751;
- произвести утолщение днища корпуса в передней части до 20 мм, кормовой части — до 16 мм и крыши башни — до 20 мм, начиная с № 1001;
- новый люк механика-водителя испытать к 15 февраля 1941 года и ввести в серийное производство, начиная с № 1001;
- провести замену люков механика-водителя на всех ранее выпущенных до 1 января 1941 года;
- установку пушки Ф-34 с равнопрочной бронировкой амбразуры производить с № 451;
- двигатель В-2К устанавливать с № 751. Заводу № 183 к 1 февраля 1941 года установить в Т-34 двигатель В-2М и испытать пробегом;
- к 1 июля 1941 года разработать и установить новую конструкцию воздухоочистителя для двигателя;
- просить КО разработку командирской башенки перенести в вариант с торсионной подвеской и расширенной башней;
- установку огнемёта осуществлять начиная с 1 апреля 1941 года;
- установить гарантию по гусеницам в 3000 км, начиная с № 1001;
- просить КО гусеницу с цевочным зацеплением перенести в вариант Т-34 с торсионной подвеской.

Начало Великой Отечественной войны несколько отодвинуло планы по модернизации. Перед танкостроителями были поставлены новые задачи: «прекратить модернизацию Т-34, свернуть выпуск всей гражданской продукции, приступить к выполнению мобилизационного плана и быть готовыми оказать помощь заводам, которые будут переключены на выпуск Т-34». (2-й Народный комиссар среднего машиностроения СССР В. А. Малышев, 22 июня 1941 года) Конструкция меняется в сторону упрощения, в производстве используются различные заменители. В частности, с 29 ноября 1941 года СТЗ перешёл на выпуск стальных катков с внутренней амортизацией и гусеницей новой конструкции, так как с августа начались перебои с поставкой резиновых бандажей с Ярославского резино-асбестового комбината. Нехватка дизельных двигателей В-2 вплоть до весны 1943 года компенсировалась на СТЗ установкой авиационных карбюраторных двигателей М-17Ф, прошедших по 3—4 капитальных ремонта.

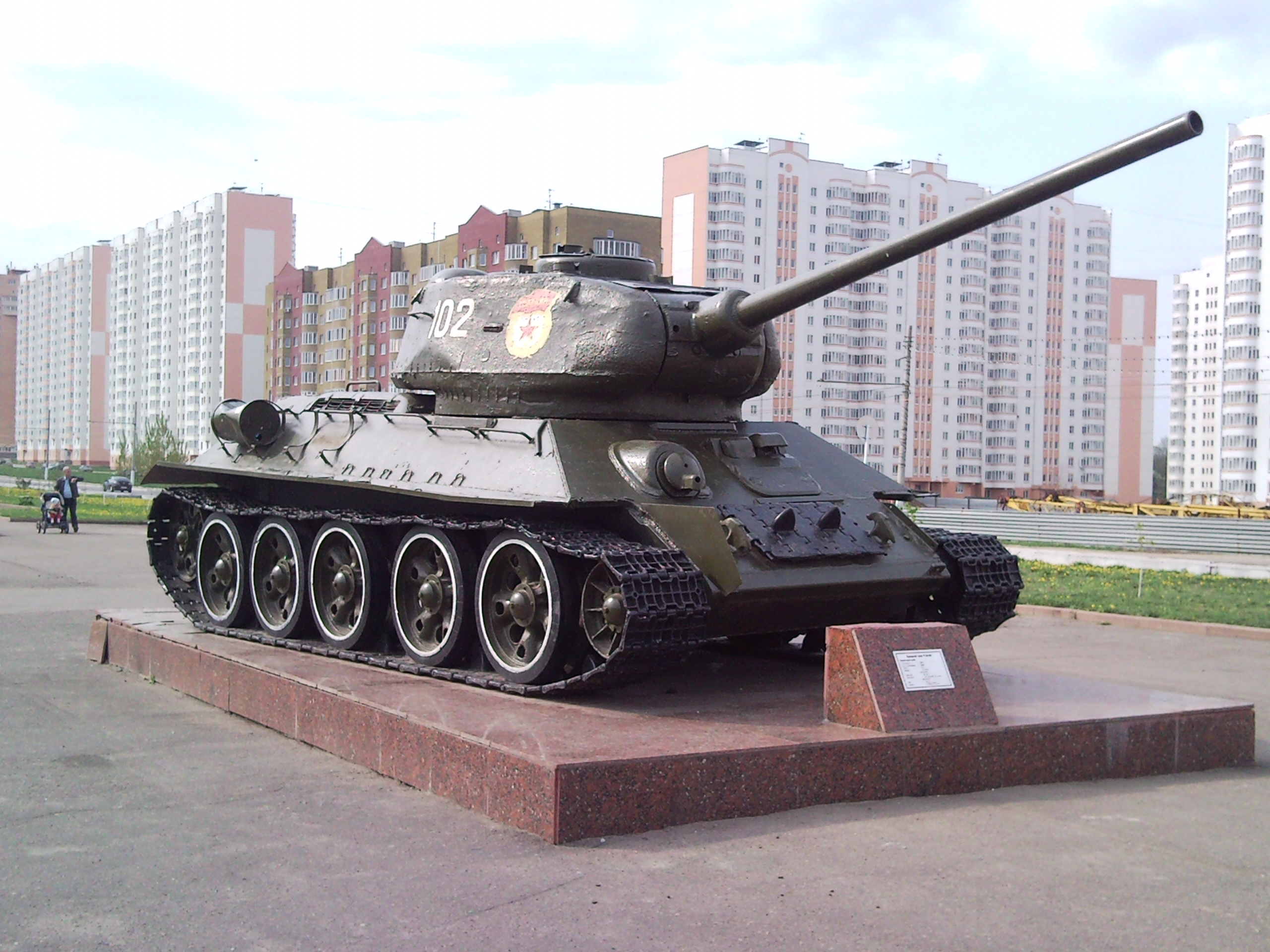
Т-34-85 образца 1944 года на постаменте в Курске

 На заводе № 112 «Красное Сормово» разработана конструкция упрощённого корпуса: без механической обработки кромок листов после газопламенной резки, с упрощением соединения деталей в «четверть» и введением шипового соединения лобового листа с бортами и подкрылками.

### Модификация Т-34-85
В 1943 году, в связи с массовым появлением у немцев новых моделей бронетехники с усиленным бронированием, эффективность 76,2 мм танковых пушек Т-34 стала недостаточной. Это вынудило искать способы повышения боевых качеств Т-34. После проработки нескольких вариантов в серийное производство в 1944 году был запущен Т-34-85, вооружённый новой пушкой С-53 калибра 85 мм. Экипаж увеличился с 4 до 5 человек, танк получил новую башню с усиленным бронированием и более удобную для экипажа. Боевая масса выросла до 32 т, что привело к незначительному снижению динамических характеристик.

## Описание конструкции
Т-34 имеет классическую компоновку. Экипаж танка состоит из четырёх человек — механика-водителя и стрелка-радиста, располагающихся в отделении управления, и заряжающего с командиром, выполняющим также функции наводчика, которые находились в двухместной башне.
Каких-либо чётко выделенных модификаций линейного Т-34-76 не существовало. Тем не менее, в конструкции серийных машин имелись существенные отличия, вызванные различными условиями производства на каждом из производивших их заводов в определённые периоды времени, а также общим усовершенствованием танка. В исторической литературе эти отличия, как правило, группируются по заводу-производителю и периоду производства, порой с указанием на характерную особенность, если на заводе параллельно производились два или более типа машин. Впрочем, в войсках картина могла ещё более усложняться, поскольку из-за высокой ремонтопригодности Т-34 подбитые танки чаще всего вновь восстанавливались, и узлы повреждённых машин разных версий при этом зачастую собирали в целый танк в самых различных сочетаниях.

### Броневой корпус и башня

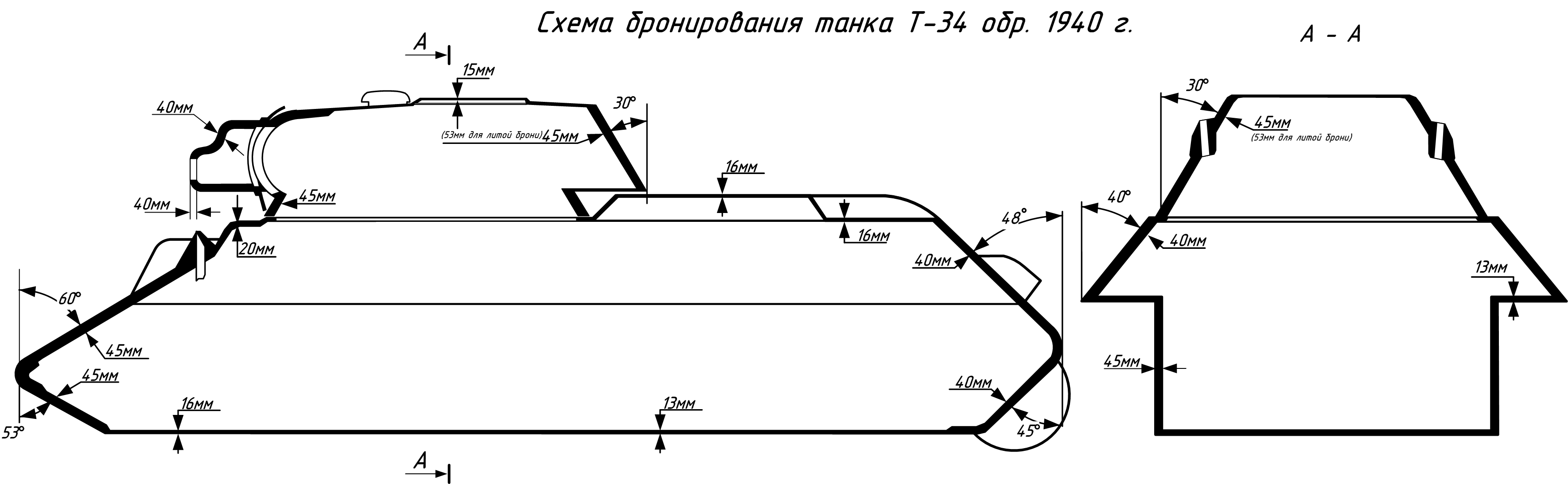
Схема бронирования Т-34 образца 1940 года

Броневой корпус Т-34 — сварной, собиравшийся из катаных плит гомогенной стальной брони марки 8С высокой твёрдости, толщинами 13, 16, 40 и 45 мм. Броневая защита танка противоснарядная, равнопрочная, выполненная с рациональными углами наклона. Лобовая часть состояла из сходящихся клином броневых плит толщиной 45 мм: верхней, расположенной под углом в 60° к вертикали и нижней, расположенной под углом в 53°. Между собой верхняя и нижняя лобовые бронеплиты соединялись при помощи балки. Борта корпуса в нижней своей части располагались вертикально и имели толщину в 45 мм. Верхняя часть бортов, в районе надгусеничных полок, состояла из 40-мм броневых плит, расположенных под углом в 40°. Кормовая часть собиралась из двух сходившихся клином 40-мм броневых плит: верхней, расположенной под углом в 47° и нижней, расположенной под углом в 45°. Крыша танка в районе моторно-трансмиссионного отделения собиралась из 16-мм броневых листов, а в районе подбашенной коробки имела толщину в 20 мм. Днище танка имело толщину 13 мм под моторно-трансмиссионным отделением и 16 мм в лобовой части, также небольшой участок кормовой оконечности днища состоял из 40-мм бронеплиты.
На Т-34 образца 1943 года толщина верхней кормовой бронеплиты была увеличена с 40 до 45 мм, а толщина днища в лобовой части — с 16 до 20 мм. Также корпуса танков могли иметь незначительные различия, зависевшие от завода-производителя, так на машинах, выпущенных Сталинградской судоверфью в 1942 году, верхний лобовой лист приваривался к бортовым соединением «в шип», вместо обычно использовавшегося соединения встык.

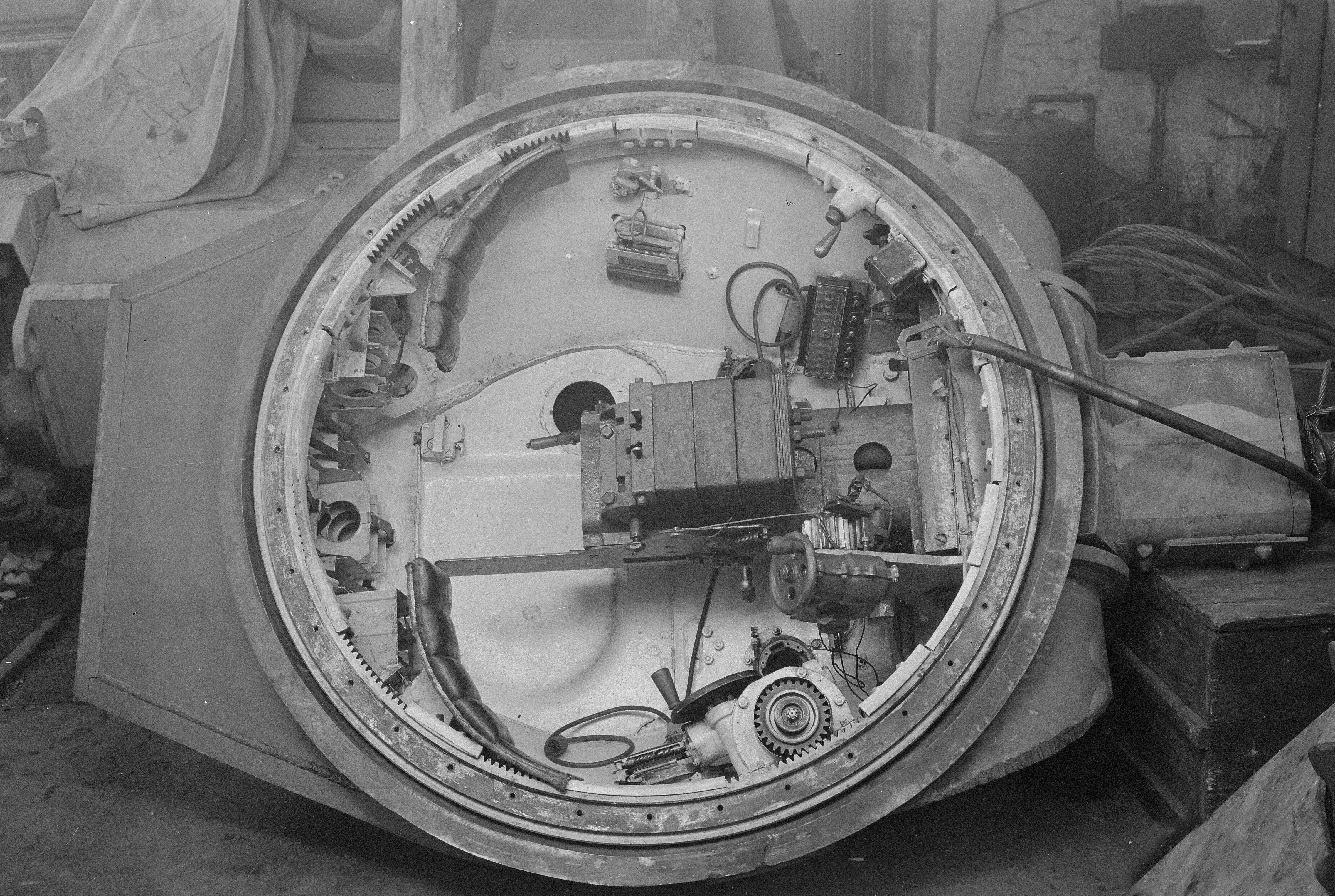
Снизу башня Т-34 образца 1941 г. с перестановкой места прибора наблюдения

Башня Т-34 — двухместная, близкой к шестигранной в плане формы, с кормовой нишей. В зависимости от завода-производителя и года выпуска, на танк могли устанавливаться башни различной конструкции. На Т-34 первых выпусков устанавливалась сварная башня из катаных плит и листов. Стенки башни выполнялись из 45-мм броневых плит, расположенных под углом в 30°, лоб башни представлял собой 45-мм, изогнутую в форме половины цилиндра, плиту с вырезами под установку орудия, пулемёта и прицела. Крыша башни состояла из 15-мм броневого листа, изогнутого под углом от 0° до 6° к горизонтали, днище кормовой ниши — горизонтальный 13-мм бронелист. Хотя другие типы башен также собирались при помощи сварки, именно башни первоначального типа известны в литературе под названием «сварных».
Вскоре после начала серийного выпуска Т-34, уже к концу 1940 года, в производство была запущена также литая башня, броня для которой и технология отливки разработаны ЦНИИ-48. Стенки такой башни отливались целиком, а состоявшая по-прежнему из катаных броневых листов крыша — приваривалась к ней. Поскольку литая броня при равной толщине с катаной обладает меньшей снарядостойкостью, для сохранения защиты на прежнем уровне толщина стенок была увеличена до 52 мм. В остальном литые башни были по конструкции идентичны сварным. Производство литых башен к Т-34 продолжалось параллельно со сварными вплоть до окончания его выпуска.
Ещё одним, менее распространённым типом башни стала штампованная, выпускавшаяся УЗТМ с 1942 года. Верхняя часть такой башни изготавливалась целиком, за исключением маски орудия, штамповкой из 45-мм листа. Существенных отличий от сварных или литых башен штампованная не имела, однако внешне башни такого типа легко отличимы по скруглённым верхним граням. Всего на момент прекращения выпуска Т-34 на УЗТМ 1 марта 1944 года было выпущено, по разным данным, 2050 или 2062 башен этого типа.
C 1942 года перешли на производство башни улучшенной формы, отличавшейся большей шириной, меньшим наклоном бортов и кормы и близкой к правильному шестиугольнику формой в плане. Из-за характерной формы, такие башни были известны как «шестигранные» или «башни-гайки». Новая башня отличалась несколько бо́льшим внутренним объёмом, но всё равно оставалась тесной и по-прежнему двухместной. Ещё одним существенным изменением стало введение в 1943 году командирской башенки цилиндрической формы, устанавливавшейся на крыше башни. Однако поскольку командир танка был занят обслуживанием орудия, башенка оказалась для него практически бесполезной и повсеместного распространения не получила.

### Вооружение

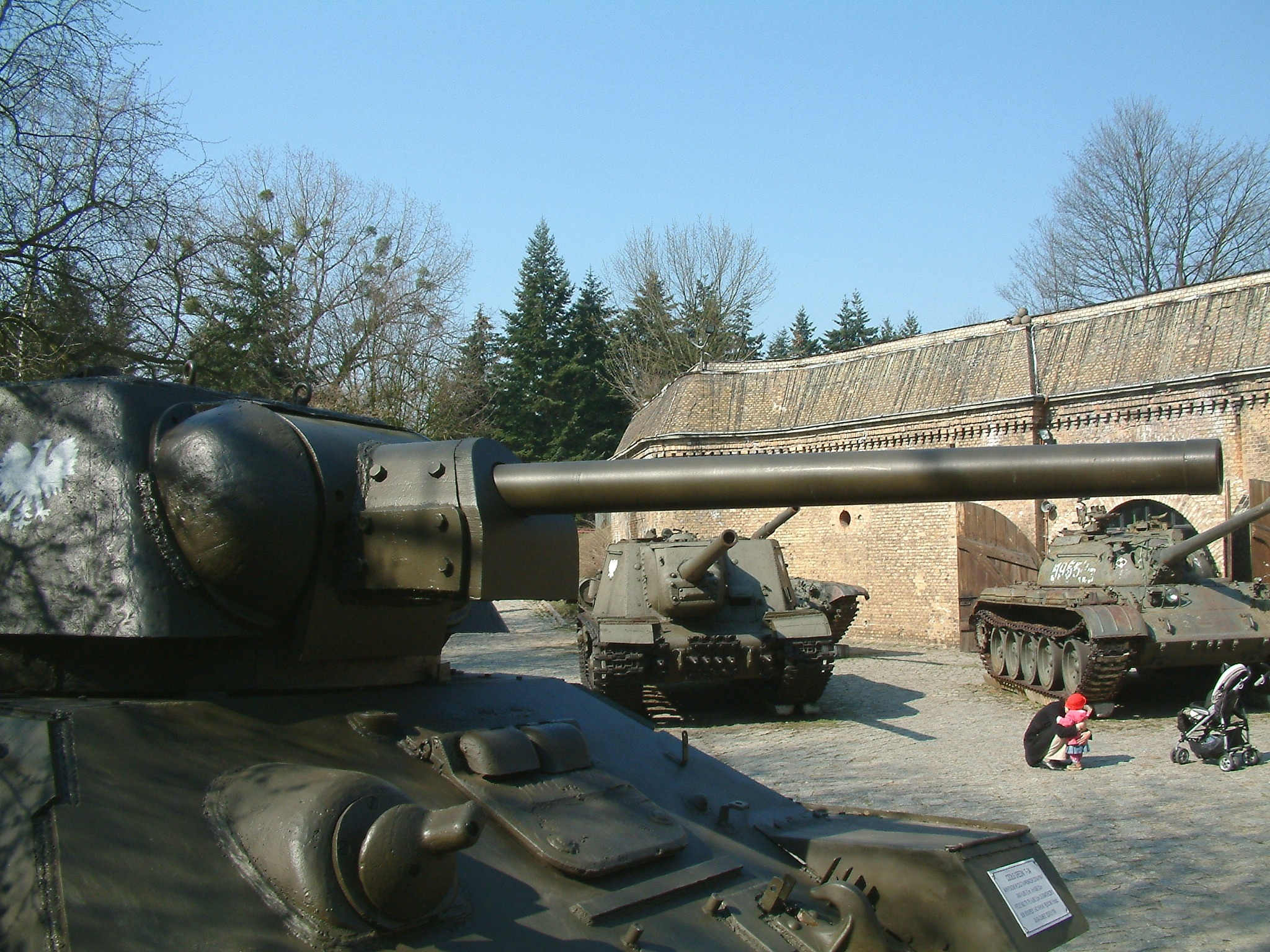
76-мм пушка Ф-34 на Т-34-76

Основным вооружением Т-34 ранних выпусков (1940 — начала 1941 года) являлась 76-мм пушка образца 1938/39 годов (Л-11). Длина ствола орудия — 30,5 калибров / 2324 мм, начальная скорость бронебойного снаряда — 612 м/с. С марта 1941 года она была заменена на 76-мм пушку образца 1940 г. (Ф-34). Длина ствола этого орудия равнялась 41,5 калибрам / 3162 мм, а начальная скорость бронебойного снаряда — 662 м/с.
Орудие устанавливалось на цапфах в лобовой части башни, в спаренной с пулемётом установке. Вертикальная наводка, для Л-11 в пределах −5…+25°, для Ф-34 в пределах −5°30′…+26°48′, осуществлялась при помощи винтового механизма, горизонтальная наводка — исключительно поворотом башни. Для наведения на цель на танках с пушкой Л-11 использовались телескопический прицел ТОД-6 и перископический панорамный прицел ПТ-6. На танках с пушкой Ф-34 ранних выпусков использовались телескопический ТОД-7 прицел и перископический панорамный ПТ-7, впоследствии заменённые на телескопический ТМФД-7, имевший поле зрения 15° и увеличение в 2,5× и перископический панорамный ПТ-4-7, обеспечивавший поле зрения в 26° при том же увеличении, но отличавшийся меньшей точностью из-за погрешностей, вносимых механизмом связи между прицелом и орудием. С 1943 года на Ф-34 устанавливался также боковой уровень для ведения огня с закрытых позиций.
Оба орудия использовали один ассортимент боеприпасов: унитарные выстрелы к 76-мм дивизионной пушке образца 1902/30 годов и 76-мм полковой пушке образца 1927 года. Боекомплект орудия на Т-34 выпуска 1940—1942 годов состоял из 77 выстрелов, размещавшихся в чемоданах на полу боевого отделения и в укладках на его стенках. На Т-34 выпуска 1942—1944 года с «улучшенной башней», боекомплект был увеличен до 100 выстрелов. В боекомплект могли входить выстрелы с калиберными и подкалиберными бронебойными, осколочно-фугасными, шрапнельными и картечными снарядами. Подкалиберные снаряды из-за наличия в них карбида вольфрама были на протяжении всей войны в дефиците и в боекомплект линейных танков включались лишь при наличии вероятности отражения танковых атак.
| Номенклатура боеприпасов танковых пушек Л-11 и Ф-34                                |             |                   |             |                                    |                        |
| Тип                                                                                | Обозначение | Масса снаряда, кг | Масса ВВ, г | Начальная скорость, м/с (для Ф-34) | Дальность табличная, м |
| Калиберные бронебойные снаряды                                                     |             |                   |             |                                    |                        |
| Тупоголовый с баллистическим наконечником трассирующий                             | БР-350А     | 6,3               | 155         | 662                                | 4000                   |
| Тупоголовый с баллистическим наконечником с локализаторами трассирующий            | БР-350Б     | 6,5               | 119         | 655                                | 4000                   |
| Тупоголовый с баллистическим наконечником сплошной трассирующий (БР-350Б сплошной) | БР-350БСП   | 6,5               | нет         | 655                                | 4000                   |
| Подкалиберные бронебойные снаряды                                                  |             |                   |             |                                    |                        |
| Катушечный (принят на вооружение в апреле 1943)                                    | БР-354П     | 3,02              | нет         | 950                                | 500                    |
| Осколочно-фугасные снаряды                                                         |             |                   |             |                                    |                        |
| Стальная дальнобойная граната                                                      | ОФ-350      | 6,2               | 710         | 680                                | 13 290                 |
| Сталистого чугуна осколочная дальнобойная граната                                  | О-350А      | 6,21              | 540         | 680                                | 10 000                 |
| Осколочно-фугасный                                                                 | ОФ-350В     | 6,2               | ?           | ?                                  | ?                      |
| Осколочно-фугасный мелкосерийный                                                   | ОФ-363      | 7,1               | ?           | ?                                  | ?                      |
| Фугасная стальная старая русская граната                                           | Ф-354       | 6,41              | 785         | 640                                | 9170                   |
| Фугасная стальная старая русская граната                                           | Ф-354М      | 6,1               | 815         | ?                                  | ?                      |
| Шрапнель                                                                           |             |                   |             |                                    |                        |
| Шрапнель с трубкой 22 сек. или Д; 260 ГПЭ                                          | Ш-354       | 6,5               | 85          | 624                                | 6000                   |
| Шрапнель с трубкой Т-6; 250 ГПЭ                                                    | Ш-354Т      | 6,66              | 85          | 618                                | 8600                   |
| Шрапнель Гартца с накидками                                                        | Ш-354Г      | 6,58              | 85          | ?                                  | ?                      |
| Стержневая шрапнель                                                                | Ш-361       | 6,61              | нет         | 666                                | 8400                   |
| Картечь                                                                            |             |                   |             |                                    |                        |
| Картечь; 549 ГПЭ                                                                   | Ш-350       | ?                 | ?           | ?                                  | 200                    |

|  | Слева: Боеприпасы пушки Ф-34: 1. Выстрел УБР-354А со снарядом БР-350А (тупоголовый с баллистическим наконечником, трассирующий). 2. Выстрел УБР-354Б со снарядом БР-350Б (тупоголовый с баллистическим наконечником, с локализаторами, трассирующий). 3. Выстрел УБР-354П со снарядом БР-350П (подкалиберный бронебойный снаряд, трассирующий, «катушечного» типа). 4. Выстрел УОФ-354М со снарядом ОФ-350 (стальной осколочно-фугасный снаряд). 5. Выстрел УШ-354Т со снарядом Ш-354Т (шрапнель с трубкой Т-6) Справа: Бронебойные 76-мм снаряды в разрезе: 1. БР-350А. 2. БР-350БСП. 3. БР-350П. |

| Таблица бронепробиваемости для 76-мм танковой пушки обр. 1940 г. (Ф-34) |                          |                          |
| Дальность, м | При угле встречи 60°, мм | При угле встречи 90°, мм |
| Тупоголовый калиберный бронебойный снаряд БР-350А |                          |                          |
| 100 | 69—86                    | 80—89                    |
| 300 | 63—79                    | 76—84                    |
| 500 | 59—70                    | 70—78                    |
| 1000 | 50—63                    | 63—73                    |
| 1500 | 43—52                    | 58—65                    |
| Тупоголовый с локализаторами калиберный бронебойный снаряд БР-350Б |                          |                          |
| 100 | 74—89                    | 86—94                    |
| 300 | 69—82                    | 81—90                    |
| 500 | 62—76                    | 75—84                    |
| 1000 | 55—71                    | 68—78                    |
| 1500 | 48—55                    | 62—69                    |
| Подкалиберный снаряд БР-354П |                          |                          |
| 100 | н/д—92                   | н/д—102                  |
| 300 | н/д—87                   | н/д—98                   |
| 500 | н/д—77                   | н/д—92                   |
| Приведённые данные относятся к советской методике измерения пробивной способности и советской броне высокой твёрдости. Первая указанная цифра соответствует «гарантированному пробитию» (80 % вероятность сквозного проникновения снаряда), вторая — «начальному пробитию» (20 % вероятность проникновения). Следует помнить, что показатели бронепробиваемости могут заметно различаться при использовании различных партий снарядов и различной по технологии изготовления брони. |                          |                          |

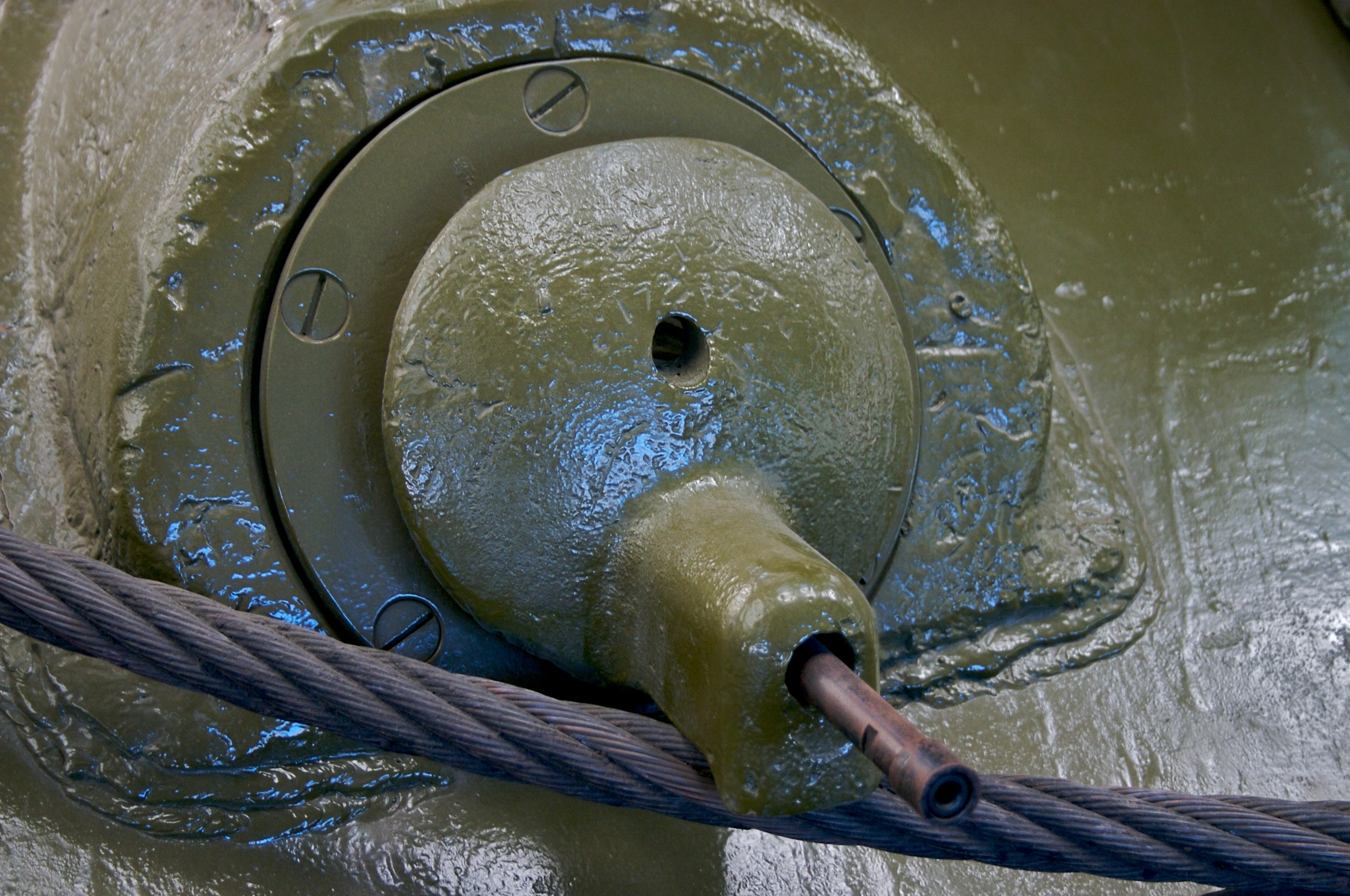
7,62-мм пулемёт ДТ в лобовой плите корпуса

Вспомогательное вооружение танка составляли два 7,62-мм пулемёта ДТ. Один из них («спаренный») размещался в спаренной с пушкой установке и имел общие с ней углы наведения. Другой («курсовой») находился в шаровой установке в верхней лобовой плите корпуса, его углы наводки составляли ±12° в горизонтальной плоскости и −6…+16° в вертикальной. Боекомплект пулемётов составлял на танках ранних выпусков, по разным данным, 46 или 49 дисков по 63 патрона (в сумме 2898 или 3087 патронов), на самых ранних машинах, не имевших радиостанции, он увеличивался до 75 дисков (4725 патронов). На Т-34 с усовершенствованной башней, боекомплект состоял из 50 дисков (3150 патронов).

### Средства наблюдения и связи
Механик-водитель в небоевых условиях осуществлял наблюдение за местностью через открытый люк. Для обзора в бою он располагал неподвижным призменным перископическим смотровым прибором в крышке люка и двумя вспомогательными перископическими приборами, расположенными по бокам от люка и направленными под углом 60° к продольной оси танка. С 1942 года, с введением упрощённой крышки люка, центральный перископ был заменён двумя, способными закрываться броневыми заслонками для защиты от пуль и осколков, а боковые перископические приборы больше не устанавливали. Стрелок-радист своих приборов наблюдения не имел, единственным средством обзора местности для него мог служить диоптрический прицел курсового пулемёта, имевший поле обзора всего в 2—3°.

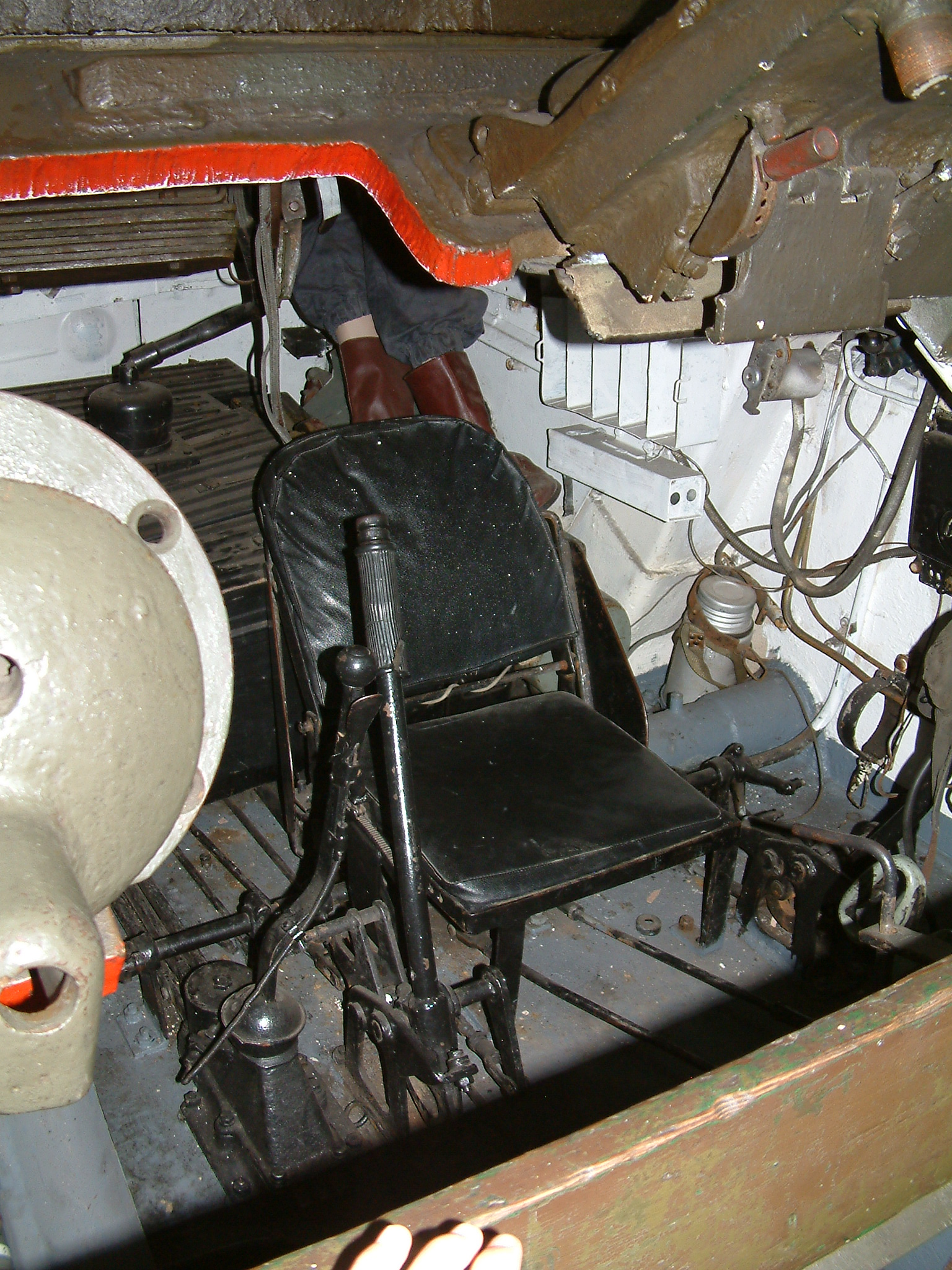
Место механика-водителя

В обоих бортах башни на танках ранних выпусков устанавливались перископические смотровые приборы, которыми могли пользоваться командир и заряжающий, для которого этот прибор на танках ранних выпусков являлся единственным средством наблюдения. На значительной части танков, выпускавшихся с 1942 года, бортовые перископические приборы заменены простыми смотровыми щелями, закрывавшимися с внутренней стороны защитным триплексным стеклоблоком. На танках ранних выпусков командир имел для наблюдения за местностью поворотный перископический смотровой прибор, размещавшийся в крышке люка башни и могущий давать круговой обзор, а также поворотную командирскую панораму ПТ-К, устанавливавшуюся слева в передней части крыши башни. На танках, выпускавшихся с осени 1941 года, смотровой прибор в крышке люка был ликвидирован, а командирская панорама на значительной части танков поздних выпусков заменялась перископическим прицелом ПТ-4-7, могущим также использоваться в поворотном режиме для наблюдения за местностью и обеспечивавшим поле зрения в 26° при увеличении 2,5×. На значительной части танков выпуска военного времени перископический смотровой прибор, ПТ-К или другой модели, получал и заряжающий. На части танков выпуска 1943 года на люке командира устанавливалась командирская башенка, снабжённая пятью смотровыми щелями с защитным стеклоблоком, обеспечивавшими круговой обзор. Кроме этого, в поворотной крыше башенки устанавливался дополнительный перископический смотровой прибор. Из-за загруженности командира функциями наводчика, эффективность командирской башенки для него оказалась меньше ожидавшейся, и широкого распространения её установка не получила.
На Т-34 первых серий устанавливалась коротковолновая телефонная радиостанция 71-ТК-3, вскоре заменённая на более новую 9-Р. Радиостанция 9-Р обеспечивала дальность связи в 15—25 км с места и 9—18 км в движении в телефонном режиме. С 1943 года Т-34 оснащались симплексной радиостанцией 9-РМ, работавшей на расширенном диапазоне частот. На танках ранних выпусков, из-за дефицита радиостанций, ими оснащались только машины командиров подразделений и лишь небольшая часть линейных танков. В дальнейшем ситуация с выпуском радиостанций постепенно улучшилась, но окончательно к полной радиофикации танков смогли перейти только во время выпуска Т-34-85. Для внутренней связи между членами экипажа служило телефонное танковое переговорное устройство, на танках ранних выпусков — ТПУ-2 или ТПУ-3, позднее заменённое на ТПУ-3-бисФ.

### Двигатель и трансмиссия

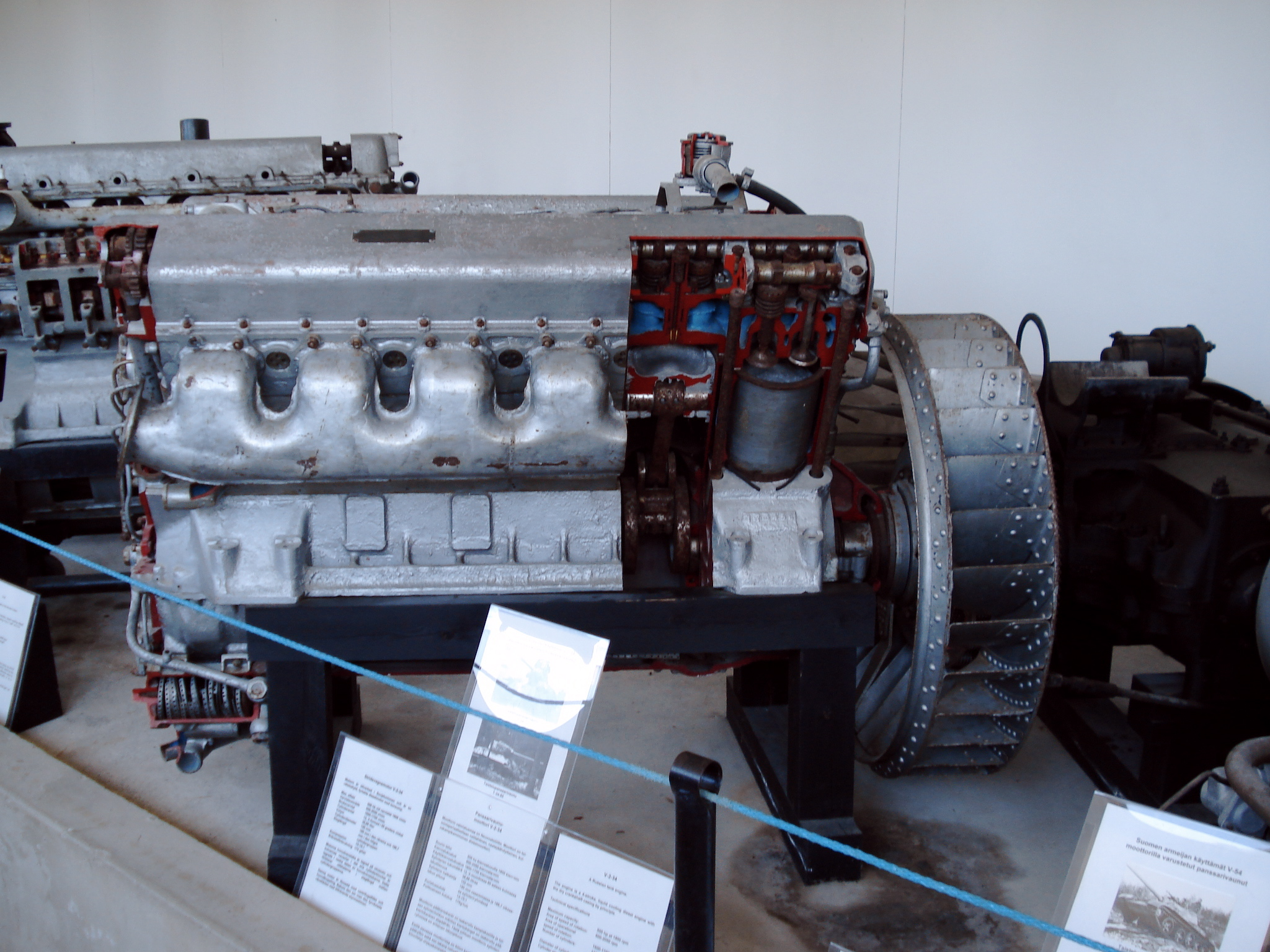
Двигатель В-2-34

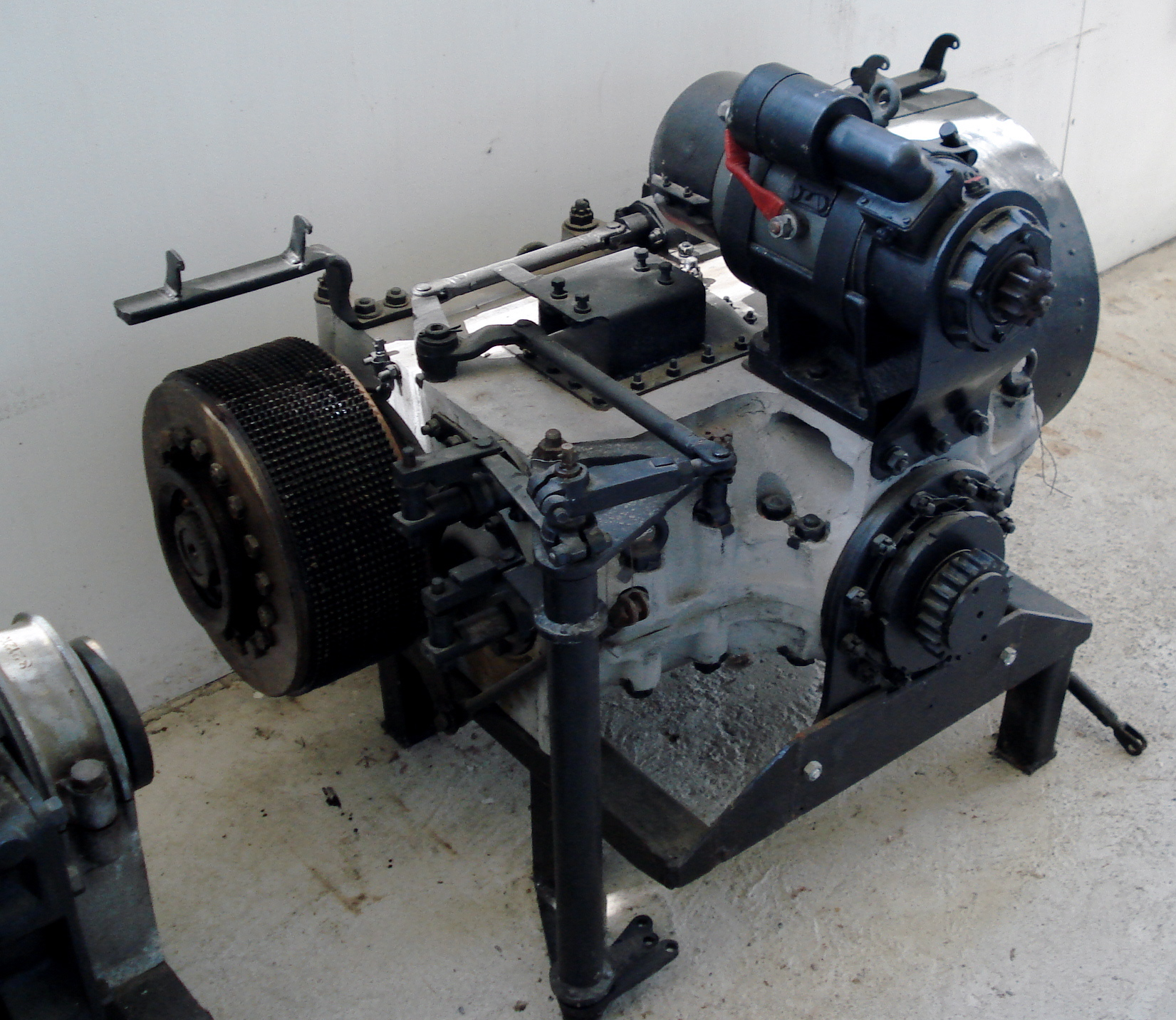
Трансмиссия Т-34 без некоторых частей в финском музее

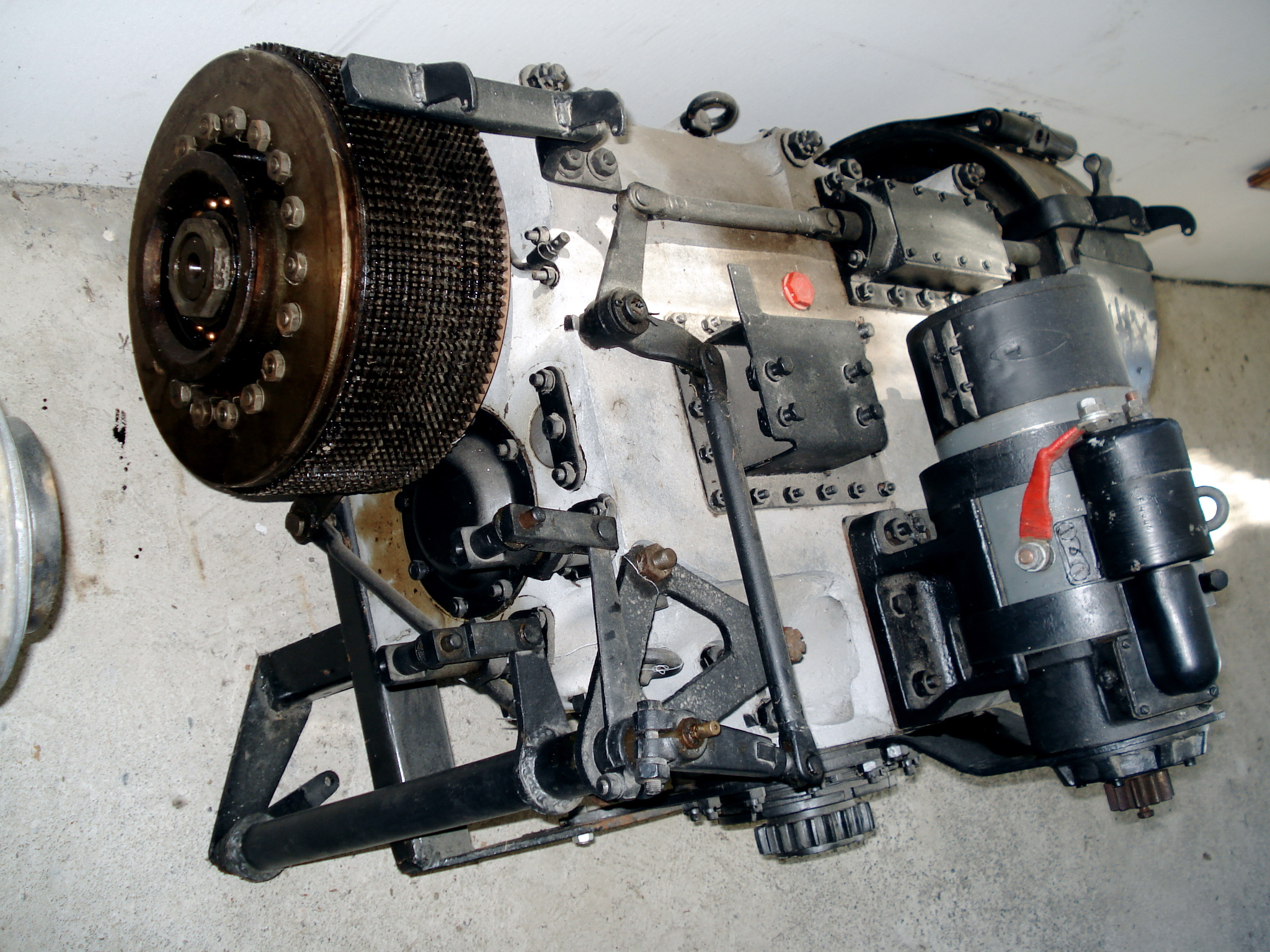
Трансмиссия Т-34 без некоторых частей в том же музее

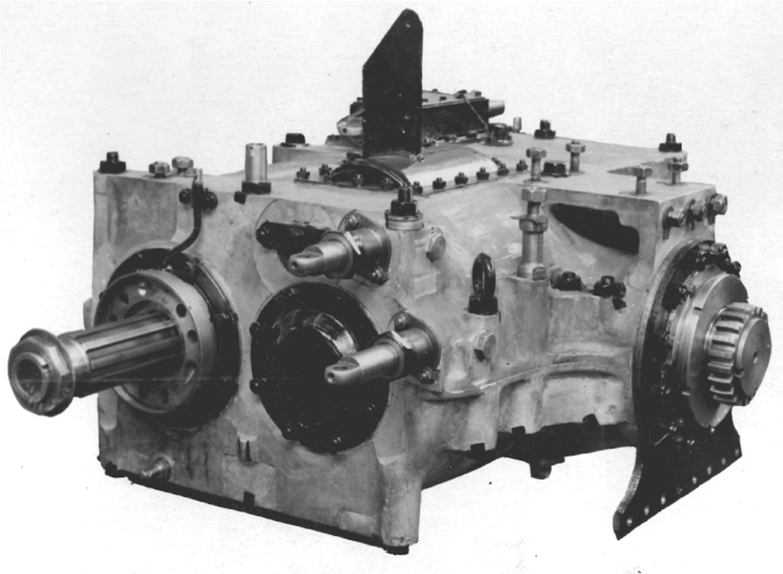
4-скоростная КПП танка Т-34.

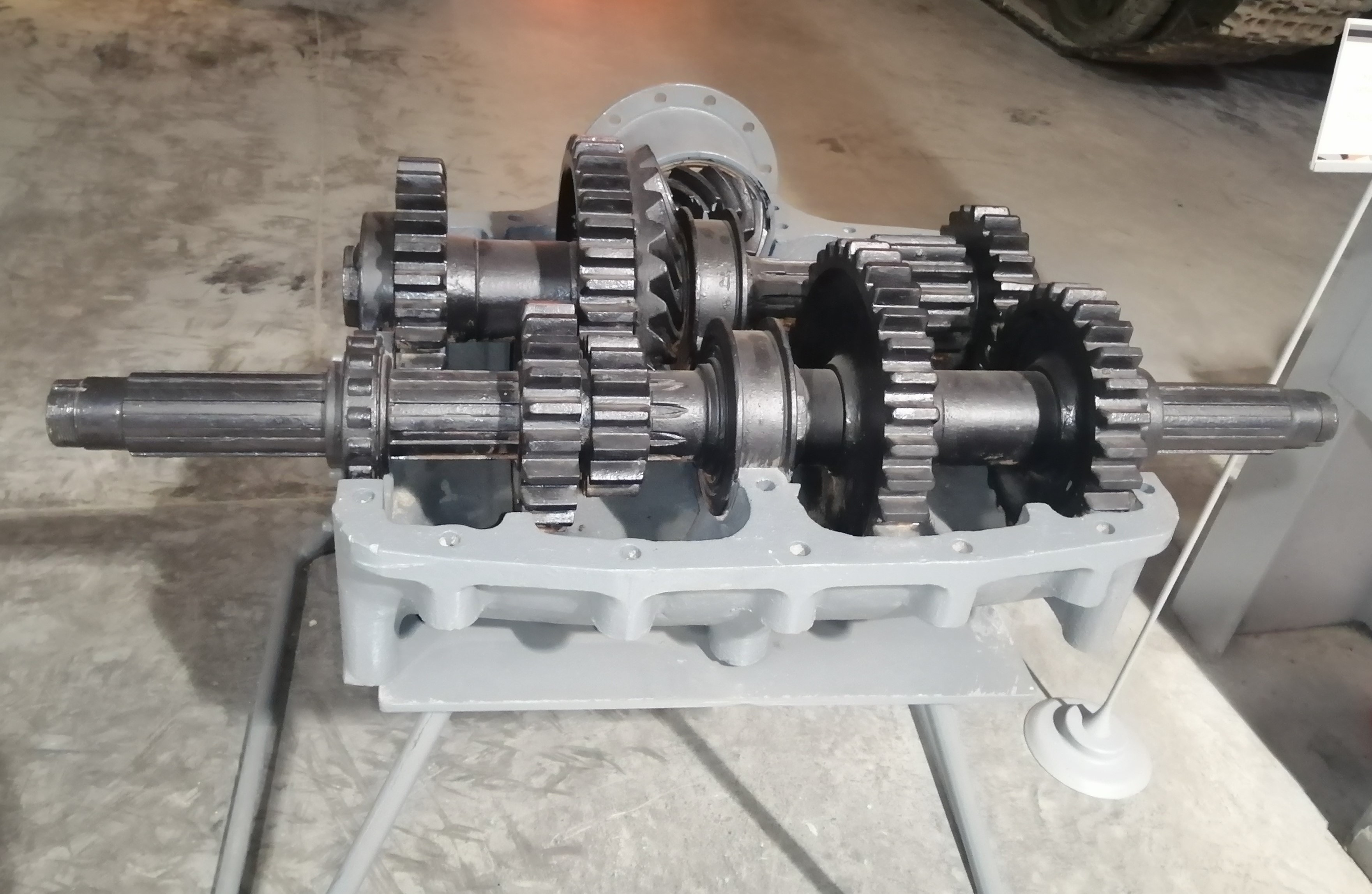
Разрез 4-скоростной КПП танка Т-34.

На всех модификациях Т-34 устанавливался V-образный 12-цилиндровый четырёхтактный быстроходный дизельный двигатель жидкостного охлаждения со струйным распылением топлива и двухвальным распределительным механизмом (DOHC), модели В-2-34, разработанный под руководством Константина Фёдоровича Челпана. Двигатель В-2 изначально разрабатывался для применения в авиации и имел все присущие этому достоинства и недостатки.
Из-за нехватки двигателей В-2, из числа выпущенных в 1941—1942 годах танков Т-34, 943 были оснащены карбюраторными авиационными моторами М-17Т или М-17Ф, дефорсированными до 500 л/с.
Кроме того, в пособии «Танк Т-34 в бою» (Воениздат НКО, 1942) в характеристиках танка указывается дизель В-2К (400 л. с. при 1700 об/мин).
Максимальная мощность двигателя В-2-34 — 500 л. с. при 1800 об/мин, номинальная — 450 л. с. при 1750 об/мин, эксплуатационная — 400 л. с. при 1700 об/мин. Объём двигателя — 38 880 см³, степень сжатия — 14 (15). Вес двигателя в сборе около 1000 кг. Ресурс двигателя до первого ремонта — 50 моточасов.
Для очистки поступающего в двигатель воздуха на Т-34 выпуска 1940—1941 годов применялся воздухоочиститель типа «Помон», отличавшийся чрезвычайно ненадёжной работой. С 1942 года он был сменён двумя воздухоочистителями типа «Циклон», значительно повысившими надёжность работы двигательной установки.
Внутренние топливные баки на Т-34 располагались по бортам корпуса, в промежутках между кожухами пружин подвески. Танки ранних выпусков имели шесть внутренних баков общей ёмкостью 460 л., на машинах поздних выпусков число внутренних баков было доведено до восьми, а их общая ёмкость — до 540 л. Общая ёмкость четырёх наружных бортовых топливных баков на ранних машинах составляла 134 л, на Т-34 выпуска 1942 года они были заменены двумя кормовыми аналогичной ёмкости, а на танках поздних выпусков — двумя, а затем тремя цилиндрическими бортовыми баками ёмкостью 90 л. каждый. В качестве топлива применялось дизельное топливо «ДТ зимнее» — всесезонно, или «ДТ летнее», при температуре наружного воздуха более +5°С.
Маслосистема двигателя включала два маслобака ёмкостью по 40 литров. Применяемые масла: авиационное масло «МК» (летом) и авиационное «МЗ» (зимой). При отсутствии зимнего масла допускается использовать маслосмесь, состоящую из 70 % масла «МК» и 30 % «веретённого масла».
Система охлаждения — жидкостная. Полная заправка составляет 80 литров воды. Два трубчатых радиатора системы охлаждения двигателя устанавливались по обе стороны от него.
Выхлопная система двигателя — прямоточная, глушители звука отсутствуют. Состоит из двух выхлопных патрубков в корме танка.
В состав трансмиссии Т-34 образца 1940 года входили:
- многодисковый главный фрикцион сухого трения (сталь по стали);
- механическая трёхходовая четырёхступенчатая (4+1) коробка передач;
- механизм поворота, состоявший из бортовых многодисковых фрикционов сухого трения (сталь по стали) и бортовых ленточных тормозов с обшивкой феродо;
- одноступенчатые бортовые передачи.

Четырёхступенчатая коробка передач требовала больших физических усилий от механика-водителя и не отличалась надёжностью, поэтому с конца 1942 года на Т-34 начала устанавливаться новая пятиступенчатая коробка передач с постоянным зацеплением шестерён, была также усовершенствована конструкция главного фрикциона.
Бортовая сеть танка состоит из двух сетей, напряжением 12 и 24 вольта. Для питания потребителей на стоянке или работе двигателя на небольших оборотах применяются 4 свинцовые аккумуляторные батареи типа 6СТЭ-128, включённые попарно-параллельно и последовательно. 12-вольтовая сеть проложена по правому борту танка. Источник напряжения в сети на ходу — генератор постоянного тока ГТ-4563А с пиковой мощностью 1000 вт. Для поддержания в сети напряжения 24 вольта служит реле-регулятор РРА-24Ф. На танках ранних выпусков с генератором ГТ-4563А устанавливались реле-регуляторы РРТ-4576А, в конструкции которых отсутствовал фильтр радиопомех.
Начало зарядки аккумуляторной батареи происходят при 600—650 оборотах в минуту коленчатого вала двигателя танка, полную мощность генератор начинает отдавать при 700—750 об/мин. двигателя (по тахометру)
Запуск двигателя танка выполняется сжатым воздухом (основной вариант), пуск прогретого двигателя был возможен и электростартером СТ-700.
Для вращения башни танка установлен электромотор МБ-20А. Передаточное отношение от вала мотора к погону башни составляет 1257:1. Мотор потребляет различную силу тока в зависимости от наклона танка: от 90 А при горизонтальном положении до 200 А и более при наклоне танка. Предельный угол наклона танка, при котором мотор ещё вращает башню, находится в пределах 17-22°, и зависит от состояния аккумуляторных батарей и температуры наружного воздуха.
Для вентиляции танка от пороховых газов при стрельбе служит мотор-вентилятор МВ-12.
Для электрического соединения башни с остальным электрооборудованием танка служит кольцевой токосъёмник — вращающееся контактное устройство ВКУ-37Т. Состоит из контактных колец и щёточного узла. Всего 3 силовых и 7 слаботочных колец.
Электрический сигнал вибрационного типа ГФ-12.
Распределительные щитки с приборами:
- щиток электроприборов механика-водителя;
- щиток башни;
- щиток аварийного освещения;
- щиток питания радиостанции;
- блок защиты аккумуляторов.

### Ходовая часть

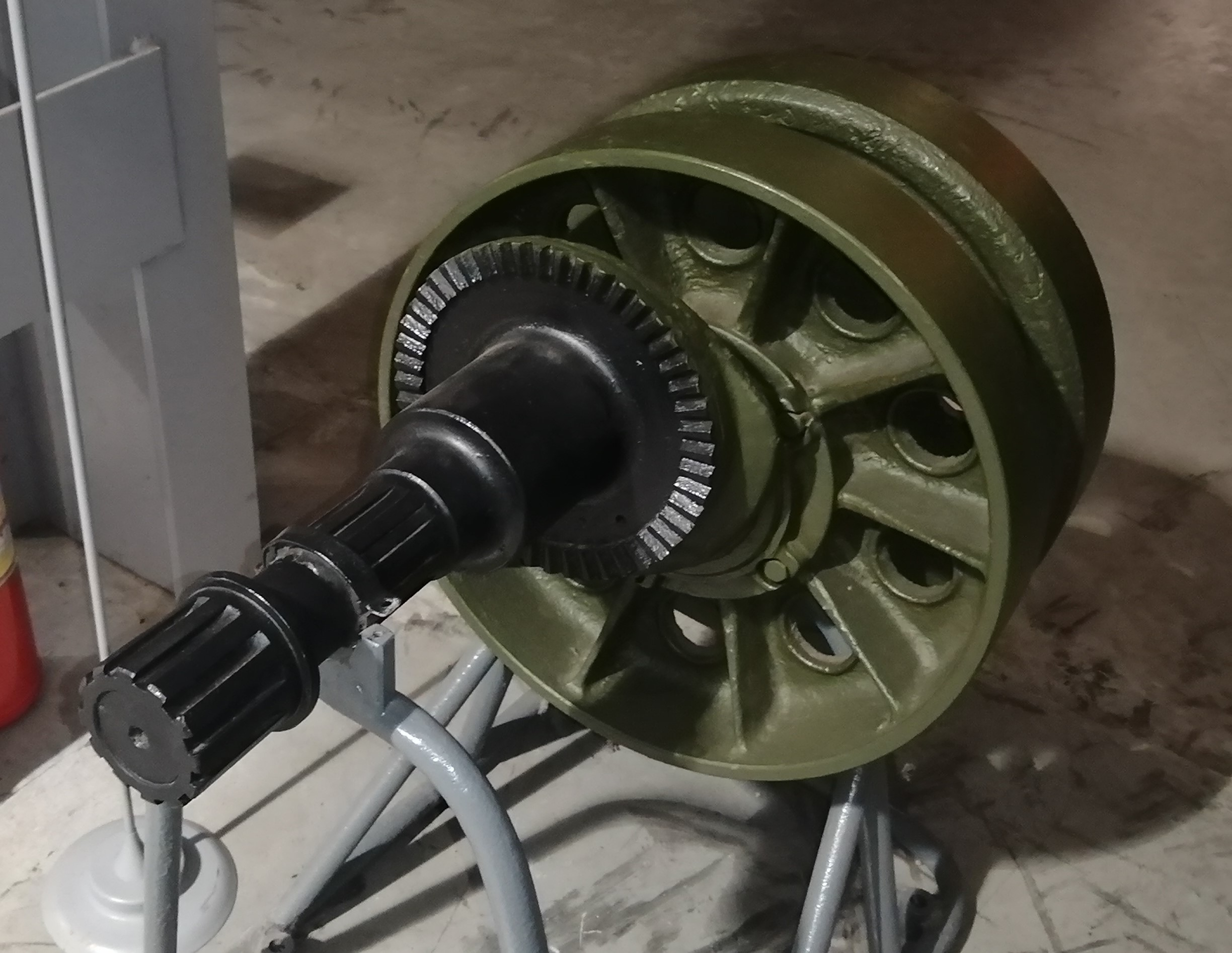
Направляющее колесо Т-34

В ходовой части Т-34 использовалась свечная подвеска или как её ещё именуют подвеска Кристи, унаследованная им от серии танков БТ, но в случае Т-34 подвеска была модернизирована и пружина была размещена под небольшим углом. С каждого борта ходовая часть состояла из пяти больших сдвоенных опорных катков диаметром 830 мм, направляющего колёса (ленивца) спереди и расположенного сзади ведущего колёса. Конструкция опорных катков могла существенно отличаться в зависимости от завода-производителя и года выпуска: использовались штампованные или литые катки, обрезиненные или с внутренней амортизацией, а выпущенные СТЗ летом 1942 года — и вовсе без амортизации. Опорные катки крепились на балансирах, соединённых с пружинами подвески, находившимися внутри корпуса танка, в прикреплённых к бортам коробах. Цельнолитое ведущее колесо имеет ступицу, отлитую вместе с дисками и ободами, между которыми расположено шесть роликов. Рабочая поверхность ролика, с которой соприкасаются гребни траков, выполнена в виде желобка — для лучшего зацепления с гребнем трака и уменьшения его износа.

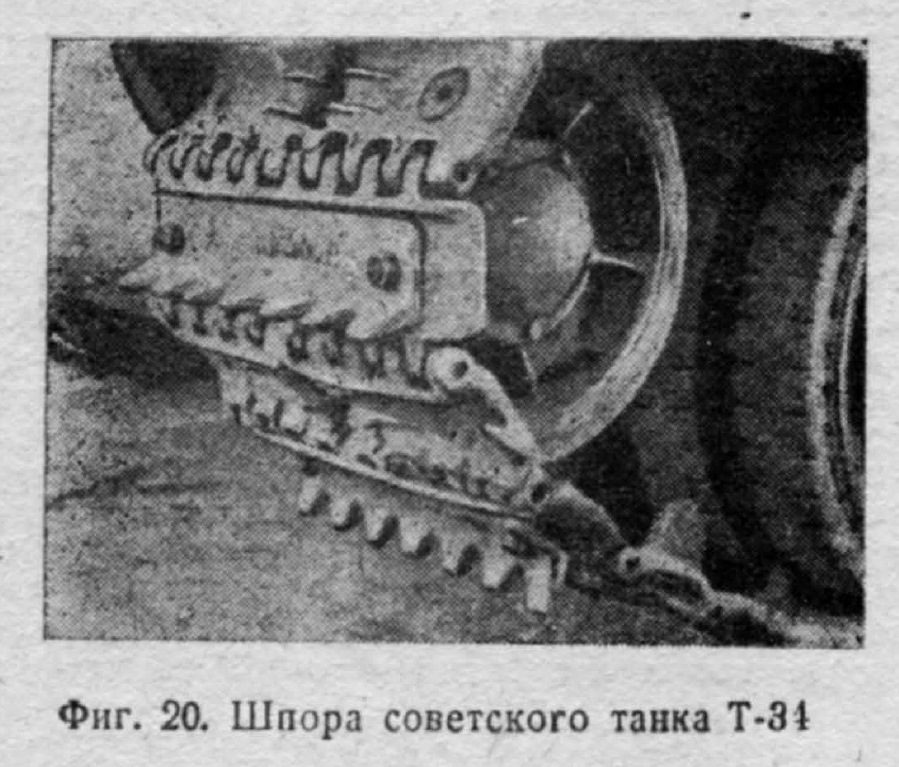
Гусеница танка Т-34 с установленными шпорами

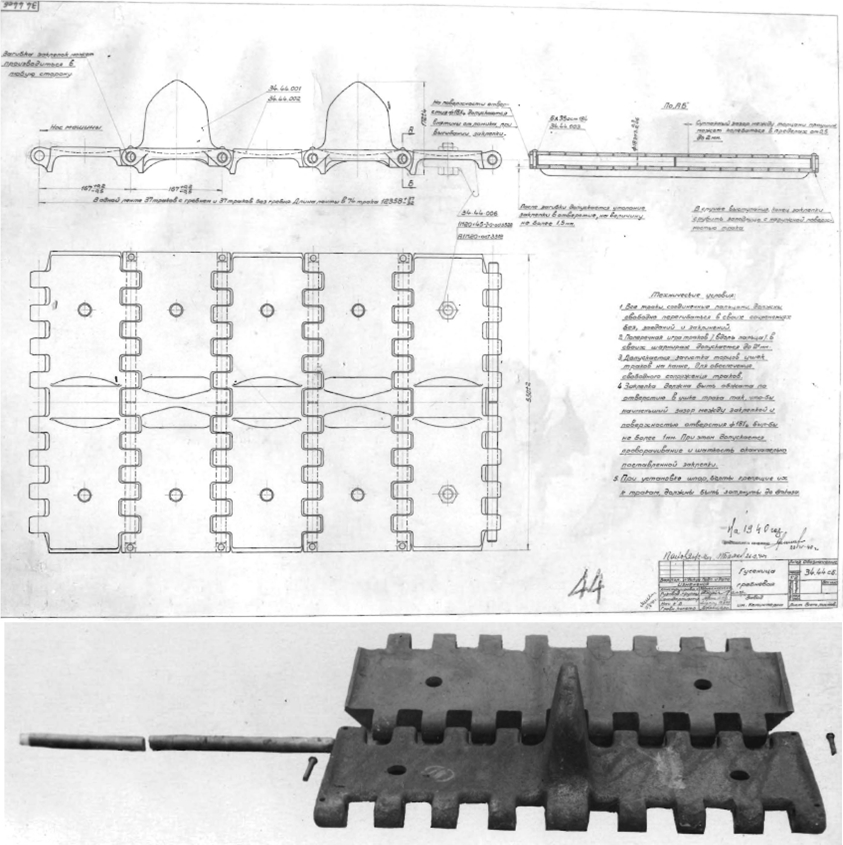
Чертёж и фотография трака Т-34

Гусеницы Т-34 — стальные, гребневого зацепления, состоявшие из чередовавшихся гребневых и «плоских» траков. На машинах ранних выпусков гусеница имела ширину в 550 мм и состояла из 74 траков, на машинах более поздних выпусков гусеница имела ширину 500 мм, а число траков в ней сократилось до 72. Для улучшения проходимости, на траки могли устанавливаться грунтозацепы («шпоры») различной конструкции, крепившиеся болтами к каждому четвёртому или шестому траку.
В зависимости от завода-производителя и года выпуска, на Т-34 устанавливались различные виды траков. На машинах ранних выпусков производства ХПЗ применялись траки шириной 550 мм, с низким профилем, состоящие из штампованного трака и прикреплявшегося к нему гребня. Каждая гусеница танка состояла из 74 траков, 37 гребневых и 37 «плоских». Траки соединялись между собой двумя пальцами, фиксировавшимися вначале винтами, на машинах более поздних выпусков — шплинтами или клиньями. К осени 1940 года началось производство цельноштампованных или литых траков. В ходе войны, с осени 1941 года началось производство цельноштампованных траков шириной 500 мм, отличавшейся усиленной конструкцией, более развитым профилем внешней стороны, улучшавшим сцепление с грунтом, и сглаженной внутренней стороной, обусловленной применением необрезиненных катков. Число траков в гусенице такого типа сократилось до 72. Параллельно шло производство литых траков той же ширины и с сокращённым их числом в гусенице. С 1943 года перешли на траки так называемого «вафельного» типа, собиравшиеся из двух штампованных половинок каждый. Среди перечисленных типов траков могли также иметься незначительные различия, в основном в профиле опорной поверхности.

## Тактико-технические характеристики
| ТТХ различных танков семейства Т-34  |                                          |                                          |                                          |                                          |                                          |                                          |                                          |
|                                      | А-20                                     | А-32                                     | Т-34 обр. 1940 г.                        | Т-34 обр. 1941 г.                        | Т-34 обр. 1942 г.                        | Т-34 обр. 1943 г.                        | Т-34-85 обр. 1944 г.                     |
| Размеры                              |                                          |                                          |                                          |                                          |                                          |                                          |                                          |
| Длина, м                             | 5,76                                     | 5,76                                     | 5,92                                     | 5,92                                     | 5,92                                     | 5,92                                     | 5,92                                     |
| Длина с пушкой, м                    |                                          |                                          | 5,96                                     | 6,62                                     | 6,62                                     | 6,62                                     | 8,10                                     |
| Ширина, м                            | 2,65                                     | 2,73                                     | 3,00                                     | 3,00                                     | 3,00                                     | 3,00                                     | 3,00                                     |
| Высота, м                            | 2,44                                     | 2,44                                     | 2,41                                     |                                          |                                          | 2,52                                     | 2,72                                     |
| Боевая масса, т                      | 18,0                                     | 19,0                                     | 25,6                                     |                                          |                                          | 30,9                                     | 32,0                                     |
| Бронирование, мм                     |                                          |                                          |                                          |                                          |                                          |                                          |                                          |
| Лоб корпуса                          | 20                                       | 20                                       | 45                                       | 45                                       | 45                                       | 45                                       | 45                                       |
| Борта и корма корпуса                | 25                                       | 30                                       | 40—45                                    | 40—45                                    | 40—45                                    | 45                                       | 45                                       |
| Лоб башни                            |                                          |                                          | 40—45                                    | 40—45                                    | 40—45                                    | 45                                       | 90                                       |
| Борта и корма башни                  | 25                                       | 25                                       | 45                                       | 45 (52)                                  | 45 (52)                                  | 45 (52)                                  | 52—75                                    |
| Крыша                                | 10                                       | 10                                       | 16—20                                    | 15—20                                    | 15—20                                    | 15—20                                    | 16—20                                    |
| Днище                                | 10                                       | 10                                       | 13—16                                    | 13—16                                    |                                          | 16—20                                    | 16—20                                    |
| Вооружение                           |                                          |                                          |                                          |                                          |                                          |                                          |                                          |
| Пушка                                | 1 × 45-мм 20К                            | 1 × 76-мм Л-10                           | 1 × 76-мм Л-11                           | 1 × 76-мм Ф-34                           | 1 × 76-мм Ф-34                           | 1 × 76-мм Ф-34                           | 1 × 85-мм С-53                           |
| Пулемёты                             | 2 × 7,62-мм ДТ                           | 2 × 7,62-мм ДТ                           | 2 × 7,62-мм ДТ                           | 2 × 7,62-мм ДТ                           | 2 × 7,62-мм ДТ                           | 2 × 7,62-мм ДТ                           | 2 × 7,62-мм ДТ                           |
| Боекомплект, выстрелов / патронов    | 152 / 2709                               | 72 / 1628                                | 77 / 2898                                | 77 / 2898                                | 100 / 3150                               | 100 / 3150                               | 55 /                                     |
| Подвижность                          |                                          |                                          |                                          |                                          |                                          |                                          |                                          |
| Двигатель                            | 12‑цил. V‑образный дизель В-2, 500 л. с. | 12‑цил. V‑образный дизель В-2, 500 л. с. | 12‑цил. V‑образный дизель В-2, 500 л. с. | 12‑цил. V‑образный дизель В-2, 500 л. с. | 12‑цил. V‑образный дизель В-2, 500 л. с. | 12‑цил. V‑образный дизель В-2, 500 л. с. | 12‑цил. V‑образный дизель В-2, 500 л. с. |
| Удельная мощность, л. с./т           | 27,8                                     | 26,3                                     | 19,5                                     |                                          |                                          | 16,2                                     | 15,6                                     |
| Максимальная скорость по шоссе, км/ч | 75                                       | 70                                       | 55                                       | 54                                       | 54                                       | 54                                       | 54                                       |
| Запас хода по шоссе, км              | н/д                                      | н/д                                      | 300                                      | 300                                      | 300                                      | 300                                      | 300—400                                  |
| Удельное давление на грунт, кг/см²   |                                          |                                          | 0,62                                     |                                          |                                          | 0,79                                     | 0,83                                     |

## Модификации танка Т-34
- Т-34-57 — танк, вооружённый 57-мм пушкой ЗИС-4. Работы над ним начались летом 1940 года. К декабрю того же года был создан опытный экземпляр орудия, а в апреле 1941 года орудие было установлено на танк и отстреляно на полигоне. Испытания прошли неудачно, пушка требовала серьёзной доработки, которая была проведена в сжатые сроки. Уже в июле новое орудие было вновь установлено в танк, удачно прошло испытания и было принято на вооружение; серийное производство орудий велось с августа по ноябрь 1941 года. Во второй половине сентября на заводе № 183 ими было вооружено 10 танков (из них 4 радиофицированы) и в начале октября они были отправлены во Владимир на укомплектование 21-й танковой бригады. Потеряны с 16 по 30 октября 1941 года. В июле — августе 1943 года собрали ещё 4 машины. В августе проходили полигонные испытания. В боевых действиях не участвовали. Дальнейшая судьба неизвестна.

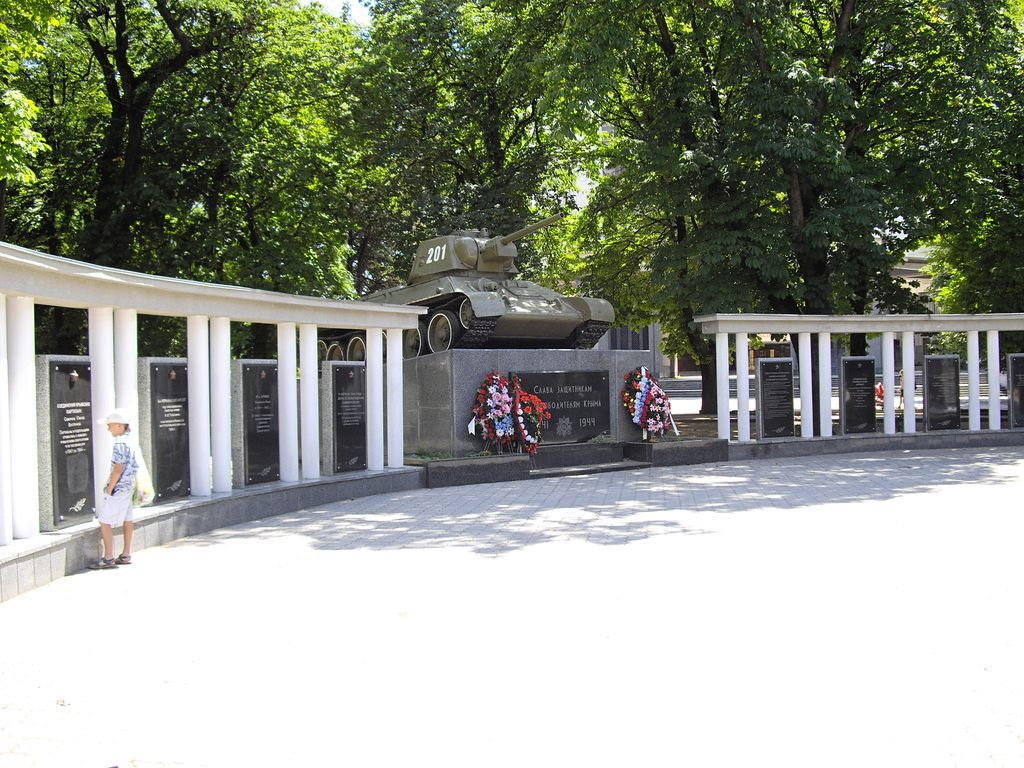
ОТ-34, памятник в Симферополе

- ОТ-34 (ТО-34, Т-034) — огнемётный танк на базе Т-34. В отличие от линейного танка, был вооружён автоматическим пороховым поршневым огнемётом АТО-41 на месте курсового пулемёта, а его экипаж был сокращён до трёх человек, за счёт стрелка-радиста. ОТ-34 был разработан в 1941 году, а его серийное производство началось в 1942 году и продолжалось до 1944 года, когда он был сменён на сборочных линиях танком ОТ-34-85, созданным на базе Т-34-85. Всего было выпущено 1170 ОТ-34, не считая ОТ-34-85, или около 3,3 % от общего числа выпущенных Т-34-76[53].
- Т-34, экранированный — танк с экранами на базе Т-34. В отличие от линейного танка, был оснащён дополнительными броневыми листами со всех сторон башни и корпуса. Данная версия была разработана сотрудниками НИИ-48 и завода №122 под руководством И.Бурцева.[источник не указан 929 дней]
- Т-34С (Т-34-5) — экспериментальный образец, созданный для отработки новой 5-скоростной КПП вместо 4-скоростной[54].

## Машины на базе Т-34

### Самоходные артиллерийские установки (САУ)

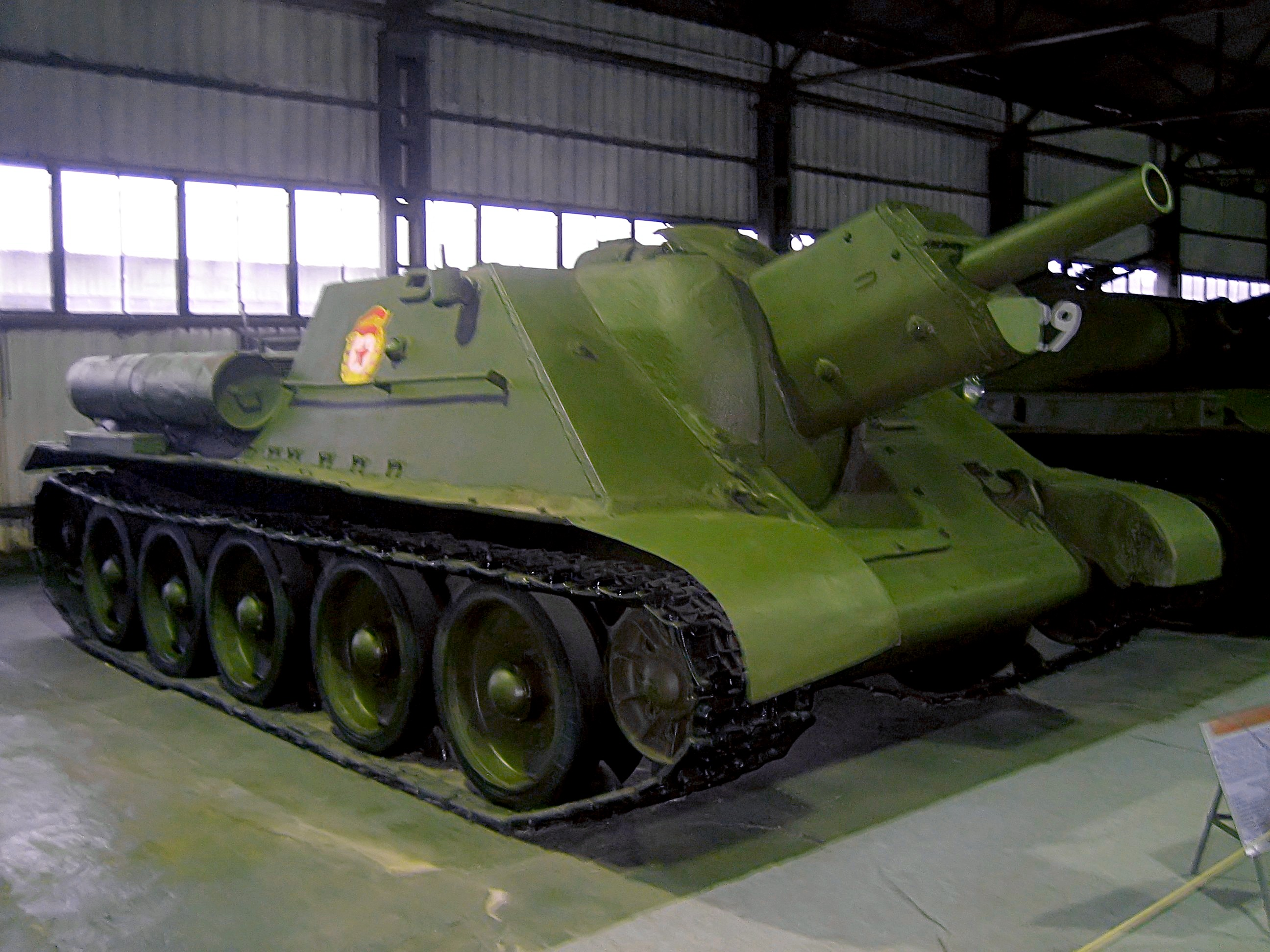
СУ-122

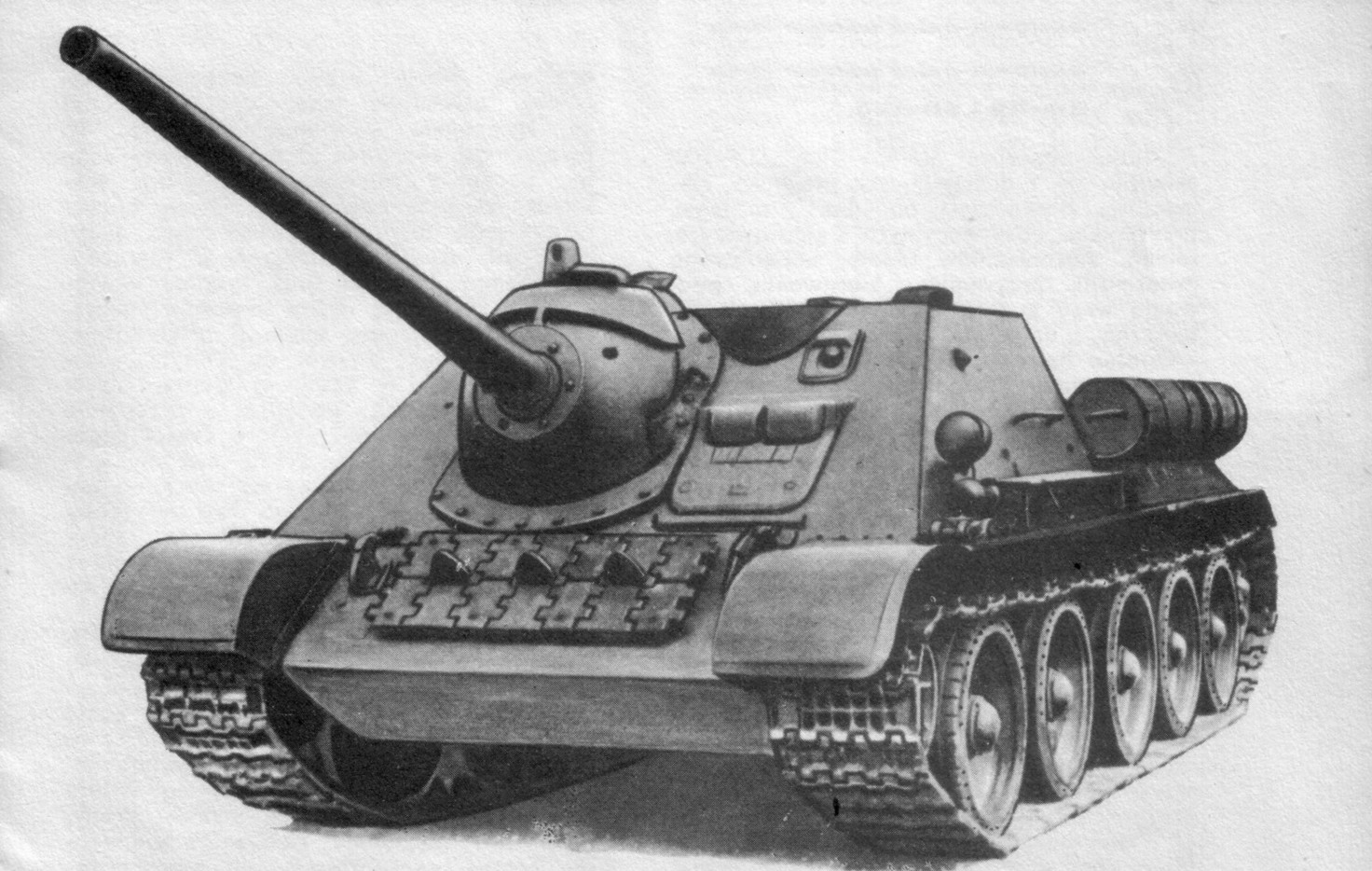
СУ-85

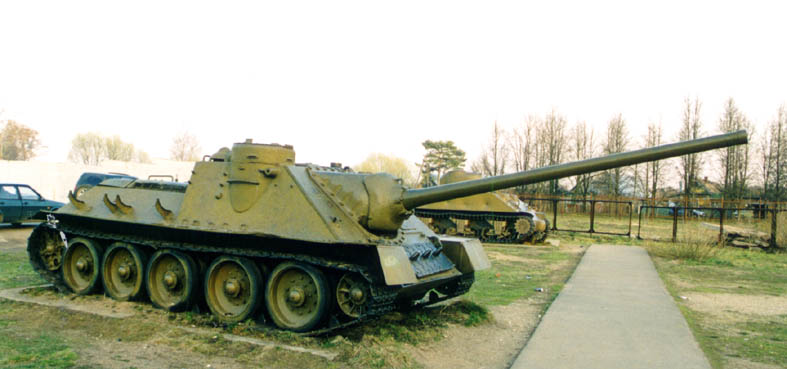
СУ-100

- СУ-122 — штурмовое орудие / самоходная гаубица, созданная на шасси Т-34 в 1942 году. Была вооружена 122-мм гаубицей М-30 в неподвижной рубке. Бронирование САУ при этом оставалось на уровне базового танка. Первый прототип СУ-122 был закончен 30 ноября 1942 года, а серийное производство было начато в декабре того же года. Всего к окончанию выпуска СУ-122 в августе 1943 года было произведено 636 САУ этого типа в нескольких, незначительно различавшихся между собой вариантах[55]. С начала их поступления в войска в декабре 1942 года, СУ-122 активно использовались советскими войсками вплоть до 1944 года, когда они были в основном заменены более мощными САУ СУ-152 и ИСУ-152, а также отчасти СУ-100[56].
- СУ-85 — истребитель танков на шасси Т-34, созданный в 1943 году для борьбы с новыми германскими тяжёлыми танками. Проектирование СУ-85 началось в апреле 1943 года, и после сравнительных испытаний нескольких вариантов САУ, она была принята на вооружение 7 августа того же года. СУ-85 была вооружена 85-мм пушкой Д-5С-85 с длиной ствола 48,8 калибров, размещённой в аналогичной СУ-122 рубке. Всего за время серийного производства, с августа 1943 по октябрь 1944 года, было выпущено 2335 САУ СУ-85[57]. Предпринимались также попытки повысить огневую мощь СУ-85 за счёт перевооружения более мощным орудием, однако результата они не принесли[58]. СУ-85 начали поступать в войска к осени 1943 года, и активно использовались советскими войсками вплоть до окончания Великой Отечественной войны. В послевоенный период они также состояли на вооружении Польши до конца 1950-х годов[59].
- СУ-85М — промежуточный вариант между СУ-85 и СУ-100. Представляла собой СУ-100, вооружённую 85-мм орудием Д-5С, аналогичным установленному на СУ-85. СУ-85М производилась серийно с сентября по ноябрь 1944 года. Всего выпустили 315 штук. Появление подобного «гибрида» было вызвано тем, что несмотря на запуск СУ-100 в производство, её 100-мм пушка Д-10С всё ещё не годилась для боевого применения, поскольку производство бронебойных снарядов к ней началось лишь в ноябре 1944 года[60].
- СУ-100 — истребитель танков, дальнейшее развитие СУ-85. Отличался от своей предшественницы значительно более мощным 100-мм орудием Д-10С, а также улучшенным броневым корпусом с увеличенной толщиной лобовой брони и командирской башенкой. Разрабатывалась с декабря 1943 года и была принята на вооружение 3 июля 1944 года. Серийное производство СУ-100 началось в сентябре 1944 и продолжалось до марта 1946 года, всего за этот период было изготовлено 3037 САУ этого типа[61]. Дополнительная партия в 204 СУ-100 была также выпущена на заводе № 174 в 1947 — 1948 годах. В 1951—1956 годах СУ-100 выпускалась также в Чехословакии, где было выпущено ещё 1420 этих САУ[61]. СУ-100 активно использовалась советскими войсками на заключительном этапе Великой Отечественной войны, а после её окончания длительное время оставались на вооружении Советской армии и ряда других стран. СУ-100 также использовались и в ряде послевоенных конфликтов. По состоянию на 1996 год, СУ-100 всё ещё оставались на вооружении ряда стран, а также на хранении в ВС РФ[59].
- СУ-122П — вооружённую 122-мм пушкой Д-25С, к тому моменту уже изготовленную в металле и успешно прошедшую заводские испытания;
- ЭСУ-100 — весной 1944 года были представлены первые эскизы самоходного орудия ЭСУ-100, а в течение месяца были спроектированы его основные узлы: бронекорпус, торсионная подвеска (с использованием катков от Т-34), электрическая трансмиссия и боевое отделение под пушки Д-5-85БМ или Д-10. По компоновке советская САУ напоминала немецкий «Фердинанд» — боевое отделение размещалось сзади, моторный отсек — в центре, трансмиссия и отделение управления — впереди. Представленный в апреле 1944 года на пленуме НКТП проект ЭСУ-100 получил хорошую оценку, однако уже в июне решением начальника ОГК НКТП И.Бера все работы по данной машины отменялись. Поводом послужило мнение, что ЭСУ-100 не подходит под требования танкосамохода прорыва. По огневой эффективности САУ не имела преимуществ перед серийной СУ-100, а запуск в серию машины с электротрансмиссией мог потянуть за собой множество проблем производственного характера. В то же время данный агрегат признавался очень перспективным и впоследствии нашёл применение на опытном тяжёлом танке ИС-6. Несмотря на это, бригады Горлицкого продолжили развитие ЭСУ-100 в инициативном порядке, чему поспособствовала неожиданная поддержка со стороны высшего руководства страны.
- СУ-100М1, вооружённую 100-мм пушкой Д-10С, на шасси танка Т-34, но с задним расположением боевого отделения (соответственно, МТО было перенесено на нос).

Другие варианты
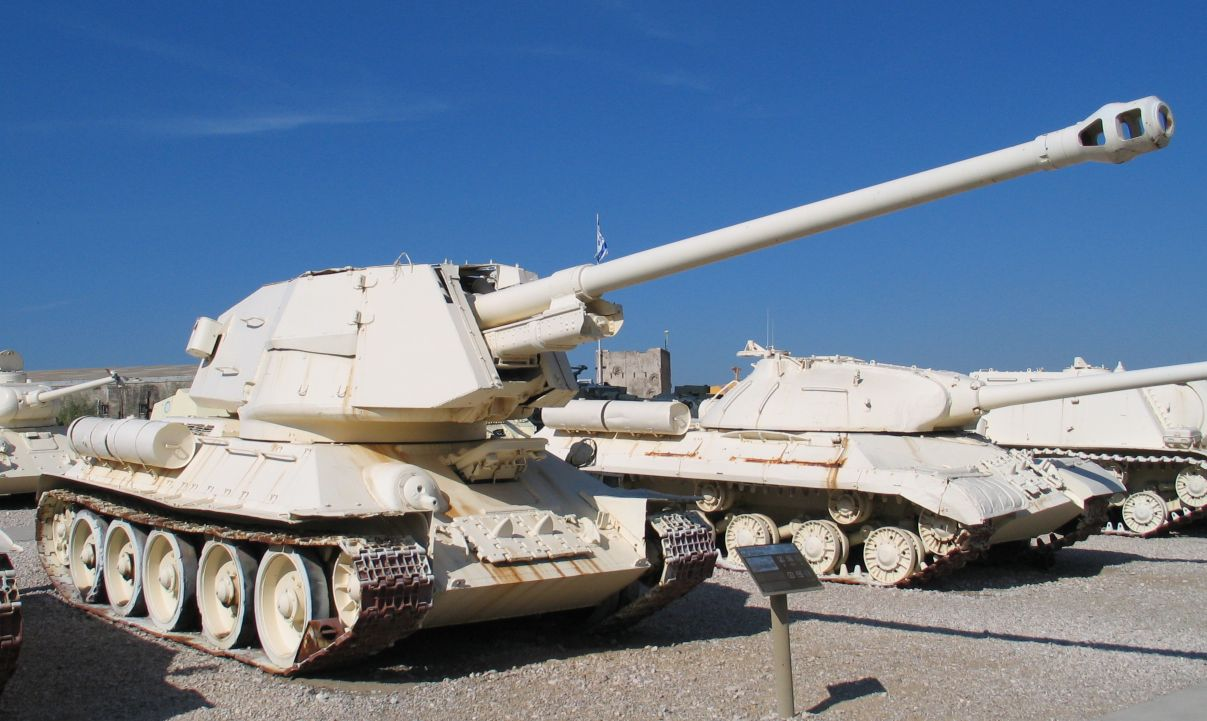
Египетский истребитель танков T-100 (шасси T-34)
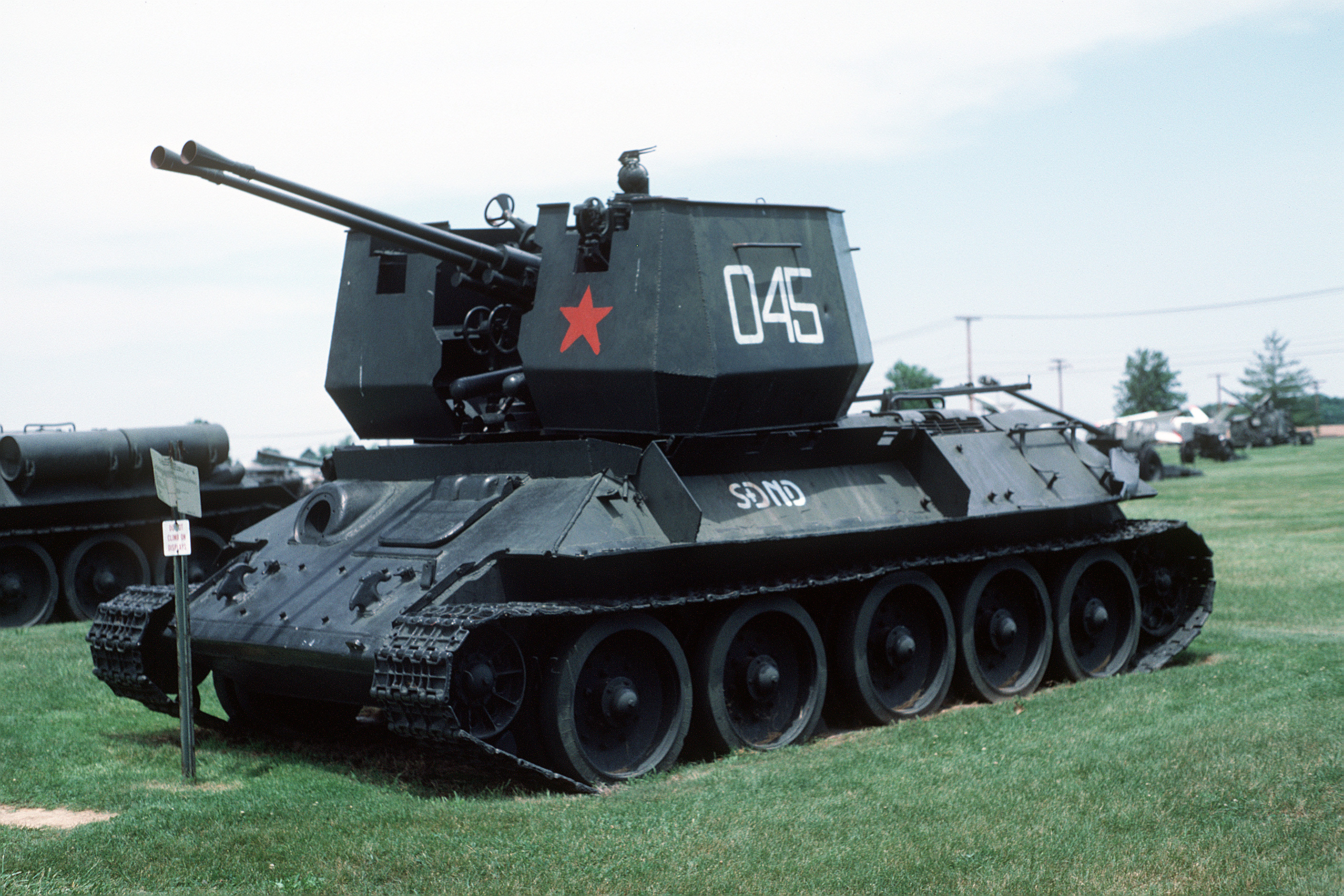
Китайская «Модель 63» с 37-мм зенитными орудиями на базе Т-34

### Инженерные и специализированные машины

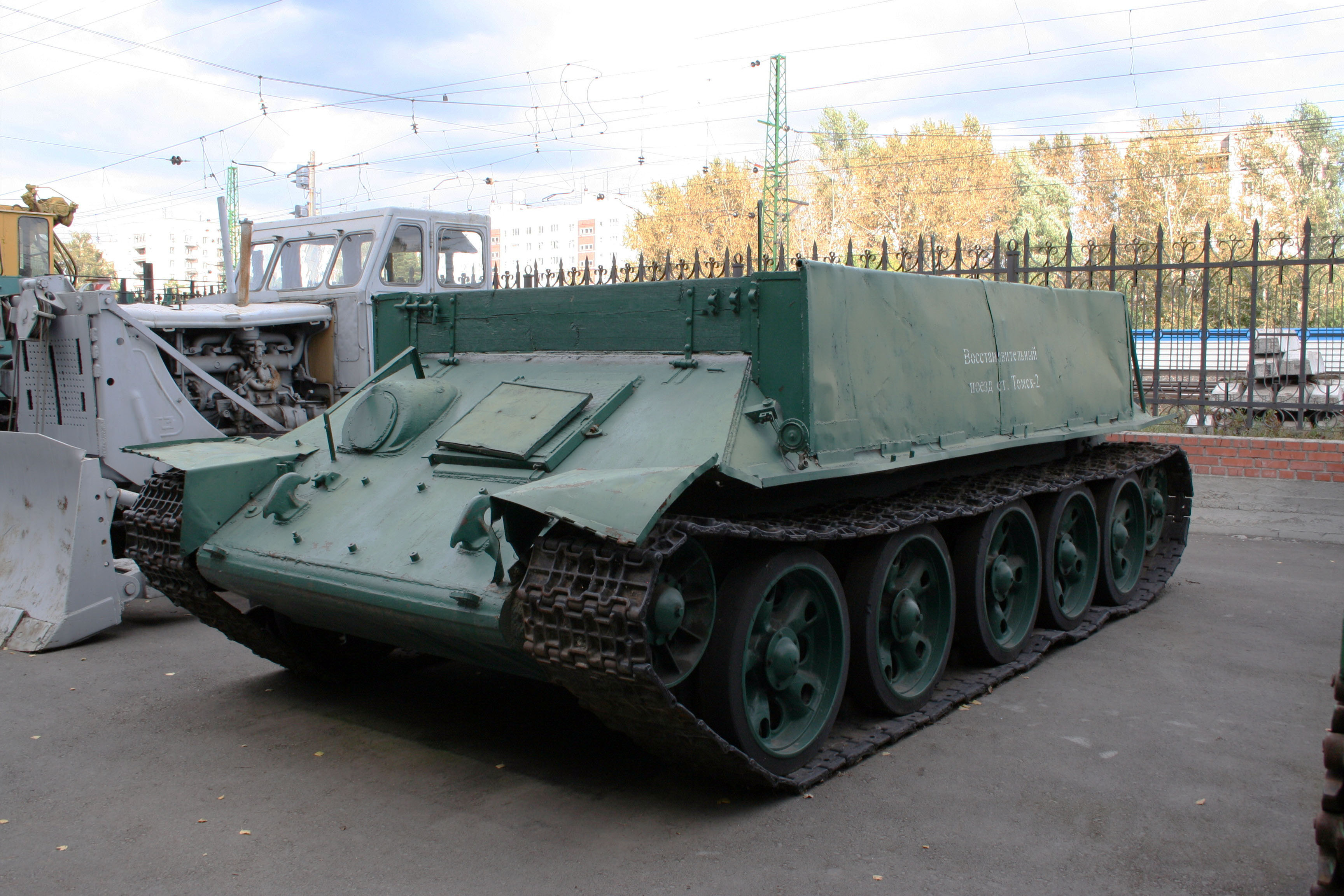
Гусеничный тягач Т-34-Т в Новосибирском железнодорожном музее

#### Тягачи
Уже в 1940 году была начата разработка тяжёлого транспортного трактора на шасси Т-34. Два опытных образца этой машины с заводским индексом объект 42 были построены в сентябре — ноябре 1942 года, но в серийное производство он не пошёл. Уже после войны были разработаны и приняты на вооружение три вида тягачей, а также самоходный кран СПК-5 на базе Т-34.
Кроме этого, в годы войны в роли танковых тягачей использовались линейные Т-34 с вышедшим из строя вооружением, с которых снимались башни, а башенный погон заваривался броневым листом, в котором оборудовался входной люк.

#### Мостоукладчики
В ноябре 1942 года на шасси Т-34 была изготовлена небольшая партия мостоукладчиков («танков-мостов») ТМ-34. На них устанавливался ферменный металлический мост, закреплённый над машиной, башня танка при этом, в зависимости от варианта, могла сниматься или оставляться, но иметь ограниченные углы наведения. Такие танки предназначались для преодоления линейными танками рвов, оврагов и тому подобных препятствий; ТМ-34 при этом заезжал в ров, а по его мосту проезжали остальные танки. Такая конструкция имела ряд недостатков, вследствие чего в массовое производство не поступила. Выпущенные ТМ-34, тем не менее, использовались на Ленинградском фронте в 1942—1943 годах.
В 1943 году также была предпринята попытка создания на базе Т-34 мостоукладчика традиционной конструкции, подобного ИТ-28, с мостом, раскладывавшимся по схеме «ножницы», однако в годы войны этот проект так и не был реализован.

#### Зенитные самоходные установки
Весной 1972 года началось переоборудование танков Т-34 Вьетнамской Народной армии в зенитные самоходные установки (вместо башни на танк устанавливалась открытая сверху бронированная рубка с зенитной установкой ЗУ-23-2 или 37-мм автоматическим зенитным орудием).

## Операторы

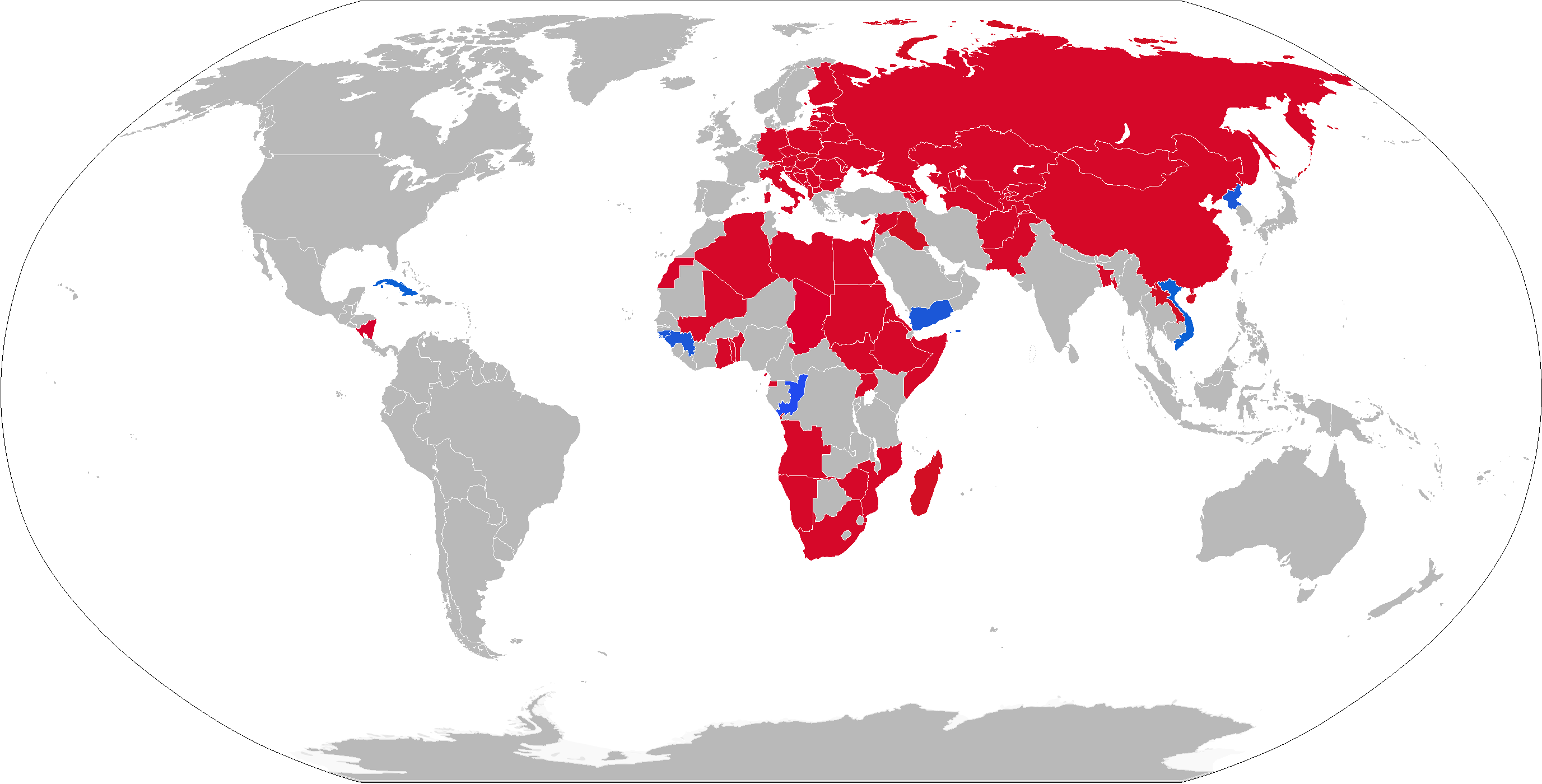
Карта операторов Т-34 на 2021 год

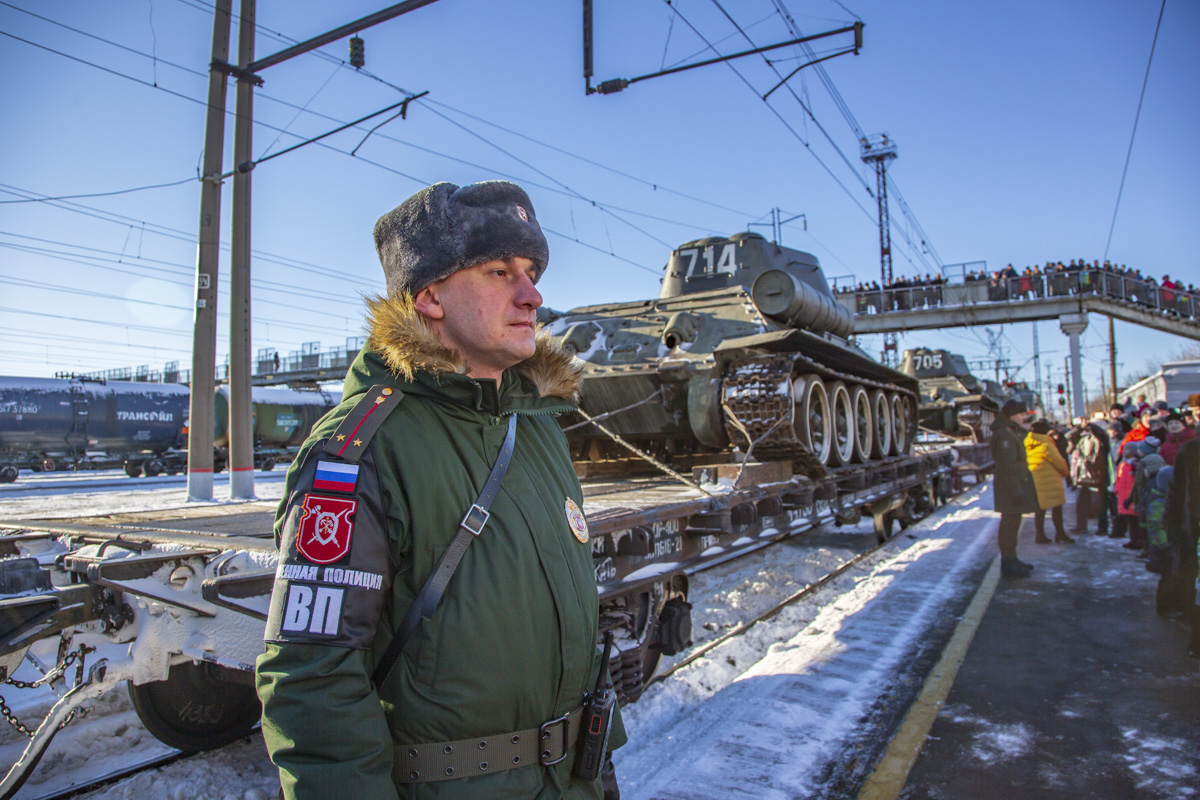
Военная полиция обеспечивает порядок при прибытии в Муром поезда с танками Т-34, которые были возвращены российской армии Лаосом, январь 2019 года

- Россия — 30 машин переданы Лаосом МО РФ в исправном состоянии для проведения парадов и киносъёмок[66][67].

### Современные
- КНДР — на вооружении, по состоянию на 2025 год[68].
- Вьетнам — 45 Т-34, по состоянию на 2025 год[69].

### Бывшие
- СССР.
- Нацистская Германия — некоторое количество трофейных танков[70] под обозначением Panzerkampfwagen 747(r) использовалось в Панцерваффе в 1941—1945 гг.
- Финляндия — от 7 до 9 танков, в качестве трофейных, по разным данным[70].
- Румыния[70].
- Венгрия[70].
- Польша — 118 танков, переданных СССР в 1943—1945 годах[70].
- Югославия (НОАЮ) — первые 16 танков Т-34 были переданы СССР 7 сентября 1944 года (до конца войны было получено 65 шт.), ещё шесть Pz.Kpfw.747 (советские танки Т-34-76 выпуска 1941—1942 гг., модернизированные немцами) были захвачены у немцев в начале 1945 года[71]. После окончания войны, в 1947 году в СССР были куплены ещё 308 шт. Т-34-85[72].
- Болгария — в период с 14 марта 1945 года до конца войны СССР передал 65 танков Т-34[73].
- Чехословакия[70].
- Монголия — 3 Т-34, 40 T-34-85, переданных СССР в 1945—1953 годах[74]; сняты с вооружения 1951—1953 годах.
- Республика Конго — некоторое количество Т-34 на хранении, по состоянию на 2016 год[75].
- Намибия — некоторое количество Т-34, оценивающихся как небоеспособные, по состоянию на 2016 год[76]
- Египет — 400 Т-34, по состоянию на 1973 год[77].
- Гвинея — 30 Т-34, по состоянию на 2021 год[78].
- Гвинея-Бисау — 10 Т-34, по состоянию на 2021 год[79].
- Йемен — на вооружении, по состоянию на 2021 год[80].
- Сирия — 240 Т-34, по состоянию на 1973 год[77].
- Китай — 14 различных модификаций Т-34 в бронетанковых музеях, на вооружении не состояли.
- Кипр — 32 Т-34 (1964—1974).
- Республика Конго — на хранении, по состоянию на 2024 год[81].
- Куба — на вооружении, по состоянию на 2021 год[82].
- Мали — 21 Т-34, по состоянию на 2010 год[83].
- Босния и Герцеговина — 5 Т-34, по состоянию на 2011 год[84].
- Лаос — 10 Т-34-85, (все Т-34 были поставлены в 1987 году) по состоянию на 2016 год[85]; на 2018 год сняты с вооружения, 30 машин переданы министерству обороны России в полностью исправном состоянии для демонстрационных целей и киносъёмок.

## Экипаж
Экипаж или танковое отделение боевой машины (среднего танка типа Т-34) состоял из четырёх или пяти человек, входил в состав танкового взвода и являлся постоянным формированием танковых войск (ТВ).
Личный состав экипажа имел установленные места для размещения в бою (на марше):
- командир танка или отделения (КТ или КО) — в башне, на сиденье левее орудия, у приборов наводки;
- механик-водитель (MB) — в отделении управления;
- командир башни (КБ) (заряжающий) — в башне, на сиденье правее орудия;
- радист-пулемётчик (РП) — в отделении управления, правее механика-водителя.

На модификациях Т-34-85 в экипаж входил пятый член экипажа — наводчик орудия, роль которого ранее выполнял командир. Вследствие этого командир мог выполнять свою обязанность наблюдения за полем боя более эффективно. Наводчик сидел слева от орудия, а командир сидел позади наводчика и имел обзор через командирскую башенку.

## Эксплуатация и боевое применение
Первые Т-34 стали поступать в войска РККА в августе 1940 года, когда первую новую машину получило Киевское танкотехническое училище (№ 311-05-3). В сентябре ещё один танк был отправлен в ВАММ (№ 311-21-3). В ноябре 30 машин получила 8-я ТД КОВО. Апогей поставок пришёлся на декабрь, когда с завода было вывезено 63 танка.
Всего за 1940 год с завода № 183 было отгружено в войска 98 Т-34 (93 лин и 5 рад):
8-я ТД — 50 (лин)
12-я ТД — 30 (лин)
КТТУ — 3 (2 лин, 1 рад)
КБТКУТС — 2 (1 лин, 1 рад)
ЛБТКУКС — 2 (лин)
ВАММ — 3 (2 лин, 1 рад)
ХБТУ — 5 (4 лин, 1 рад)
ОрБТУ — 1 (рад)
ЛВО — 1 (лин), затем был передан ЛБТКУКС
КБТКУТС — 1 (лин) — на учёт не ставился
Кроме того 2 (лин) танка находились на НИАБТ Полигоне, 2 (лин) были переданы в распоряжение завода № 92 и 7 (рад) — заводу № 183. Ещё 6 (лин) танков оставались не вывезенными, их отгрузили в январе 1941 года, включая 311-15-3, переданный в ХБТУ.
Для понимания того, насколько в создавшихся условиях имелась возможность подготовки экипажей для новых танков в войсках, следует привести данные их поступления в части за первые пять месяцев 1941 года. Особенно это важно, если учесть, что боевая подготовка в дивизиях началась фактически только в апреле — мае.
|              | Куда поступили | № 183 | № 183 | СТЗ  | СТЗ  | № 183 | № 183 | СТЗ  | СТЗ  | Всего |
| ------------ | -------------- | ----- | ----- | ---- | ---- | ----- | ----- | ---- | ---- | ----- |
| Вооружение   |                | Л-11  | Л-11  | Л-11 | Л-11 | Ф-34  | Ф-34  | Ф-34 | Ф-34 | Всего |
| Радиофикация |                | лин   | рад   | лин  | рад  | лин   | рад   | лин  | рад  | Всего |
| Январь       | 4-я ТД         | 10    | 20    |      |      |       |       |      |      | 30    |
| Январь       | 8-я ТД         | 10    | 20    |      |      |       |       |      |      | 30    |
| Январь       | КТТУ           |       | 2     |      |      |       |       |      |      | 2     |
| Январь       | ОрБТУ          | 9     | 6     |      |      |       |       |      |      | 15    |
| Январь       | ХБТУ           | 6     | 3     |      |      |       |       |      |      | 9     |
| Январь       | Всего          | 35    | 51    |      |      |       |       |      |      | 86    |
| Февраль      | 4-я ТД         | 20    |       |      |      |       |       |      |      | 20    |
| Февраль      | 5-я ТД         | 30    |       |      |      |       |       |      |      | 30    |
| Февраль      | 8-я ТД         |       | 20    |      |      |       |       |      |      | 20    |
| Февраль      | 12-я ТД        |       | 20    |      |      |       |       |      |      | 20    |
| Февраль      | ЛБТКУКС        |       | 2     |      |      |       |       |      |      | 2     |
| Февраль      | ВАММ           |       | 2     |      |      |       |       |      |      | 2     |
| Февраль      | ХБТУ           |       | 2     |      |      |       |       |      |      | 2     |
| Февраль      | Всего          | 50    | 46    |      |      |       |       |      |      | 96    |
| Март         | 5-я ТД         |       |       |      |      |       | 20    |      |      | 20    |
| Март         | 8-я ТД         | 35    | 5     |      |      |       |       |      |      | 40    |
| Март         | 10-я ТД        | 20    |       |      |      |       |       |      |      | 20    |
| Март         | 12-я ТД        |       |       | 17   | 13   |       |       |      |      | 30    |
| Март         | 11-я ТД        | 30    |       |      |      |       |       |      |      | 30    |
| Март         | 32-я ТД        |       | 1     |      |      | 9     | 12    |      |      | 22    |
| Март         | Всего          | 85    | 6     | 17   | 13   | 9     | 32    |      |      | 162   |
| Апрель       | 4-я ТД         |       |       | 15   | 5    |       |       |      |      | 20    |
| Апрель       | 12-я ТД        |       |       | 13   | 7    |       |       |      |      | 20    |
| Апрель       | 11-я ТД        |       |       |      |      |       | 20    |      |      | 20    |
| Апрель       | 29-я ТД        |       |       | 2    |      |       |       |      |      | 2     |
| Апрель       | 32-я ТД        |       |       |      |      | 66    | 36    |      |      | 102   |
| Апрель       | 33-я ТД        |       |       | 2    |      |       |       |      |      | 2     |
| Апрель       | ЛБТКУКС        |       |       |      |      |       | 1     |      |      | 1     |
| Апрель       | Всего          |       |       | 32   | 12   | 66    | 57    |      |      | 167   |
| Май          | 4-я ТД         |       |       |      |      | 72    |       | 18   |      | 90    |
| Май          | 7-я ТД         |       |       |      | 1    |       |       | 37   | 26   | 64    |
| Май          | 10-я ТД        |       |       |      |      | 17    | 1     |      |      | 18    |
| Май          | 32-я ТД        |       |       |      |      | 18    | 31    |      |      | 49    |
| Май          | 37-я ТД        |       |       |      |      | 18    | 16    |      |      | 34    |
| Май          | КТТУ           | 1     |       |      |      | 3     | 2     |      |      | 6     |
| Май          | ЛБТКУКС        |       |       |      |      | 1     | 1     |      |      | 2     |
| Май          | КБТКУТС        |       |       |      |      |       | 1     |      |      | 1     |
| Май          | УлБТУ          |       |       |      |      | 6     | 4     |      |      | 10    |
| Май          | 2-е СБТУ       |       |       |      |      | 6     | 4     |      |      | 10    |
| Май          | З-д № 92       |       |       |      |      | 1     |       |      |      | 1     |
| Май          | Всего          | 1     |       |      | 1    | 142   | 60    | 55   | 26   | 285   |
| Всего        | Всего          | 171   | 103   | 49   | 26   | 217   | 149   | 55   | 26   | 796   |

| Модель        | Категория | ЛВО | ПОВО | ЗОВО | КОВО | ОдВО | МВО | ПриВО | ОрВО | ХВО | Всего |
| Т-34 линейный | 1         | 1   | 30   | 203  | 335  | 30   | 2   | 21    |      | 6   | 628   |
| Т-34 линейный | 2         | 3   |      |      | 32   |      | 1   | 2     |      | 4   | 42    |
| Т-34 линейный | 3         |     |      |      | 1    |      |     |       |      |     | 1     |
| Т-34 линейный | Всего     | 4   | 30   | 203  | 368  | 30   | 3   | 23    | —    | 10  | 671   |
| Т-34 радио    | 1         | 3   | 20   | 25   | 127  | 20   | 2   |       | 15   | 5   | 217   |
| Т-34 радио    | 2         | 1   |      |      | 1    |      |     |       | 1    | 1   | 4     |
| Т-34 радио    | Всего     | 4   | 20   | 25   | 128  | 20   | 2   | —     | 16   | 6   | 221   |
| Итого         | Итого     | 8   | 50   | 228  | 462* | 50   | 5   | 23    | 16   | 16  | 892   |
| ------------- | --------- | --- | ---- | ---- | ---- | ---- | --- | ----- | ---- | --- | ----- |

*В отчёт не были включены 34 танка, отправленные с завода № 183 26 мая в 37-ю тд.
Так же налицо проблема с учётом линейных и радиофицированных машин.
За первые две декады июня, то есть до начала Великой Отечественной войны, в ЗОВО были отправлены ещё 138 танков:
| Производитель | День отгрузки | Количество | Количество | Получатель |
| Производитель | День отгрузки | лин        | рад        | Получатель |
| ------------- | ------------- | ---------- | ---------- | ---------- |
| СТЗ           | 2.            | 8          | 6          | 7-я тд     |
| № 183         | 4.            | 1          | 23         | 29-я тд    |
| № 183         | 8.            |            | 20         | 7-я тд     |
| СТЗ           | 9.            | 14         | 18         | 7-я тд     |
| № 183         | 13.           |            | 20         | 7-я тд     |
| СТЗ           | 17.           | 7          | 5          | 7-я тд     |
| № 183         | 18.           |            | 16*        | 7-я тд     |
| Всего         |               | 30         | 108        |            |

* поступили в дивизию 22 июня.
К 22 июня 1941 года было сдано представителям военной приёмки 1080 серийных танков Т-34 и 3 опытных образца, распределённые в войсках РККА следующим образом (составлено по Ведомостям отгрузок готовой продукции с заводов № 183 и СТЗ. ЦАМО РФ):
| № МК     | Производитель                      | № 183                              | № 183                              | СТЗ                                | СТЗ                                | № 183                              | № 183                              | СТЗ                                | СТЗ                                | Всего | Всего | Итого    |
| -------- | ---------------------------------- | ---------------------------------- | ---------------------------------- | ---------------------------------- | ---------------------------------- | ---------------------------------- | ---------------------------------- | ---------------------------------- | ---------------------------------- | ----- | ----- | -------- |
|          | Вооружение                         | Л-11                               | Л-11                               | Л-11                               | Л-11                               | Ф-34                               | Ф-34                               | Ф-34                               | Ф-34                               | Всего | Всего | Итого    |
|          | Радиофикация                       | лин                                | рад                                | лин                                | рад                                | лин                                | рад                                | лин                                | рад                                | лин   | рад   | Итого    |
|          | Прибалтийский Особый военный округ | Прибалтийский Особый военный округ | Прибалтийский Особый военный округ | Прибалтийский Особый военный округ | Прибалтийский Особый военный округ | Прибалтийский Особый военный округ | Прибалтийский Особый военный округ | Прибалтийский Особый военный округ | Прибалтийский Особый военный округ | 30    | 20    | 50       |
| 3-й      | 132-й обс                          |                                    |                                    |                                    |                                    |                                    | 2                                  |                                    |                                    |       | 2     | 2        |
| 3-й      | 5-я танковая дивизия               | 30                                 |                                    |                                    |                                    |                                    | 18                                 |                                    |                                    | 30    | 18    | 48       |
|          | Западный Особый военный округ      | Западный Особый военный округ      | Западный Особый военный округ      | Западный Особый военный округ      | Западный Особый военный округ      | Западный Особый военный округ      | Западный Особый военный округ      | Западный Особый военный округ      | Западный Особый военный округ      | 215   | 135   | 350      |
| 6-й      | 4-я танковая дивизия               | 30                                 | 20                                 | 20                                 |                                    | 72                                 |                                    | 18                                 |                                    | 140   | 20    | 160      |
| 6-й      | 7-я танковая дивизия               |                                    |                                    |                                    | 1                                  |                                    | 40                                 | 66                                 | 55                                 | 70    | 92    | 162      |
| 11-й     | 29-я танковая дивизия              |                                    |                                    | 2                                  |                                    | 1                                  | 23                                 |                                    |                                    | 3     | 23    | 26 (1)   |
| 11-й     | 33-я танковая дивизия              |                                    |                                    | 2                                  |                                    |                                    |                                    |                                    |                                    | 2     |       | 2        |
|          | Киевский Особый военный округ      | Киевский Особый военный округ      | Киевский Особый военный округ      | Киевский Особый военный округ      | Киевский Особый военный округ      | Киевский Особый военный округ      | Киевский Особый военный округ      | Киевский Особый военный округ      | Киевский Особый военный округ      | 309   | 187   | 496      |
| 4-й      | 8-я танковая дивизия               | 95                                 | 45                                 |                                    |                                    |                                    |                                    |                                    |                                    | 95    | 45    | 140      |
| 4-й      | 32-я танковая дивизия              |                                    | 1                                  |                                    |                                    | 93                                 | 79                                 |                                    |                                    | 93    | 80    | 173      |
| 8-й      | 12-я танковая дивизия              | 30                                 | 20                                 | 30                                 | 20                                 |                                    |                                    |                                    |                                    | 60    | 40    | 100      |
| 15-й     | 10-я танковая дивизия              | 20                                 |                                    |                                    |                                    | 17                                 | 1                                  |                                    |                                    | 37    | 1     | 38       |
| 15-й     | 37-я танковая дидизия              |                                    |                                    |                                    |                                    | 18                                 | 16                                 |                                    |                                    | 18    | 16    | 34       |
| 19-й (2) | 43-я танковая дивизия              | 1                                  |                                    |                                    |                                    | 1                                  |                                    |                                    |                                    | 2     |       | 2        |
| 19-й (2) | 547-й отд батальон связи           |                                    |                                    |                                    |                                    |                                    | 1                                  |                                    |                                    |       | 1     | 1        |
|          | КТТУ                               | 2                                  | 3                                  |                                    |                                    | 2                                  | 1                                  |                                    |                                    | 4     | 4     | 8        |
|          | Одесский военный округ             | Одесский военный округ             | Одесский военный округ             | Одесский военный округ             | Одесский военный округ             | Одесский военный округ             | Одесский военный округ             | Одесский военный округ             | Одесский военный округ             | 30    | 20    | 50       |
| 2-й      | 11-я танковая дивизия              | 30                                 |                                    |                                    |                                    |                                    | 20                                 |                                    |                                    | 30    | 20    | 50       |
|          | Ленинградский военный округ        | Ленинградский военный округ        | Ленинградский военный округ        | Ленинградский военный округ        | Ленинградский военный округ        | Ленинградский военный округ        | Ленинградский военный округ        | Ленинградский военный округ        | Ленинградский военный округ        | 4     | 4     | 8        |
|          | ЛБТКУКС                            | 3                                  | 2                                  |                                    |                                    | 1                                  | 2                                  |                                    |                                    | 4     | 4     | 8        |
|          | Московский военный округ           | Московский военный округ           | Московский военный округ           | Московский военный округ           | Московский военный округ           | Московский военный округ           | Московский военный округ           | Московский военный округ           | Московский военный округ           | 2     | 3     | 5        |
|          | ВАММ                               | 2                                  | 3                                  |                                    |                                    |                                    |                                    |                                    |                                    | 2     | 3     | 5        |
|          | Харьковский военный округ          | Харьковский военный округ          | Харьковский военный округ          | Харьковский военный округ          | Харьковский военный округ          | Харьковский военный округ          | Харьковский военный округ          | Харьковский военный округ          | Харьковский военный округ          | 10    | 6     | 16       |
|          | Харьковское БТУ                    | 10                                 | 6                                  |                                    |                                    |                                    |                                    |                                    |                                    | 10    | 6     | 16       |
|          | Орловский военный округ            | Орловский военный округ            | Орловский военный округ            | Орловский военный округ            | Орловский военный округ            | Орловский военный округ            | Орловский военный округ            | Орловский военный округ            | Орловский военный округ            | 9     | 7     | 16       |
|          | Орловское БТУ                      | 9                                  | 7                                  |                                    |                                    |                                    |                                    |                                    |                                    | 9     | 7     | 16       |
|          | Приволжский военный округ          | Приволжский военный округ          | Приволжский военный округ          | Приволжский военный округ          | Приволжский военный округ          | Приволжский военный округ          | Приволжский военный округ          | Приволжский военный округ          | Приволжский военный округ          | 13    | 10    | 23       |
|          | КБТКУТС                            | 1                                  | 1                                  |                                    |                                    |                                    | 1                                  |                                    |                                    | 1     | 2     | 3        |
|          | 2-е Саратовское БТУ                |                                    |                                    |                                    |                                    | 6                                  | 4                                  |                                    |                                    | 6     | 4     | 10       |
|          | Ульяновское БТУ                    |                                    |                                    |                                    |                                    | 6                                  | 4                                  |                                    |                                    | 6     | 4     | 10       |
|          | Всего в войсках                    | 263                                | 108                                | 54                                 | 21                                 | 217                                | 212                                | 84                                 | 55                                 | 618   | 396   | 1014     |
|          | Вне Округов                        | Вне Округов                        | Вне Округов                        | Вне Округов                        | Вне Округов                        | Вне Округов                        | Вне Округов                        | Вне Округов                        | Вне Округов                        | 31    | 35    | 66       |
|          | В пути в 7-ю ТД                    |                                    |                                    |                                    |                                    |                                    | 16                                 |                                    |                                    |       | 16    | 16       |
|          | Рембаза № 6 (Брянск)               |                                    | 1                                  |                                    |                                    |                                    |                                    |                                    |                                    |       | 1     | 1        |
|          | Рембаза № 7 (Дарница)              |                                    | 2                                  |                                    |                                    |                                    |                                    |                                    |                                    |       | 2     | 2        |
|          | НИАБТ Полигон                      | 1                                  |                                    |                                    |                                    |                                    |                                    |                                    |                                    | 1     |       | 1        |
|          | З-д № 92                           | 2*                                 |                                    |                                    |                                    | 1**                                |                                    |                                    |                                    | 3     |       | 3        |
|          | З-д № 174                          | 1***                               |                                    |                                    |                                    |                                    |                                    |                                    |                                    | 1     |       | 1        |
|          | З-д № 183                          |                                    | 4****                              |                                    |                                    |                                    |                                    |                                    |                                    |       | 4     | 4        |
|          | Не вывезены с з-да № 183           |                                    |                                    |                                    |                                    | 22                                 | 7                                  |                                    |                                    | 22    | 7     | 29       |
|          | Не вывезены с СТЗ                  |                                    |                                    |                                    |                                    |                                    |                                    | 5                                  | 3                                  | 5     | 3     | 8        |
|          | Не установлено                     | 1*****                             |                                    |                                    |                                    |                                    |                                    |                                    |                                    | 1     |       | 1        |
|          | Итого                              | 268                                | 115                                | 54                                 | 21                                 | 240                                | 235                                | 89                                 | 58                                 | 651   | 429   | 1080 (3) |

* танки выпуска июня 1940 года, не имели постоянного вооружения; на одном из них испытывалась пушка Ф-34, на другом — первый вариант 57-мм пушки ЗИС-4
** танк выпуска мая 1941 года, предназначался для установки второго варианта 57-мм пушки ЗИС-4
*** танк выпуска декабря 1940 года, установлен огнемёт АТО-41
**** на одном из них (№ 311-25-3) в первой половине февраля 1941 года была установлена новая башня с пушкой Ф-34.
***** в декабре 1940 года в адрес КБТКУТС было отправлено 3 танка, однако достоверно известно, что КБТКУТС получили только 2 из них. Судьба третьей машины не установлена (№ 558-73 или 558-99); возможно, с танком произошла авария и он был списан, либо был использован в качестве учебного пособия.
(1) 22 июня 1941 года на полигоне 22-й танковой дивизии должен был состояться показ новой боевой техники высшему командованию округа. Для этой цели из 29-й танковой дивизии отправили четыре танка Т-34 с пушкой Ф-34. Там они войну и встретили.
(2) перед войной танки были переданы из КТТУ для подготовки экипажей. В то же время, по данным корпуса, в дивизиях было 9 Т-34 (4 в 40-й и 5 в 43-й). Связано это с тем, что с началом войны КТТУ передало в корпус ещё 6 Т-34. Кроме того 23 июня с завода № 183 в г. Ровно были отправлены 27 линейных и 7 радийных танков, однако их получателем стала 40-я танковая дивизия. Таким образом корпус получил 43 Т-34. На 6 июля 1941 года в КТТУ оставалось 2 Т-34.
(3) в конце ноября — начале декабря 1940 года заводу № 183 были переданы два танка (№ 811-28, 312-25) не сдававшиеся военной приёмке. Использовались для испытаний новых узлов и механизмов, в частности, гусеничных лент, вентилятора системы охлаждения, двигателей В-2К.
Кроме того имелись:
- опытный на заводе № 183 — 1 (Л-11),
- опытный на заводе № 75 — 1 (Л-11),
- опытный на СТЗ — 1 (Л-11).

В приграничных военных округах в составе механизированных корпусов насчитывалось 938 Т-34. Удельный вес танков новых типов (Т-34, КВ и Т-40) в войсках составлял менее 10 %, основой танкового парка РККА перед войной являлись легкобронированные Т-37/38, Т-26, БТ и Т-28. С первых же дней войны Т-34 приняли самое активное участие в боевых действиях. В ряде случаев Т-34 добивались успеха, но в целом их использование, как и танков других типов, в ходе приграничного сражения оказалось малоудачным — большинство танков было быстро потеряно, при этом наступление немецких войск остановить не удалось. Достаточно характерна судьба машин 15-го механизированного корпуса, имевшего на 22 июня 1941 года 72 Т-34 и 64 КВ. За месяц боёв почти все танки мехкорпуса были потеряны. Командир 4-й танковой дивизии Потатурчев рассказывал немцам на допросе: «Лёгкие немецкие противотанковые орудия были неэффективны против тяжёлых русских танков (50-68 тонн), с другими танками, в том числе Т-34, они боролись успешно». Фактически 3.7 Pak пробивала Т-34 со всех сторон, кроме лобовой детали, на дистанциях до 300 метров. В качестве причин малой эффективности и высоких потерь Т-34 в этот период называется слабая освоенность новых танков личным составом, тактически неграмотное использование танков, дефицит бронебойных снарядов, конструктивные недостатки слабо отработанных в серийном производстве машин, недостаток ремонтно-эвакуационных средств и быстрое перемещение линии фронта, что заставляло бросать вышедшие из строя, но ремонтнопригодные танки.
Начальник Автобронетанкового управления Северо-западного фронта полковник Полубояров, впоследствии маршал бронетанковых войск 11 июля 1941 года докладывал генерал-лейтенанту Федоренко о причинах больших потерь танков с начала войны:

…7. Причины потерь в танковых соединениях.
а) Поспешность ввода в бой механизированных соединений без предварительной организации взаимодействия с другими родами войск.
б) Потеря управления высшими штабами стрелковыми и механизированными корпусами, что приводило к незнанию положения на фронте и к постановке формальных задач без предварительной увязки действий пехоты и танков.
в) Плохое управление внутри самих танковых соединений.
г) Отсутствие поддержки со стороны авиации приводило к значительным потерям, особенно на маршах.
д) Плохое техническое состояние ходовой части старого парка («Т-26» и «БТ»). Беспрерывные марши на расстояния до 1000 км окончательно вывели из строя ходовую часть. Танки бросались на территории [оккупированной] противником частью уничтоженные, а частично оставлялись там не приведённые в полную негодность.
е) Хорошо организованная немцами противотанковая оборона и достаточно сильная разведка даёт им возможность быстро сосредоточивать противотанковые орудия там, где мы пытаемся использовать танки.

После упразднения разгромленных мехкорпусов, к концу лета 1941 года самой крупной танковой организационной единицей стала бригада. До осени 1941 года отправляемые на фронт с заводов Т-34 составляли относительно небольшой процент среди советских танков и не доставляли немцам особенно серьёзных проблем. Внезапное появление новых машин на фронте произвело большой эффект на немецких танкистов, ведь немецкие танки были почти бессильны против Т-34 и КВ:

…пока в начале октября 1941 года восточное Орла перед немецкой 4-й танковой дивизией не появились русские танки Т-34 и не показали нашим привыкшим к победам танкистам своё превосходство в вооружении, броне и манёвренности. Танк Т-34 произвел сенсацию. Этот 26-тонный русский танк был вооружён 76,2-мм пушкой (длина ствола 41,5 калибра), снаряды которой пробивали броню немецких танков с 1,5—2 тысяч метров, тогда как немецкие танки могли поражать русские с расстояния не более 500 метров, да и то лишь в том случае, если снаряды попадали в бортовую и кормовую части танка Т-34.

В начале октября 1941 года Г. Гудериан в письме руководству танковых войск утверждал:

…советский танк Т-34 является типичным примером отсталой большевистской технологии. Этот танк не может сравниться с лучшими образцами наших танков, изготовленных верными сынами рейха и неоднократно доказывавшими своё преимущество…

то к концу того же месяца под впечатлением действий бригады Катукова его мнение о возможностях Т-34 существенно изменилось:

Я составил доклад о данной ситуации, которая является для нас новой, и направил его в группу армий. Я в понятных терминах охарактеризовал явное преимущество Т-34 перед нашим Pz.IV и привёл соответствующие заключения, которые должны были повлиять на наше будущее танкостроение…

После битвы за Москву, Т-34 становится основным танком РККА, с 1942 года их выпускается больше, чем всех остальных танков, вместе взятых. В 1942 году Т-34 принимают самое активное участие в боях по всей линии фронта, за исключением Ленинградского фронта и Кольского полуострова. Особенно значительной была роль этих танков в Сталинградской битве, что связано с близостью к району боевых действий Сталинградского тракторного завода, из цехов которого танки выходили прямо на фронт.
Крупнейшим сражением 1943 года стала Курская битва, в ходе которой советским танковым частям, основу которых составляли Т-34, совместно с другими родами войск удалось остановить немецкое наступление, понеся при этом крупные потери. Модернизированные немецкие танки и штурмовые орудия, имевшие усиленную до 70—80 мм лобовую броню, стали малоуязвимы для пушки Т-34. Появление мощно вооружённых и хорошо бронированных тяжёлых танков «Тигр» и средних «Пантера» дополняло эту довольно безрадостную картину. Настоятельно встал вопрос об усилении вооружения и бронирования танка, что привело к созданию модификации Т-34-85.
В 1944 году Т-34 с 76-мм пушкой продолжал оставаться основным советским танком, но с середины года танк стал постепенно вытесняться Т-34-85. В составе советских танковых частей Т-34 приняли участие в крупных наступательных операциях, закончившихся разгромом большого количества немецких частей и освобождением значительных территорий. Несмотря на отставание перед немецкими танками в вооружении и бронировании, Т-34 действовали вполне успешно — советское военное руководство, создав значительный численный перевес и захватив стратегическую инициативу, могло выбирать направления ударов и, взломав оборону противника, вводить танковые части в прорыв, проводя масштабные операции на окружение. Немецкие танковые части в лучшем случае успевали парировать намечавшийся кризис, в худшем — были вынуждены быстро отступать из намечавшихся «котлов», бросая неисправную либо просто оставшуюся без горючего технику. Советское военное руководство стремилось по возможности избегать танковых сражений, предоставляя борьбу с немецкими танками противотанковой артиллерии и авиации.
Значительно выросшая к началу 1945 года техническая надёжность Т-34 позволяла командованию проводить серии быстрых и глубоких операций с их участием. В начале 1945 года штаб 1-й гвардейской танковой армии отметил, что Т-34 перекрывали гарантийные сроки эксплуатации в 1,5—2 раза и имели практический ресурс до 350—400 моточасов.
К началу 1945 года Т-34 с 76-мм пушкой было в войсках уже относительно немного, нишу основного советского танка прочно заняли Т-34-85. Тем не менее, оставшиеся машины, в частности, в виде сапёрных танков-тральщиков, приняли активное участие в сражениях завершающего года войны, в том числе и в Берлинской операции. Некоторое количество этих танков приняло участие в разгроме японской Квантунской армии.
Танки Т-34-85 широко использовались северокорейской армией в ходе Корейской войны. Как Т-34-76, так и Т-34-85 во время Холодной войны переделывались в танковые тягачи Т-34-Т и краны СПК-5 и КТ-15.
Т-34 до сих пор находятся на вооружении и используется в боевых действиях вооружённых сил ряда государств третьего мира.

### На службе встранах Оси
В вермахте трофейные Т-34 получили обозначение Pz.Kpfw.747 T-34(r). Танк Т-34/76D имел два круглых люка на башне, и был прозван немцами Микки Маусом (при открытых башенных люках он вызывал у них именно такую ассоциацию). Примерно с конца 1941 года захваченные Т-34 отправлялись на завод в Риге для ремонта и модернизации, пока в 1943 году фирмы Mercedes-Benz (завод в Мариенфельде) и WUMAG (завод в Гёрлице) также не стали проводить ремонт и модернизацию Т-34. Там Т-34/76 оборудовались по немецким стандартам: в частности, на башню устанавливалась командирская башенка с распашными створками, радиооборудование и ещё многие нестандартные переделки в соответствии с запросами их новых владельцев. Более 300 Т-34/76 были поставлены «под ружьё» Вермахта.
Трофейными Т-34 были частично вооружены:
В подразделениях Вермахта:
- 1-я танковая дивизия (1-й танковый полк)
- 2-я танковая дивизия
- 8-я танковая дивизия
- 9-я танковая дивизия (33 танковый полк)
- 10-я танковая дивизия (7-й танковый полк)
- 11-я танковая дивизия
- 20-я танковая дивизия (21 танковый полк)
- 23-я танковая дивизия
- танковая гренадерская дивизия «Великая Германия»

В подразделениях СС:
- 3-й батальон дивизии СС «Рейх» (8 танков участвовали в битве под Прохоровкой)
- 3-я танковая дивизия СС «Мёртвая голова»

На Т-34 воевал один из танковых асов Третьего рейха — Эмиль Зейбольд.
Отто Кариус в своих мемуарах упоминает о двух танках Т-34 в составе 502-го тяжёлого танкового батальона, которые в сумерках были уничтожены по ошибке своими же. В дальнейшем, дабы не допустить таких случаев, на корпус и башню трофейных танков наносились опознавательные знаки или свастика большого размера и в большом количестве. Также, обычным делом было наносить опознавательные знаки на крышу и люки башни, чтобы лётчики Люфтваффе имели возможность опознать принадлежность танка. Другим способом, помогающим избежать поражения трофейных Т-34 своими войсками, было использование их совместно с пехотными подразделениями. В этом случае проблема опознавания практически не стояла.
24 танка Т-34 состояли на вооружении РОНА (Русской Освободительной Народной Армии) — вооружённых сил Локотской Республики. Они успешно использовались в операциях против партизан.
На шасси трофейных Т-34 была изготовлена одна зенитная самоходная установка Flakpanzer t-34(r), представлявшая собой башню с четырьмя 20-мм автоматическими пушками.
Повреждённые Т-34 использовались и как тягачи для перевозки артиллерии.
Некоторое количество сильно повреждённых Т-34 устанавливались на платформы бронепоездов как артиллерийские установки (например, на известный бронепоезд «Michael»).
Некоторое количество трофейных Т-34 было также на вооружении армий Финляндии, Румынии и Венгрии.

### Известные танкисты, воевавшие на Т-34
| - Андреев, Николай Родионович (1921—2000) - Ария, Семён Львович (1922—2013) - Асланов, Ази Агадович (1910—1945) - Бармин, Илья Елизарович (1916—1943) - Бочковский, Владимир Александрович (1923—1999) - Брюхов, Василий Павлович (1924—2015) - Бурда, Александр Фёдорович (1911—1944) - Бухтуев, Михаил Артемьевич (1925—1944) - Горобец, Степан Христофорович (1913—1942) - Гинтовт, Витольд Михайлович (1922—1984) - Деген, Ион Лазаревич (1925—2017) - Замула, Михаил Кузьмич (1914—1984) - Зорин, Сергей Иванович (1911—1954) - Кашников, Пётр Михайлович (1912—1945) - Комаров, Дмитрий Евлампиевич (1922—1944) - Косарев, Александр Прокофьевич (1941—1945) - Кадученко Иосиф Андриянович (1906—1988) | - Кострикова, Евгения Сергеевна (1921—1975) - Лавриненко, Дмитрий Фёдорович (1914—1941) - Лебедев, Николай Александрович (1914—1942) - Левченко, Ирина Николаевна (1924—1973) - Любушкин, Иван Тимофеевич (1918—1942) - Октябрьская, Мария Васильевна (1902—1944) - Максаков, Владимир Николаевич (1923—1993) - Марков, Владимир Александрович (1923—1955) - Рафтопулло, Анатолий Анатольевич (1907—1985) - Рудык, Николай Мартынович (1918—1943) - Самохин, Константин Михайлович (1915—1942) - Стороженко, Василий Яковлевич (1918—1991) - Фадин, Александр Михайлович (1924—2011) - Хазов, Владимир Петрович (1918—1942) - Хохряков, Семён Васильевич (1915—1945) - Чесак, Григорий Сергеевич (1922—1987) - Шарипов, Фатых Зарипович (1921—1995) - Побирченко, Игорь Гаврилович (1923—2012) |

## Оценка машины
В оценках танка Т-34 сходятся многие конструкторы, и те, кто на нём воевал, и те, кто на себе ощутил его возможности.

«Технологический законодатель танкостроения Второй мировой войны»
— Стивен Залога, Андрей Аксёнов, Александр Кощавцев, 1971 

«У нас не было ничего сравнимого уровня»
— Генерал-майор Фридрих фон Меллентин

«Эффект, который произвел этот танк, оказал сильнейшее влияние на дальнейшее развитие танкостроения по всему миру»
— Джон Милсом, 1971 

«Лучший танк мира»
— Фельдмаршал фон Клейст 

Кто в 1939 году мог подумать, что лучший танк Второй мировой будет производиться в СССР? Т-34 был лучшим танком не потому, что он был самым мощным или тяжелым, немецкие танки в этом смысле их опережали. Но он был очень эффективным для той войны и позволял решать тактические задачи. Манёвренные советские Т-34 «охотились стаями», как волки, что не давало шансов неповоротливым немецким «Тиграм». Американские и британские танки были не столь успешны в противостоянии немецкой технике.
— Норман Дейвис, профессор Оксфордского университета и автор книги «Европа в войне. 1939–1945. Без простой победы»

Среди танков противника находились и совершенно неизвестные для немцев, превосходные по своей манёвренности и боевой мощи танки Т-34, против которых в тот момент были бессильны все противотанковые средства.
— Вернер Хаупт, немецкий историк, в прошлом офицер вермахта
По мнению немецкого генерал-майора Б. Мюллер-Гиллебранда, появление танка Т-34 ознаменовало зарождение так называемой танкобоязни у немецких войск на Восточном фронте.

На вооружение Красной армии к началу кампании поступил новый танк Т-34, которому немецкие сухопутные силы не смогли противопоставить ни равноценного танка, ни соответствующего оборонительного средства. Появление танка Т-34 было неприятной неожиданностью, поскольку он благодаря своей скорости, высокой проходимости, усиленной бронезащите, вооружению и главным образом наличию удлинённой 76-мм пушки, обладающей повышенной меткостью стрельбы и пробивной способностью снарядов на большой, до сих пор не достигаемой дистанции, представлял собой совершенно новый тип танкового оружия. Появление танков Т-34 в корне изменило тактику действий танковых войск. Если до сих пор к конструкции танка и его вооружению предъявлялись определённые требования, в частности подавлять пехоту и поддерживающие пехоту средства, то теперь в качестве главной задачи выдвигалось требование на максимально дальней дистанции поражать вражеские танки, с тем чтобы создавать предпосылки для последующего успеха в бою. В это же время появились новые конструкции танков, на базе которых позже были введены танки типов V («Пантера») и VI («Тигр»).
— Б. Мюллер-Гиллебранд, немецкий военный историк, генерал-майор

«Т-34» с его хорошей бронёй, идеальной формой и великолепным 76,2-мм длинноствольным орудием всех приводил в трепет, и его побаивались все немецкие танки вплоть до конца войны…В то время 37-мм пушка все ещё была нашим сильнейшим противотанковым оружием. Если повезёт, мы могли попасть в погон башни «Т-34» и заклинить его. Если ещё больше повезет, танк после этого не сможет эффективно действовать в бою. Конечно, не очень-то обнадеживающая ситуация!
Единственный выход оставляло 88-мм зенитное орудие. С его помощью можно было эффективно действовать даже против этого нового русского танка.
— Отто Кариус, немецкий танковый ас. «Тигры» в грязи.

…
2. По танку «Т-34»

а) Броня машин и корпуса с дистанции 300—400 м пробивается 37-мм бронебойным снарядом. Отвесные листы бортов пробиваются 20-мм бронебойным снарядом. При преодолении рвов вследствие низкой установки машины зарываются носом, сцепление с грунтом недостаточное из-за относительной гладкости траков.
б) При прямом попадании снаряда проваливается передний люк водителя.
в) Гусеница машины слабая — берёт любой снаряд.
г) Главный и бортовые фрикционы выходят из строя.
— Отчёт командира 10-й танковой дивизии 15-го механизированного корпуса Киевского особого военного округа генерал-майора танковых войск С. Я. Огурцова по итогам боёв июня — июля 1941 г.»

Лично преодолевал четыре противотанковых района машинами «КВ» и «Т-34». В одной машине была выбита крышка люка механика-водителя, а в другой — яблоко «ТПД». Надо отметить, что выводятся из строя главным образом орудия и пулемёты, в остальном машина «Т-34» прекрасно выдерживает удары 37-мм орудий, не говоря уже о «KB».
— командир 7-й танковой дивизии генерал-майор танковых войск С. В. Борзилов

Общая компоновка Т-34, в основном повторявшая «Кристи» и БТ, хотя теперь и называется классической, отнюдь не является оптимальной, так как коэффициент использования заброневого объёма у такой схемы не высок. Однако харьковчане, выбравшие для Т-34 именно эту схему, поступили бесспорно правильно, ибо смена схемы общей компоновки в условиях надвигавшейся войны, могла привести к неожиданным, очень трудно, а, может быть, и неисправимым неприятностям.
Напрашивается обобщающий вывод: машина-«победительница» не всегда имеет возможность базироваться на оптимальных (по науке) решениях.
— Н. А. Астров, конструктор лёгких танков и САУ
Один из создателей Т-34, преемник М. И. Кошкина на посту главного конструктора А. А. Морозов в своих воспоминаниях отмечал:

В чём же сила танка Т-34? Как убедительно показала практика боевого применения, эта машина наиболее удачно сочетала в себе основные параметры, определяющие достоинства танка: огонь, бронирование и манёвренность… Конечно, были и у противника, и у союзных армий танки с достаточно толстой бронёй, либо с хорошей пушкой, либо обладавшие высокой манёвренностью. Однако танк лишь только тогда хорош, когда в нём соединяются эти качества. Удачно же сочетать в одной машине мощное вооружение и бронирование с хорошей манёвренностью до нас никому не удавалось… Правильно определённые толщина брони и форма корпуса, простая и плотная компоновка механизмов, дальнобойная и хорошо приспособленная для танка пушка, мощный дизель-мотор, заменивший привычный для танков бензиновый двигатель, — явились той основой, которая и определила столь необходимые танку высокие боевые качества.
По рейтингу «Top Ten Tanks», составленному телеканалом Military Channel в 2007 году на основе результатов опросов британских и американских военнослужащих и экспертов, лучшим танком XX века стал советский Т-34. Он получил близкие к предельным оценки за огневую мощь, защищённость, подвижность, высшую оценку за освоение промышленностью. Высший балл по последнему критерию обеспечил танку Т-34 репутацию танка «номер 1».

### Огневая мощь
Устанавливавшиеся на Т-34 76,2-мм пушки Л-11 и Ф-34 обеспечивали ему в 1940—1941 годах значительное превосходство в мощности орудия над всеми серийными образцами зарубежной бронетехники за счёт сбалансированного сочетания сравнительно высокого действия как против бронированных, так и против небронированных целей.
Подавляющее большинство зарубежных танков вооружалось пушками калибром не более 50 мм, значительно уступавшими 76,2-мм орудию в мощности осколочно-фугасного снаряда. Преимуществом Ф-34 перед зарубежными аналогами являлась и почти полная совместимость по применяемым боеприпасам с буксируемыми артиллерийскими орудиями того же калибра, позволявшая иметь значительно больший ассортимент боеприпасов. Различные образцы осколочно-фугасных снарядов, применявшиеся для стрельбы из Ф-34, имели массу от 6,1 до 7,1 кг и заряд взрывчатого вещества от 540 до 815 г; в том числе наиболее распространённый снаряд ОФ-350 имел заряд взрывчатого вещества в 710 г и при взрыве давал 870 убойных осколков в радиусе 15 м. Ещё большим осколочным действием обладал снаряд ОФ-350А с корпусом из хрупкого сталистого чугуна. Осколочный же снаряд 50-мм пушек KwK 38 и KwK 39 при массе в 1,81 кг содержал 175 г взрывчатого вещества и значительно уступал им в эффективности. Немногочисленные орудия 75-мм калибра, имевшиеся в 1940—1941 годах, такие как KwK 37, будучи сравнимыми с Ф-34 в действии по небронированным целям, имели низкую начальную скорость снаряда и значительно уступали ему в бронепробиваемости. В годы войны появился ряд 75/76,2-мм танковых орудий с более сбалансированным сочетанием характеристик, но ни одно из них не смогло превзойти Ф-34 в эффективности осколочно-фугасного снаряда. Так, 75-мм снаряд, применявшийся в германских KwK 37 и KwK 40, имел вес 5,74 кг и содержал 680 г взрывчатого вещества, но при взрыве давал лишь 765 убойных осколков в радиусе 11,5 м. Американский осколочно-фугасный 75-мм снаряд M48, применявшийся также в британских танковых пушках этого калибра, имел массу в 6,62 кг и содержал 670 г взрывчатого вещества и уступал советским и германским снарядам в эффективности. Осколочно-фугасный 76,2-мм снаряд пушки М1 «Шермана» имел заряд 390 г и был совсем не эффективен.
Бронепробиваемость Ф-34 значительно уступала KwK 40, однако в 1941—1942 годах её возможностей с лихвой хватало для поражения германских танков и штурмовых орудий, толщина брони которых в тот период не превышала 50—70 мм. Так, по данным секретного отчёта НИИ-48 от 1942 года, лобовая броня германских танков уверенно пробивалась 76,2-мм снарядами практически на любых дистанциях, в том числе в пределах курсовых углов ±45°. Лишь средняя лобовая бронеплита толщиной 50 мм Т-III, расположенная под наклоном в 52° к вертикали, пробивалась только с дистанции до 800 м.

### Защищённость
Уровень бронезащиты Т-34 обеспечивал ему летом 1941 года надёжную защиту от всех штатных противотанковых средств вермахта. 37-мм противотанковые пушки Pak 35/36, составлявшие подавляющее большинство противотанковых орудий вермахта, имели какие-либо шансы пробить лобовую броню лишь при попадании в ослабленные места. Борта Т-34 37-мм калиберными снарядами поражались лишь в вертикальной нижней части и на малых дистанциях, причём не давая гарантированного заброневого действия. Более эффективными оказались подкалиберные снаряды, способные сравнительно эффективно пробивать нижнюю часть борта и борта башни, однако реальная дальность стрельбы ими не превышала 300 м, а их заброневое действие было низким — зачастую сердечник из карбида вольфрама после пробития брони рассыпался в песок, не причиняя вреда экипажу. Малоэффективной против лобовой брони Т-34 оказалась и 50-мм пушка KwK 38 с длиной ствола 42 калибра, устанавливавшаяся на танках PzKpfw III Ausf.F — Ausf.J. Короткоствольные 75-мм пушки KwK 37, устанавливавшиеся на ранних модификациях PzKpfw IV и StuG III, были ещё менее эффективны, и бронебойным снарядом, за исключением попаданий в ослабленные зоны, могли поражать лишь нижнюю часть бортов на дистанциях менее 100 метров. Однако ситуацию сильно сглаживало наличие в её боекомплекте кумулятивного снаряда — хотя последний срабатывал лишь при сравнительно небольших углах встречи с бронёй и против лобовой защиты Т-34 также был малоэффективен, но большая часть танка поражалась им легко.

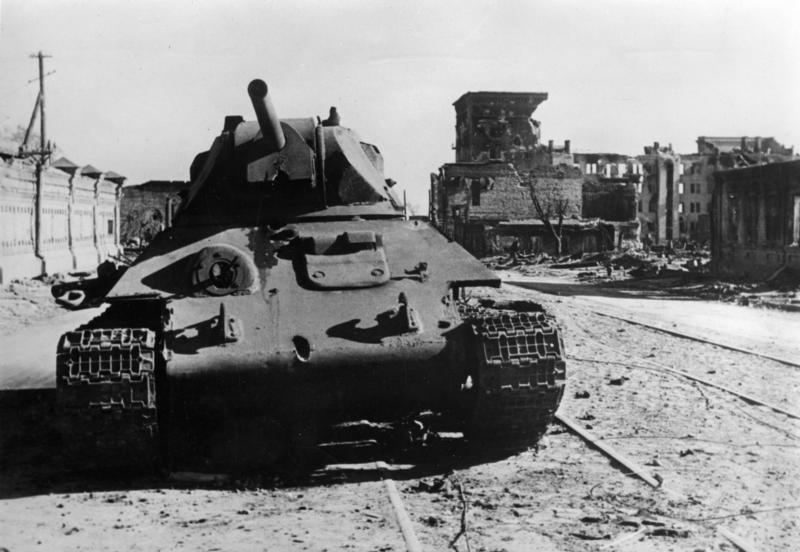
Подбитый Т-34 в Сталинграде, 8 октября 1942. Хорошо заметны пробоины от снарядов в лобовой броне

Первыми противотанковыми орудиями вермахта, способными сколько-нибудь эффективно поражать лобовую броню Т-34, стали 50-мм противотанковая пушка Pak 38 и 50-мм танковая пушка KwK 39 с длиной ствола 60 калибров, появившаяся на танках PzKpfw III к концу 1941 года. Однако и они в нормальных условиях боя были способны пробить лобовую броню башни лишь в районе маски орудия.
Как показали испытания трофейных орудий, проведённые ЦНИИ Металлургии и брони (ЦНИИ-48), лобовые бронеплиты корпуса поражались 50-мм калиберным снарядом лишь в исключительных случаях, таких как уменьшение угла встречи с бронёй при наклоне танка на неровностях местности. Первым же действительно эффективным средством борьбы с Т-34 стала 75-мм противотанковая пушка Pak 40, появившаяся в войсках в сколько-нибудь заметных количествах к весне 1942 года и 75-мм танковая пушка KwK 40 с длиной ствола 43 калибра, устанавливавшаяся на танках PzKpfw IV и САУ StuG III с лета того же года. Калиберный бронебойный снаряд KwK 40 при курсовом угле 0° поражал лобовую броню корпуса Т-34 с дистанции 500 м и менее, тогда как лоб башни в районе маски орудия поражался с дистанции порядка 1000 м. Пришедшая ей на смену KwK 40 с длиной ствола 48 калибров и практически идентичная ей по баллистике PaK 40 обладали ещё большей бронепробиваемостью, поражая лобовую броню корпуса с дистанции 800—900 м, а башни — свыше 1 км. . При этом броня высокой твёрдости, применявшаяся на Т-34, была склонна к образованию сколов с внутренней стороны даже при рикошете снаряда. Так, длинноствольные 75-мм орудия образовывали опасные осколки при попадании на дистанциях до 2 км, а 88-мм — уже до 3 км.
Однако в течение 1942 года длинноствольных 75-мм орудий было выпущено сравнительно мало, и основную массу доступных вермахту противотанковых средств по-прежнему составляли 37-мм и 50-мм пушки.
50-мм же орудиям на нормальных дистанциях боя летом 1942 для выведения Т-34 из строя требовалось в среднем 5 попаданий остродефицитными подкалиберными снарядами.

### Надёжность и технологичность
По воспоминаниям одного из создателей танка — А. А. Морозова:

Танк Т-34 хорош не столько своими боевыми качествами, сколько предельной простотой в производстве, эксплуатации и ремонте, надёжностью, низкой стоимостью и возможностью массового производства на любом машиностроительном заводе.
Эти ценные качества были достигнуты в результате настойчивой борьбы конструкторов и технологов за минимальную массу и трудоёмкость изготовления каждой детали танка, в стремлении везде и во всём разумно экономить, добиваясь предельной простоты, дешевизны и надёжности.
Таким образом, к началу войны удалось создать и поставить на серийное производство новый средний танк, превосходящий по боевым свойствам и приспособленности к массовому производству средние танки фашистской Германии, который стал не только любимым танкистами грозным оружием, но и образцом простой и надёжной боевой машины.

Генерал-полковник Гудериан, теоретик и практик германских танковых войск в «Воспоминаниях солдата» писал:

«…в ноябре 1941 года видные конструкторы, промышленники и офицеры управления вооружения приезжали в мою танковую армию для
ознакомления с русским танком Т-34, превосходящим наши боевые машины. Непосредственно на местах они хотели уяснить себе и наметить, исходя из полученного опыта боевых действий, меры, которые помогли бы нам снова добиться технического превосходства над русскими. Предложения офицеров-фронтовиков выпускать точно такие же танки, как Т-34, не встретили у конструкторов никакой поддержки. Конструкторов смущало, между прочим, не отвращение к подражанию, а невозможность выпуска с требуемой быстротой важных деталей Т-34, особенно алюминиевого дизельного мотора. Кроме того, наша легированная сталь, качество которой снижалось с отсутствием необходимого сырья, также уступала легированной стали русских».

### Аналоги
- PzKpfw IV
- M4 Шерман — наиболее близкий по характеристикам аналог, появившийся на несколько лет позже. Несколько уступает Т-34 по подвижности и бортовой броне, примерно равноценен ему в мощности вооружения, как и Т-34 имеет устаревшую ходовую часть, но большую надёжность и лучшие условия работы экипажа. Бронепробиваемость 76-мм пушки аналогична 85-мм пушке ЗИС-С-53 (но бронепробиваемость версии Sherman Firefly больше), мощность осколочно-фугасного снаряда меньше. Отставание от Т-34 было сокращено.
- Комета А34

## Сохранившиеся экземпляры

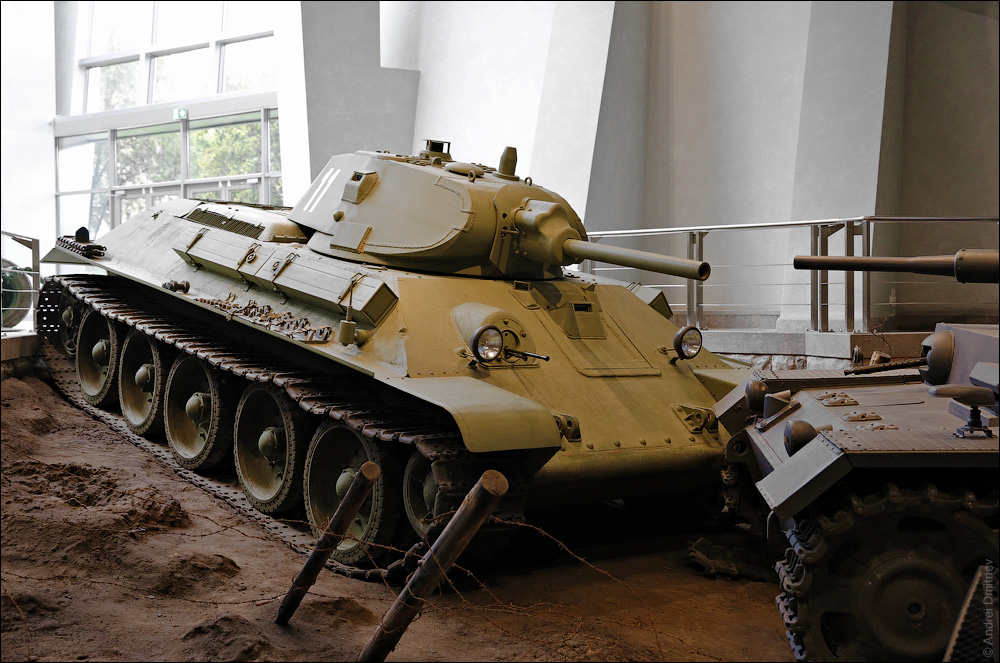
Т-34-76 обр. 1940 года с оригинальной пушкой Л-11 в музее Минска

Находясь до сих пор на вооружении ряда государств третьего мира, в XXI веке «тридцатьчетвёрка» выполняет прежде всего роль памятника истории. Одни из сохранившихся машин являются мемориалами героям войны, другие — экспонатами исторических выставок. Так как это не модели, а вполне реальные боевые машины, то теоретически некоторые из них после ремонта могут вступить в бой.
Например, последний Т-34, выпущенный Уралвагонзаводом, по просьбе рабочих в 1945 году был установлен перед проходной завода. Через 36 лет — в 1981 году — он своим ходом переехал на новый постамент и с тех пор ежегодно участвует в парадах в День Победы.
Во время антиправительственных выступлений в Будапеште (2006) демонстранты угнали танк с размещённой в центре города экспозиции, посвящённой 50-летию восстания в Венгрии, и попытались на нём прорвать полицейское оцепление, однако были остановлены полицией, применившей слезоточивый газ.
Довольно оригинальный памятник из Т-34 был придуман в Волгограде: вдоль условной линии фронта, до которой дошли войска вермахта, в 1948 году были расставлены 18 башен «тридцатьчетвёрок» на постаментах.
Часто памятниками становятся машины, подбитые во время боёв в труднодоступной местности, или потерянные на переправах через реки или болота, и забытые, а в новое время найденные и вытащенные силами энтузиастов-поисковиков, восстановленные и отреставрированные. В городе Салавате у мемориала Вечного огня стоит редкий экземпляр танка Т-34 образца 1941 года с пушкой Ф-34. Этот танк был разрушен в жестоком бою в болотах Калужской области в 1942 году, но был восстановлен из отдельных частей или Т-34-76 производства СТЗ поднятый со дна реки Дон в 2016 году.
Самыми редкими сохранившимися танками являются два экземплаяра ОТ-34, найденными поисковиками. Внешнее отличие ОТ-34 от Т-34 это бронемаска на месте пулемёта и сам огнемет как вооружение. Один танк находится на Урале при заводе, второй в частном музее в Московской области.
В январе 2019 стало известно, что Лаос передал Российской Федерации 30 исправных танков Т-34-85, ещё недавно стоявших на вооружении лаосской армии. В военном ведомстве РФ отметили, что технику планируется использовать во время парадов Победы, а также для обновления музейных экспозиций и съёмок исторических фильмов о Великой Отечественной войне.
В Беларуси на историко-культурном комплексе «Линия Сталина» восстановлен до рабочего состояния Т-34-76 со штампованной башней завода УЗТМ. Также в музее есть Т-34 1940 года (единственный в мире) с пушкой Л-11. Был реконструирован.

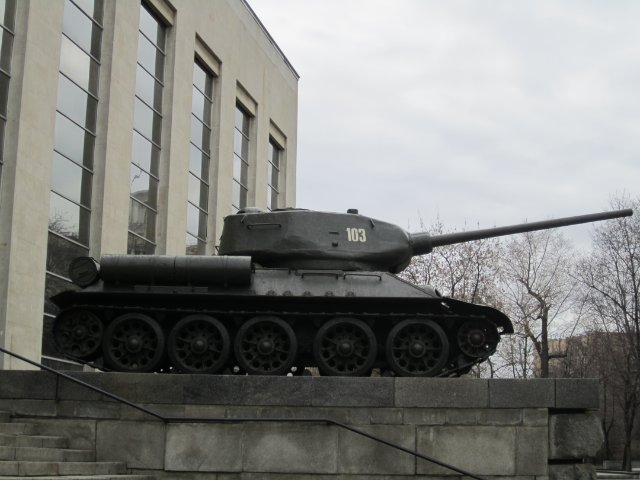
У главного входа в Центральный музей Вооружённых Сил в Москве
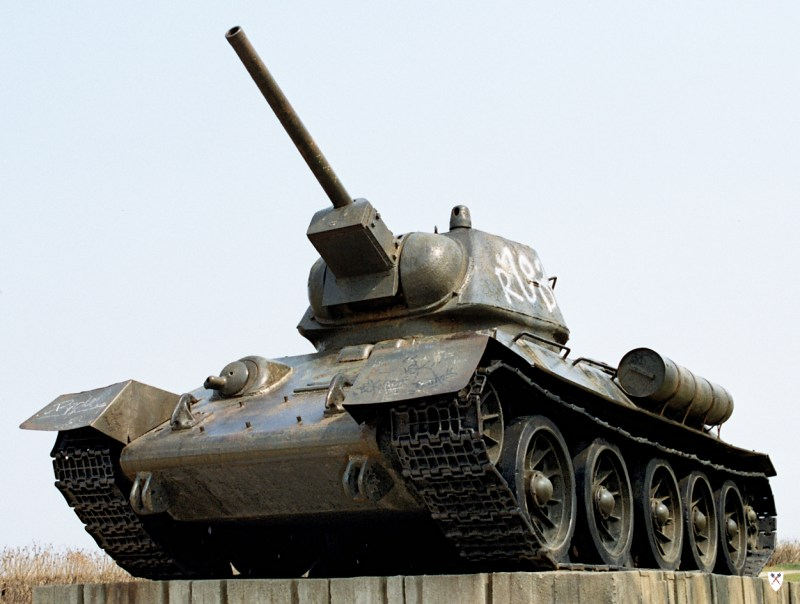
Танк образца 1943 года на постаменте в Гданьске
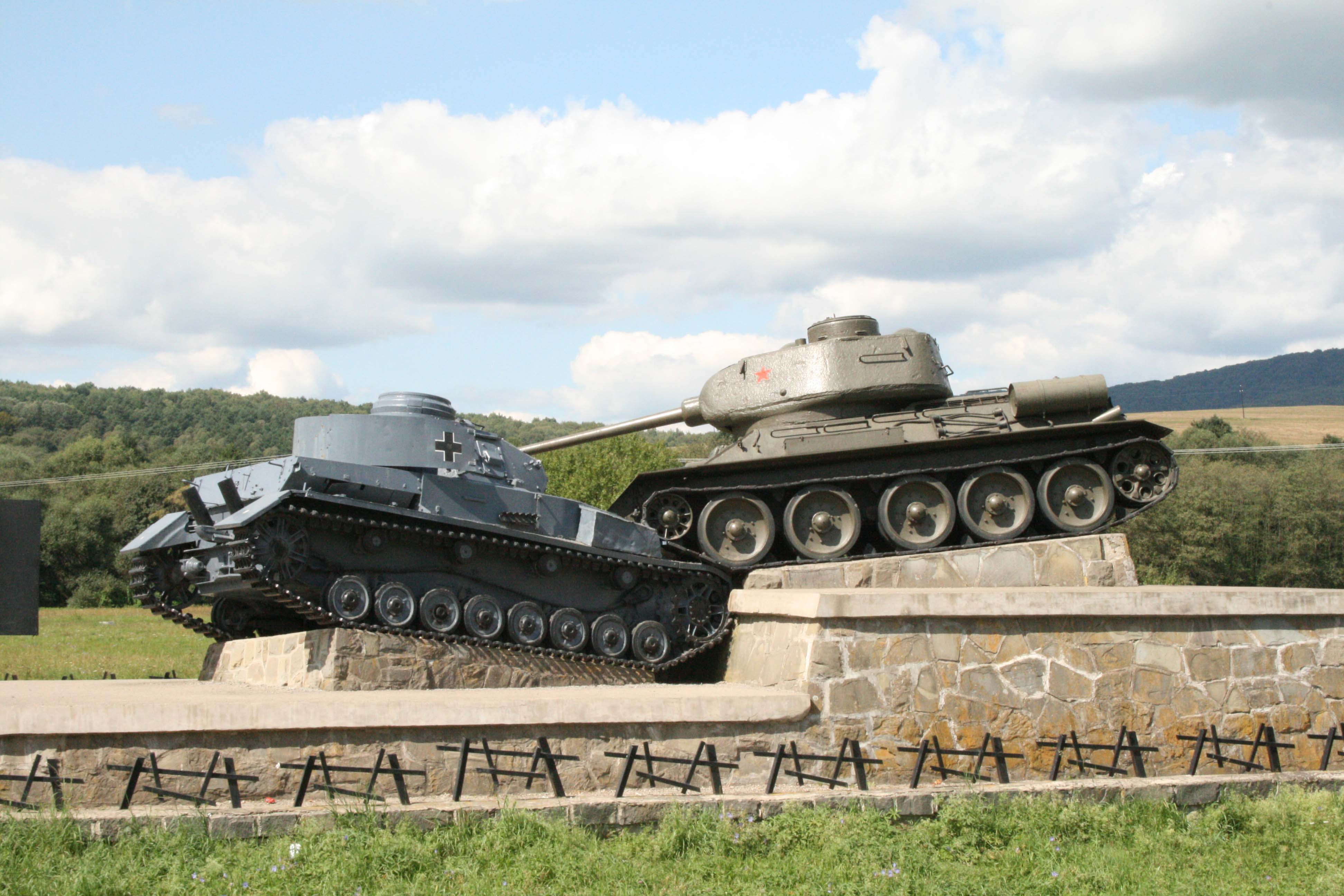
Танковая композиция в Свиднике, Словакия на месте боёв за Дуклинский перевал
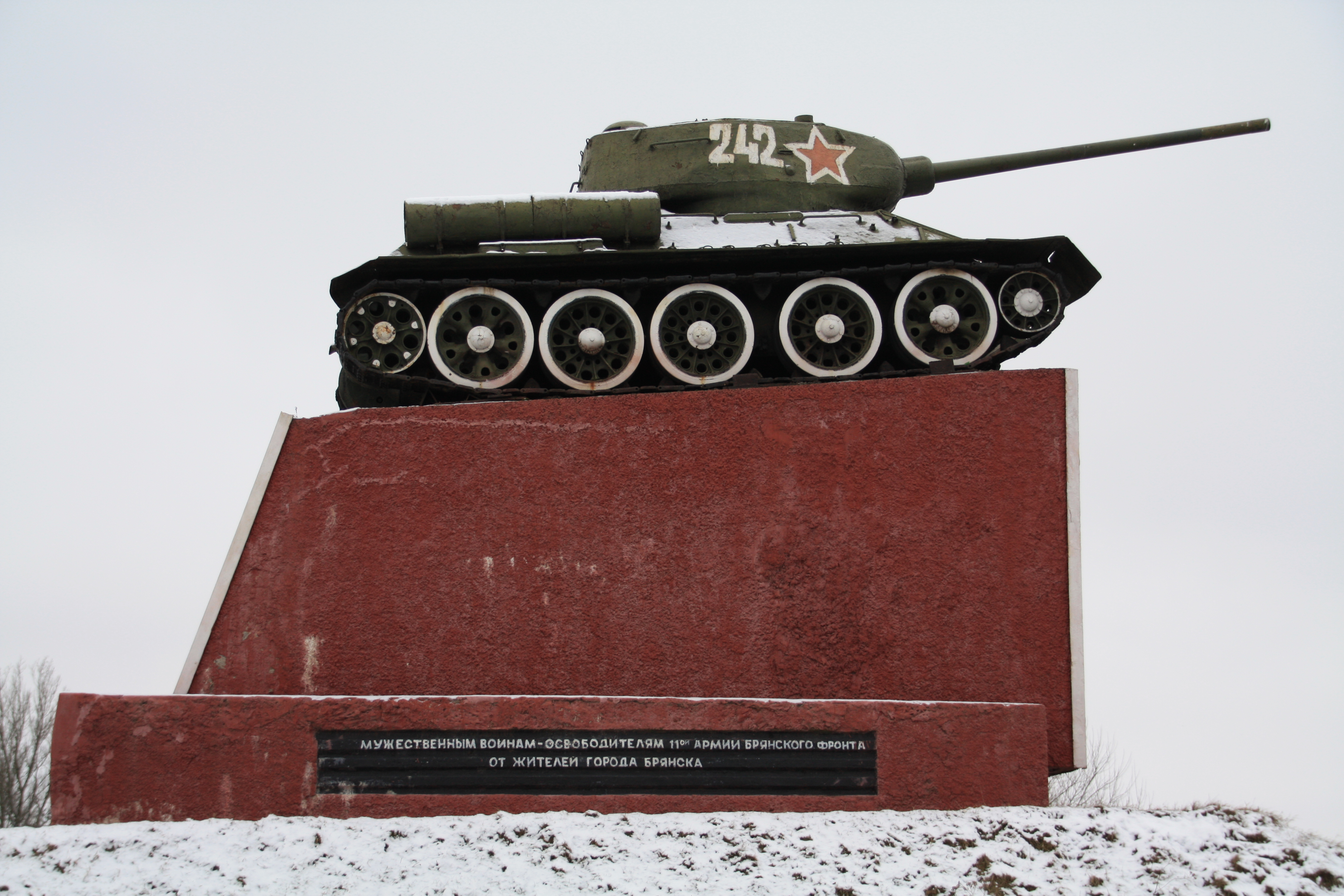
Т-34-85 на постаменте в Брянске
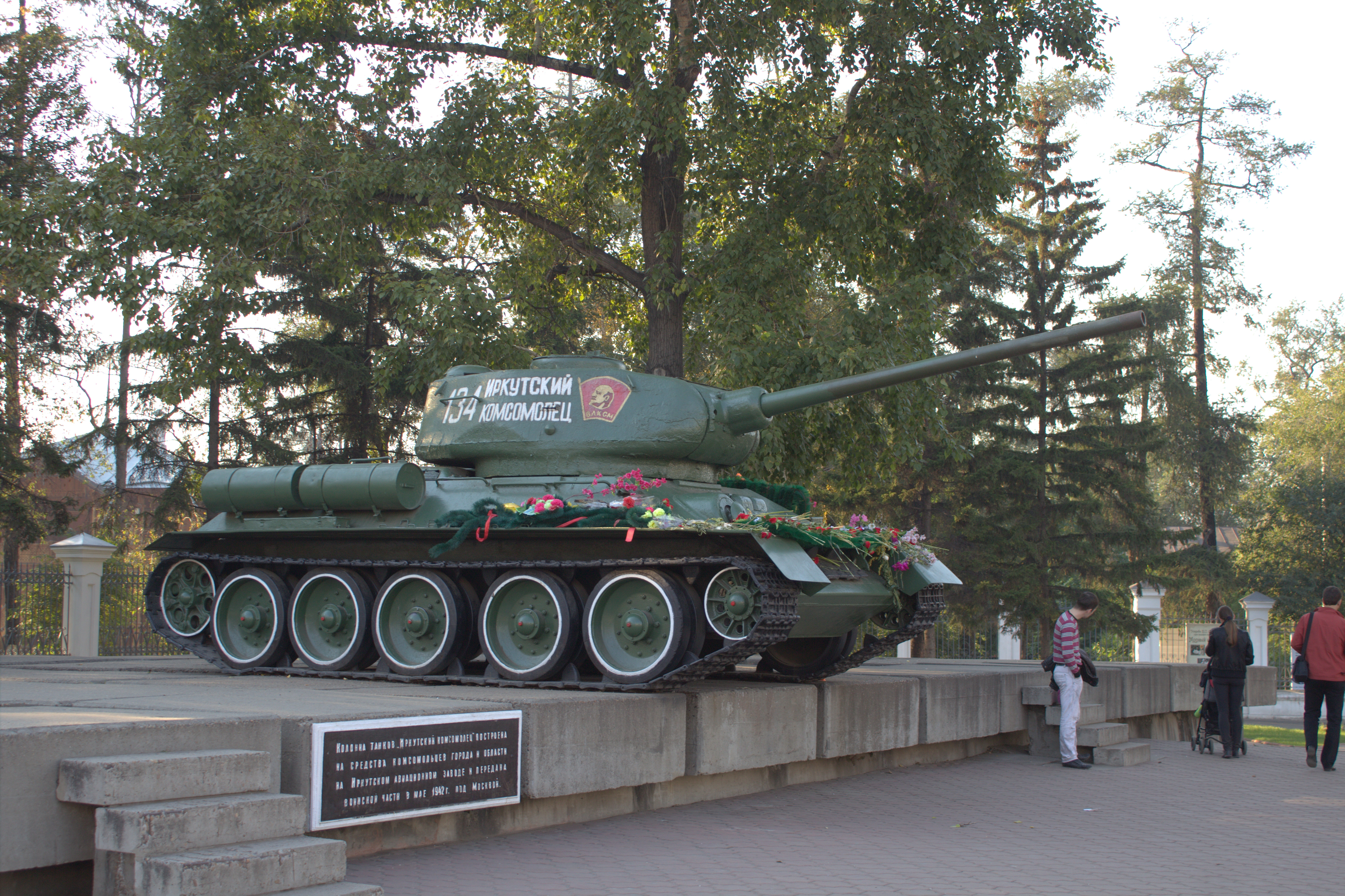
Т-34-85 «Иркутский комсомолец» в Иркутске
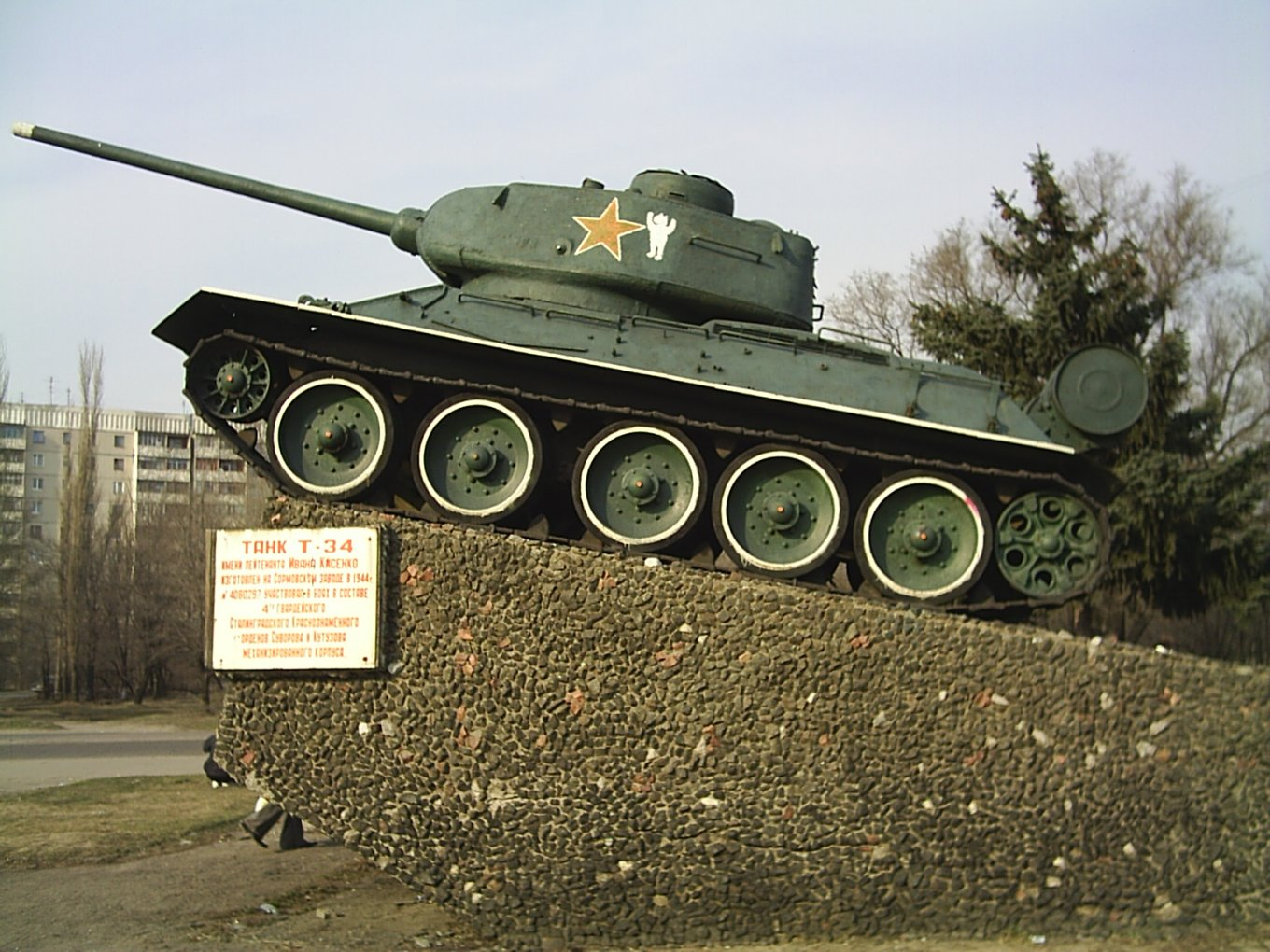
T-34-85 в Луганске
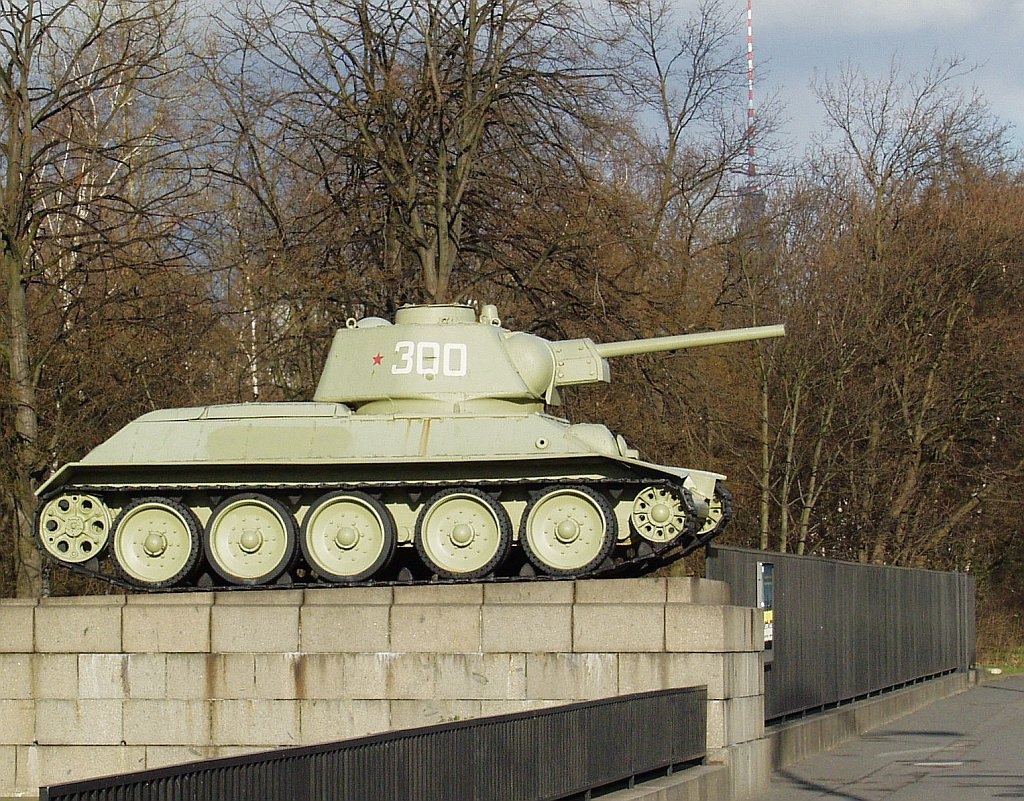
Т-34 образца 1943 года в Берлине
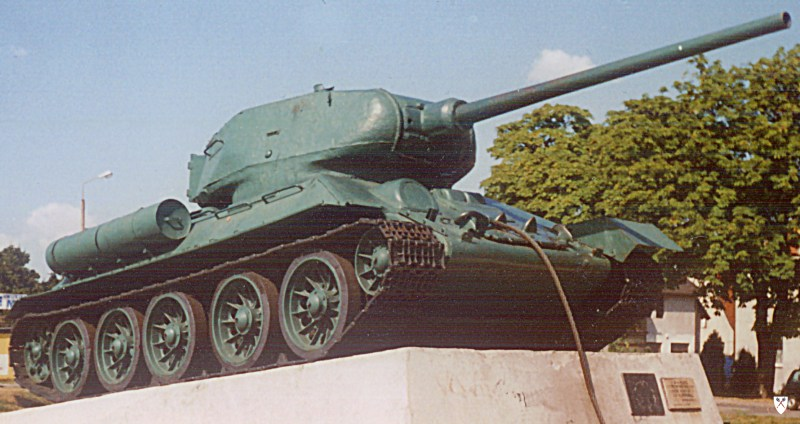
T-34-85 в Вейхерово, Польша
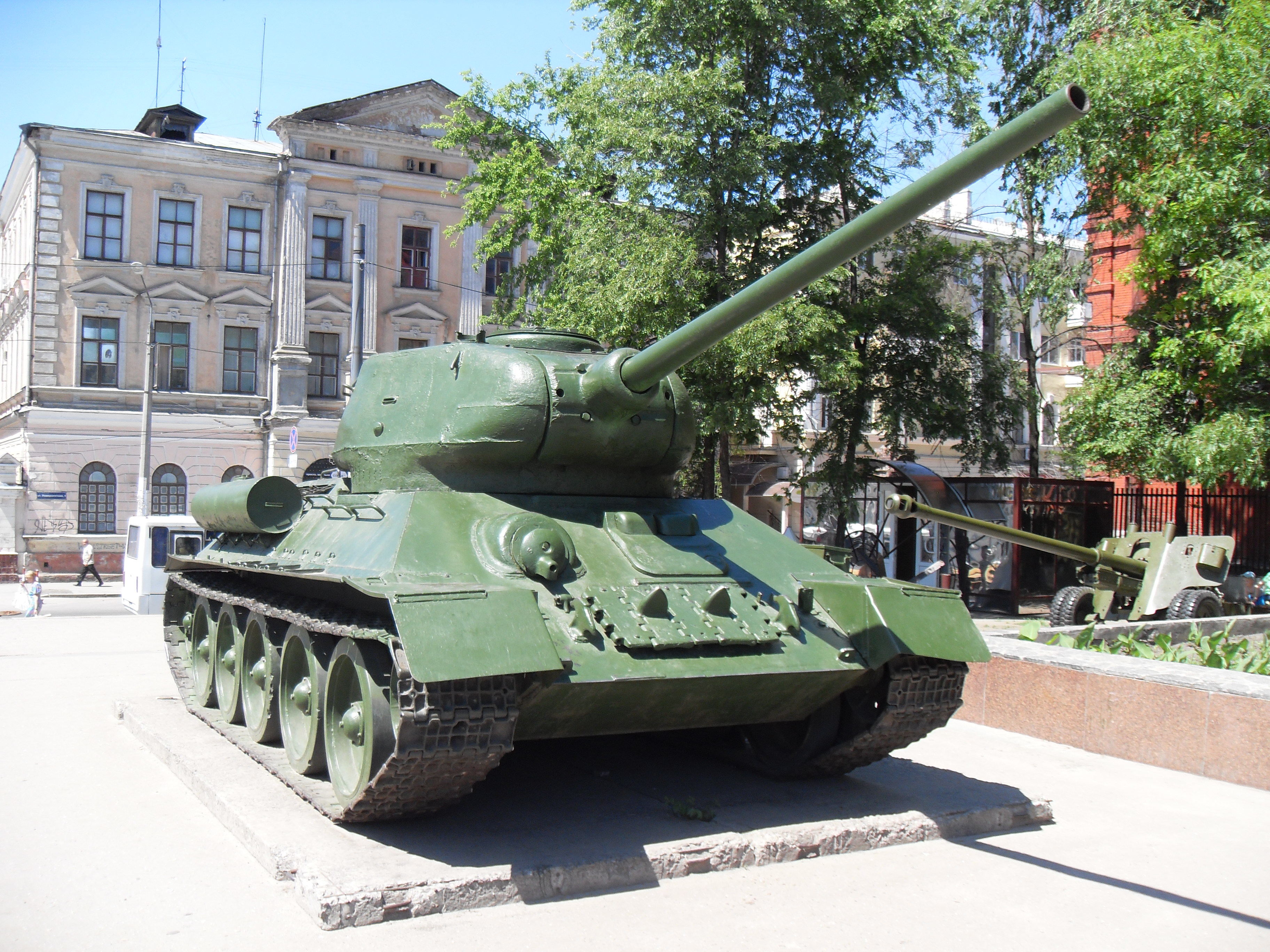
Т-34-85 возле Исторического музея Харькова
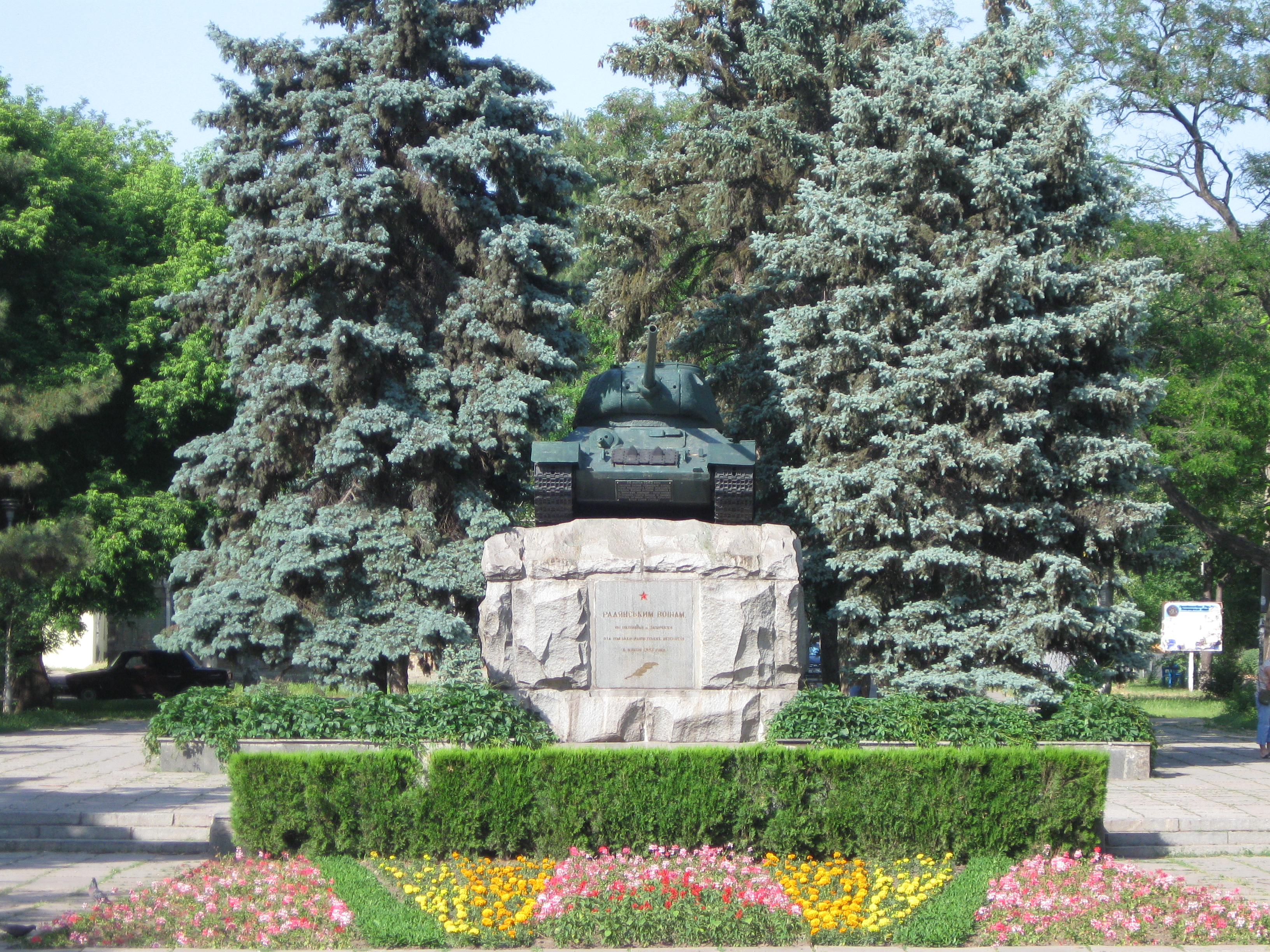
Т-34-85 на площади Университетской в Запорожье
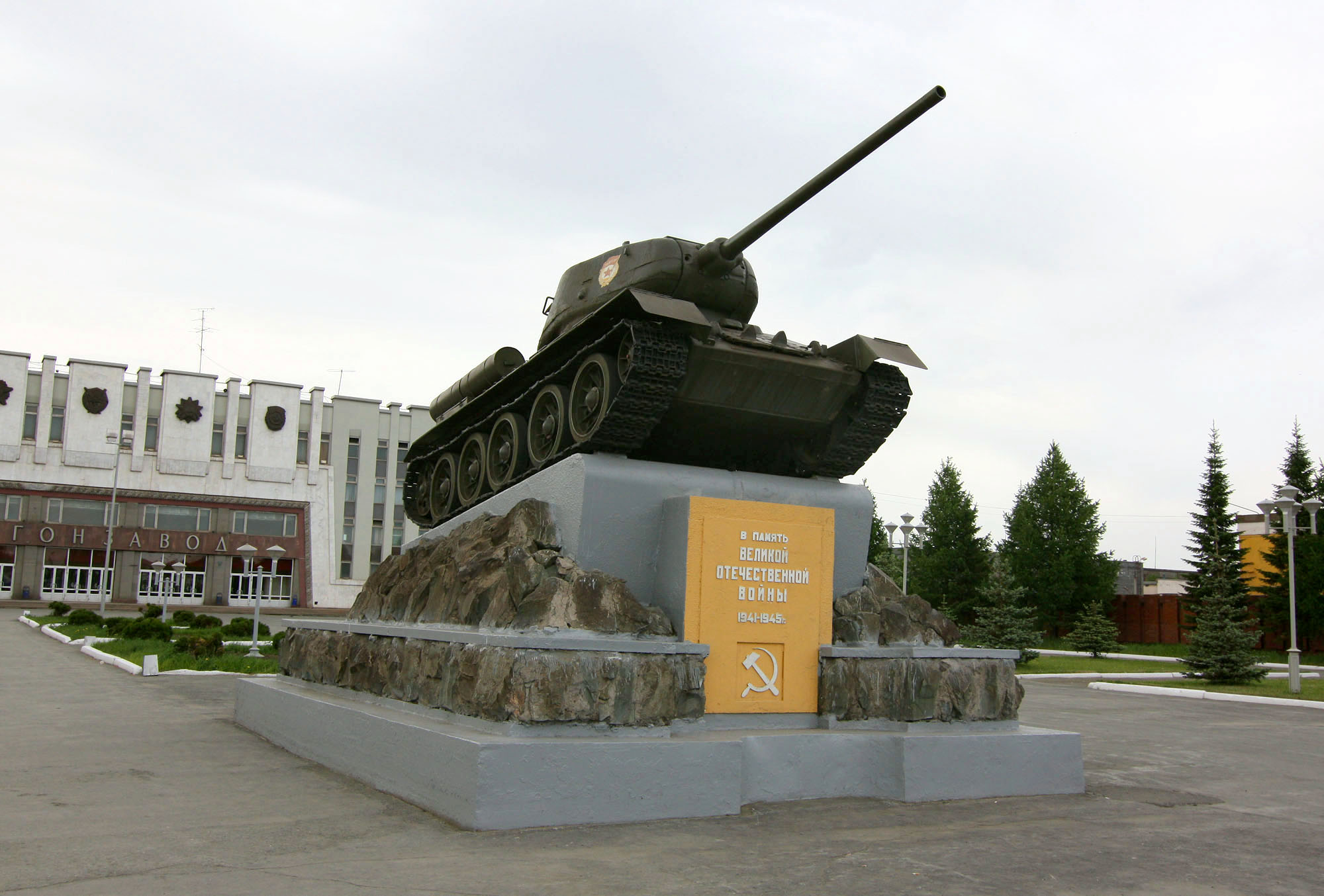
Т-34-85 у проходной Уралвагонзавода, Нижний Тагил
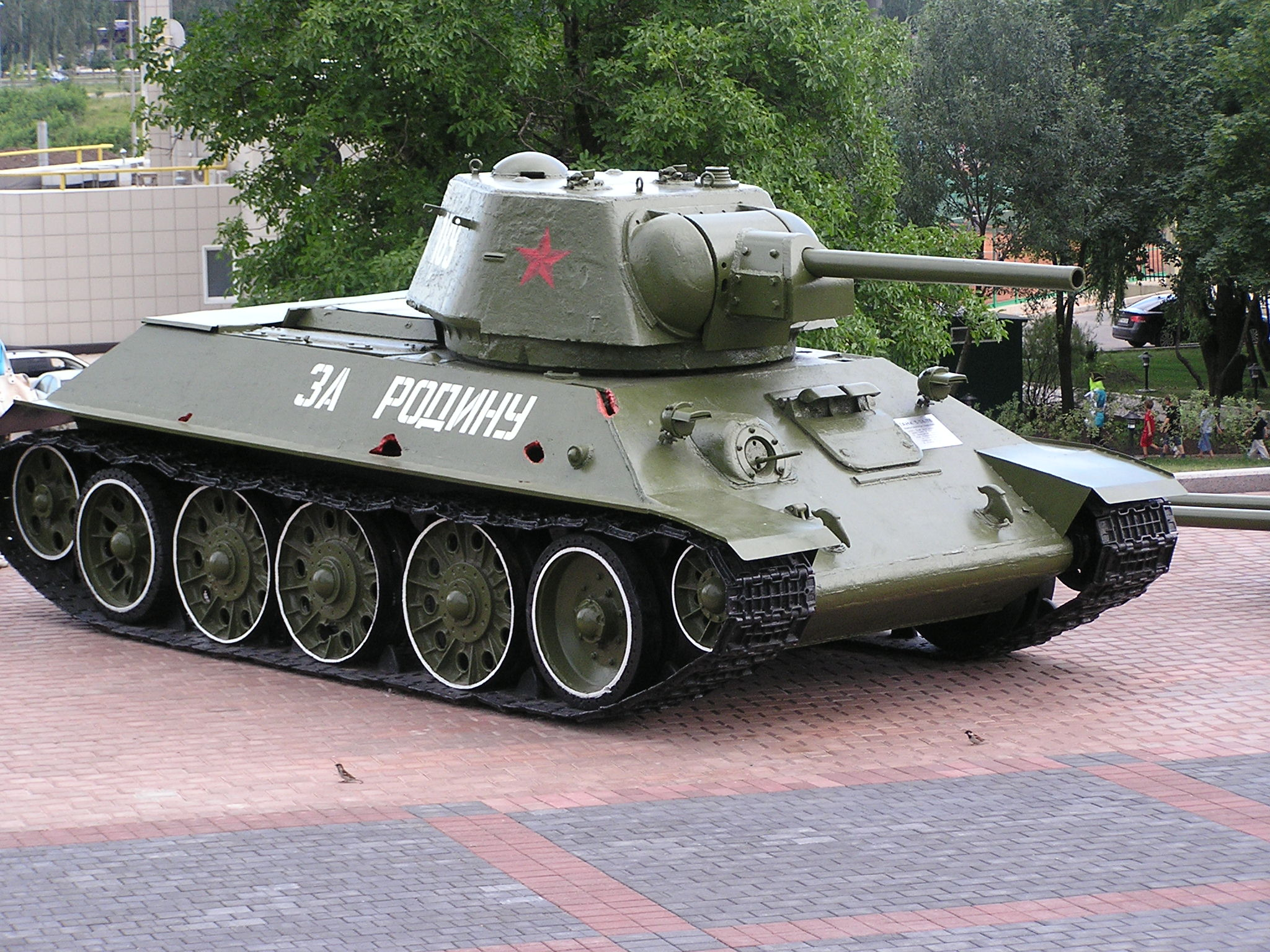
Т-34 образца 1942 года с шестигранной башней в Донецке
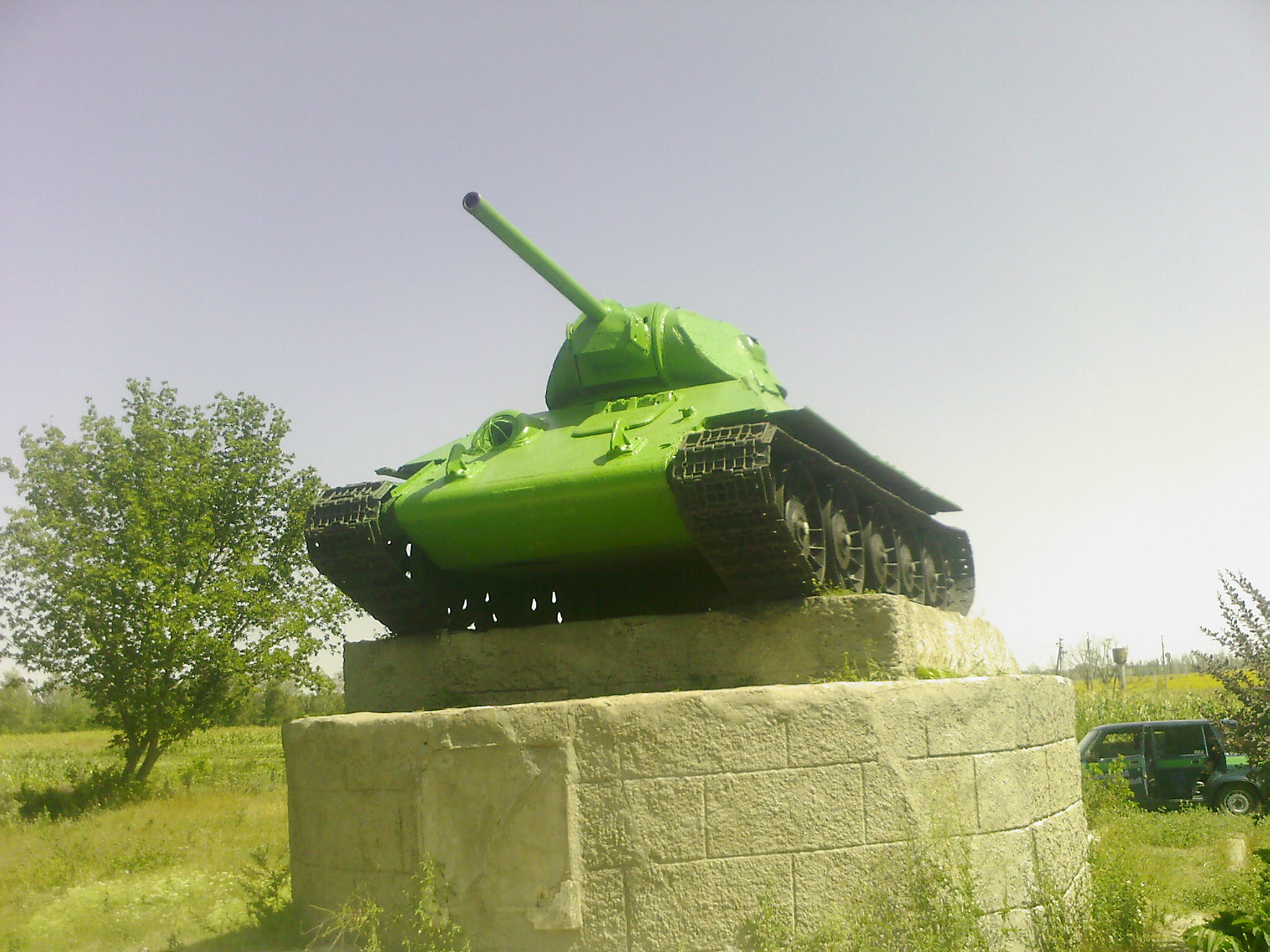
Т-34-76 образца 1942 года в селе Бондаревка Луганской области
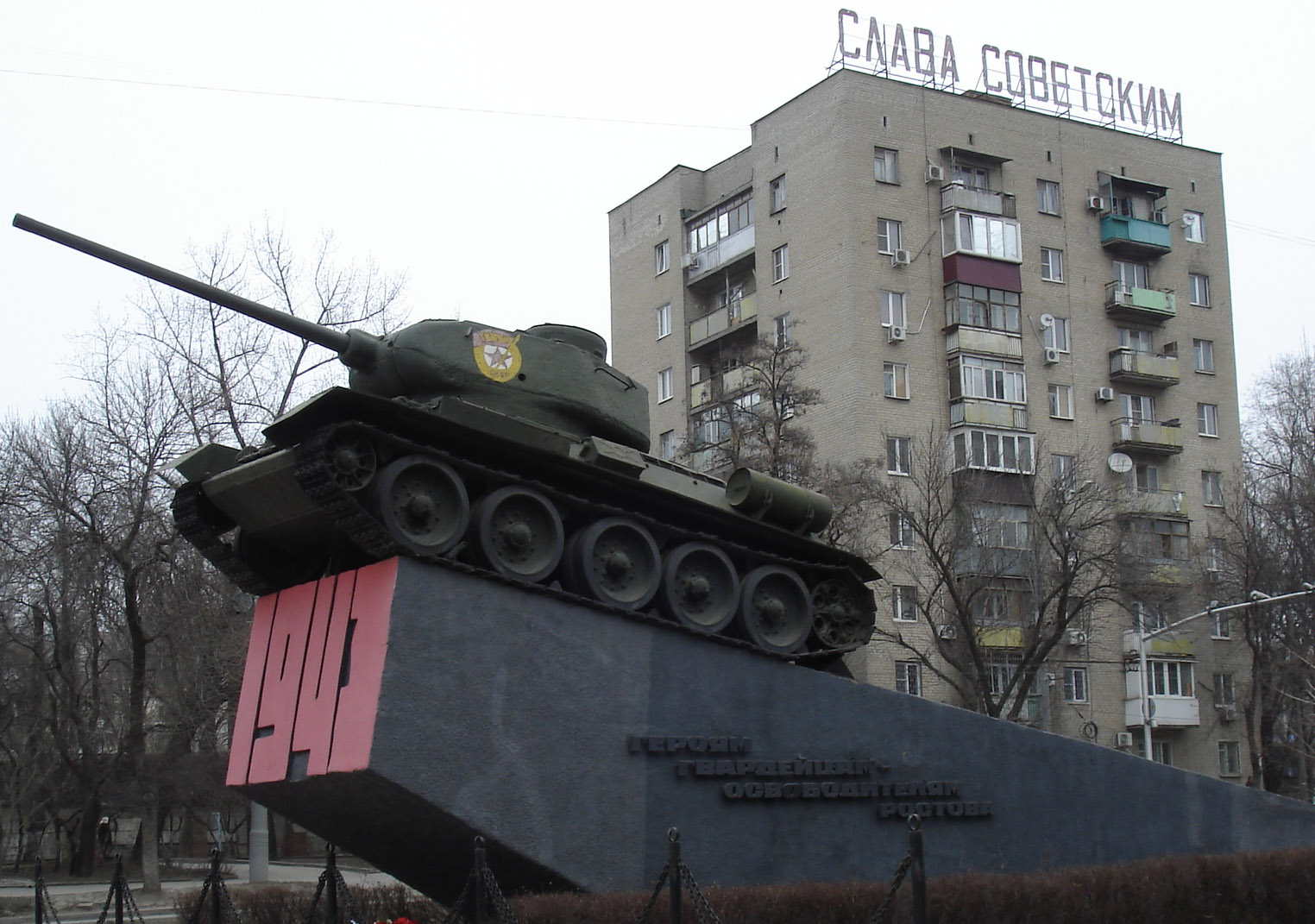
Т-34 в Ростове-на-Дону
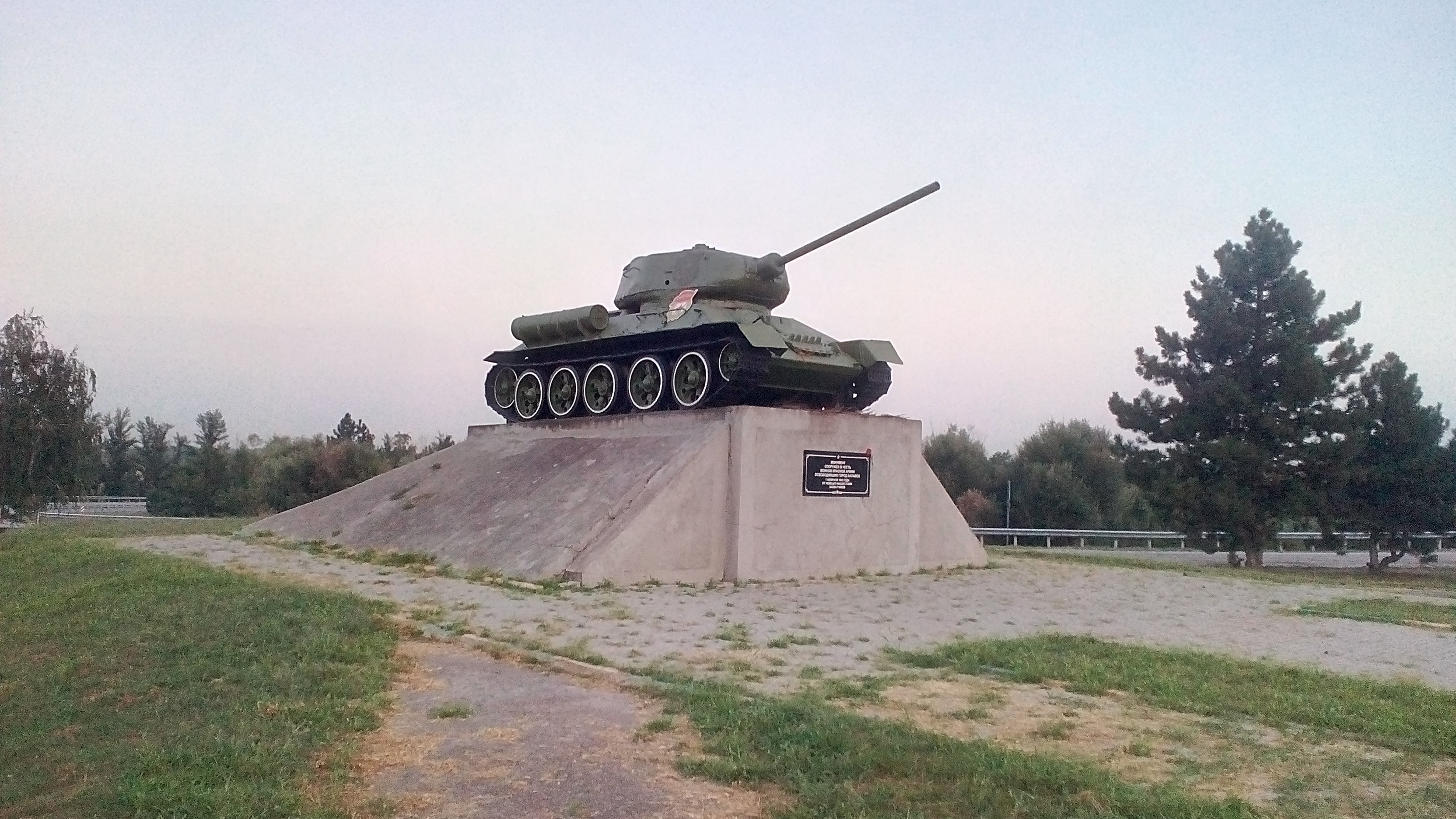
Т-34 в Батайске
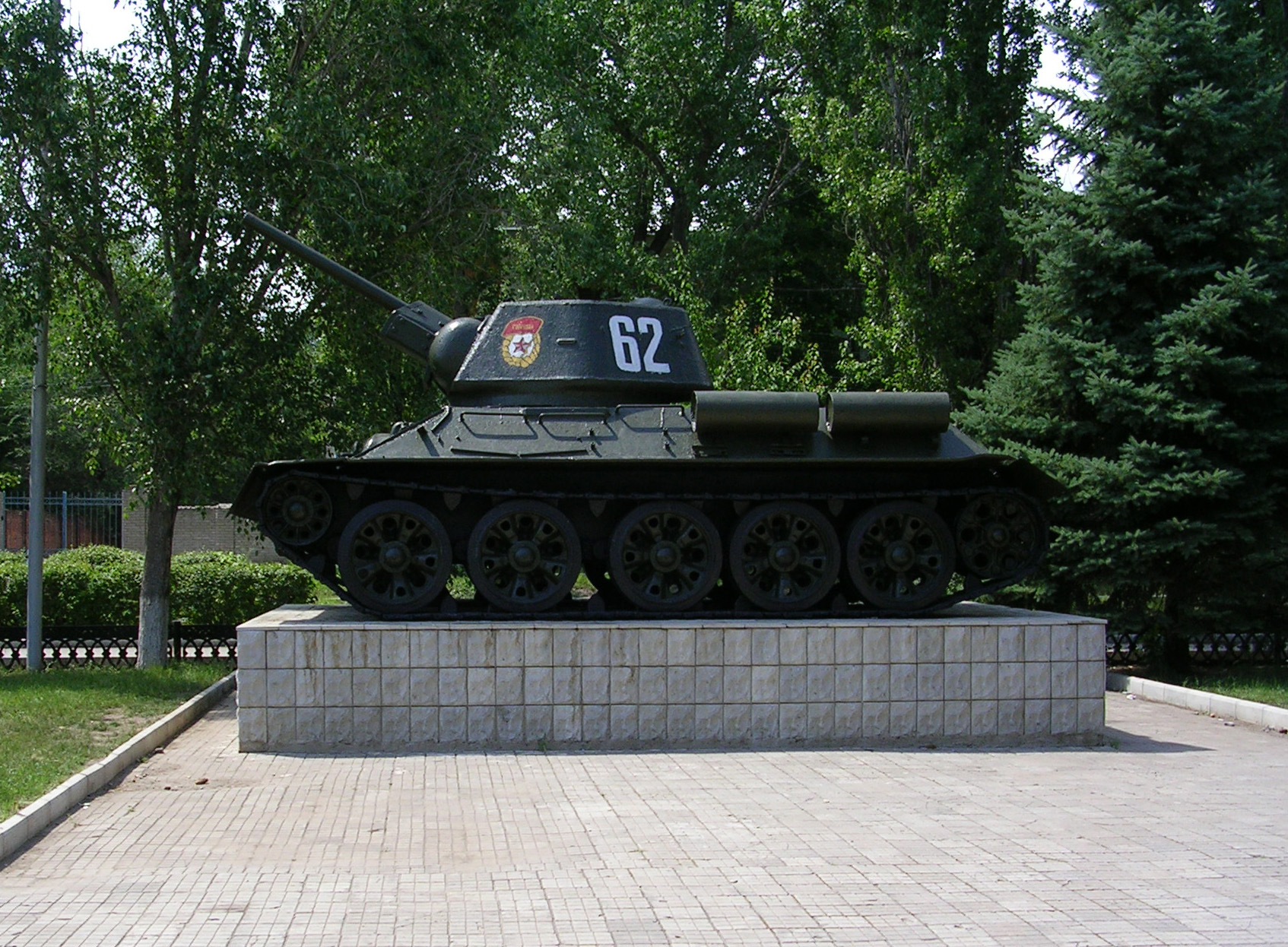
Т-34-76 в Каменске-Шахтинском, Ростовская область
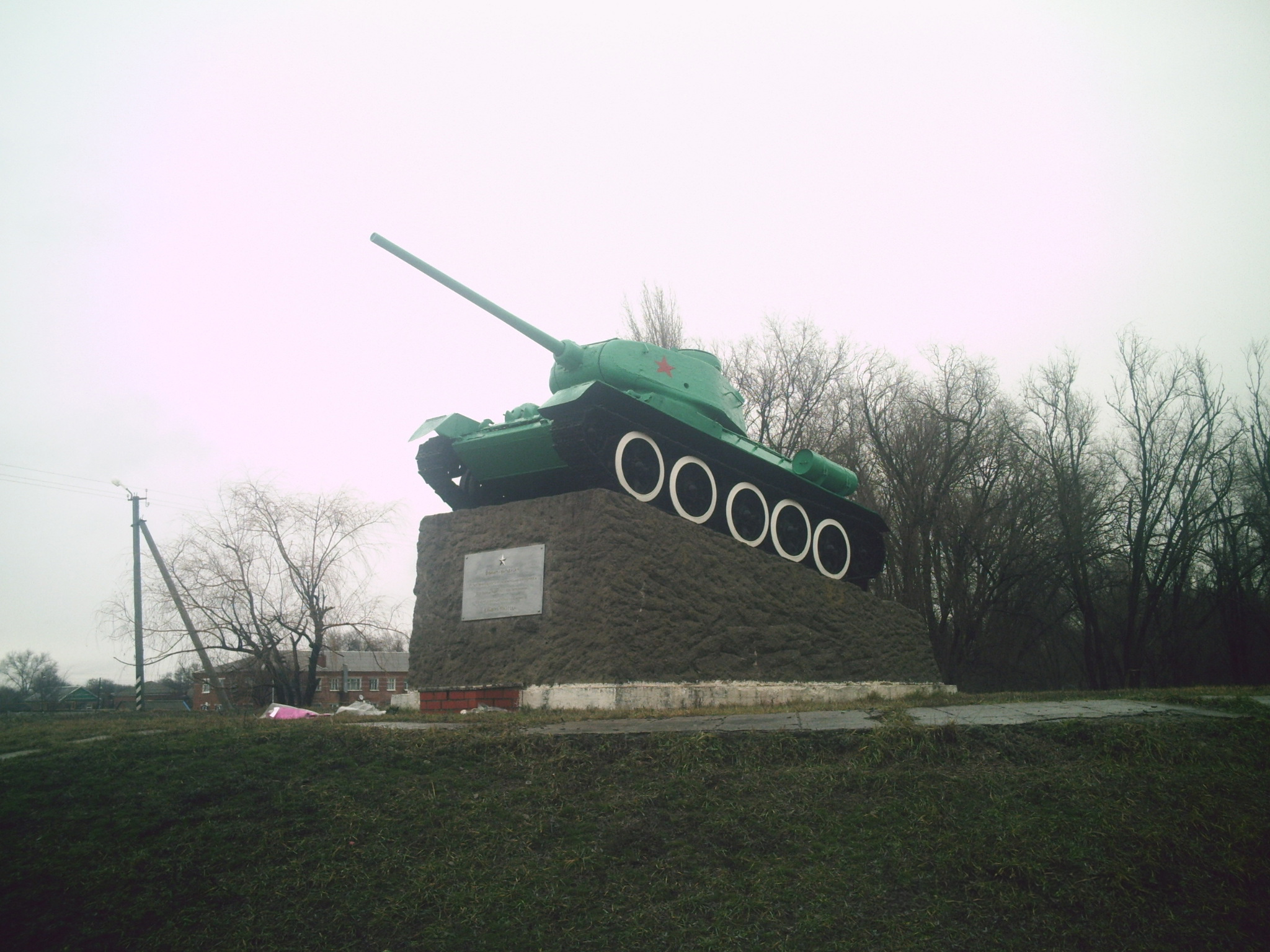
В Зимовниках, Ростовская область
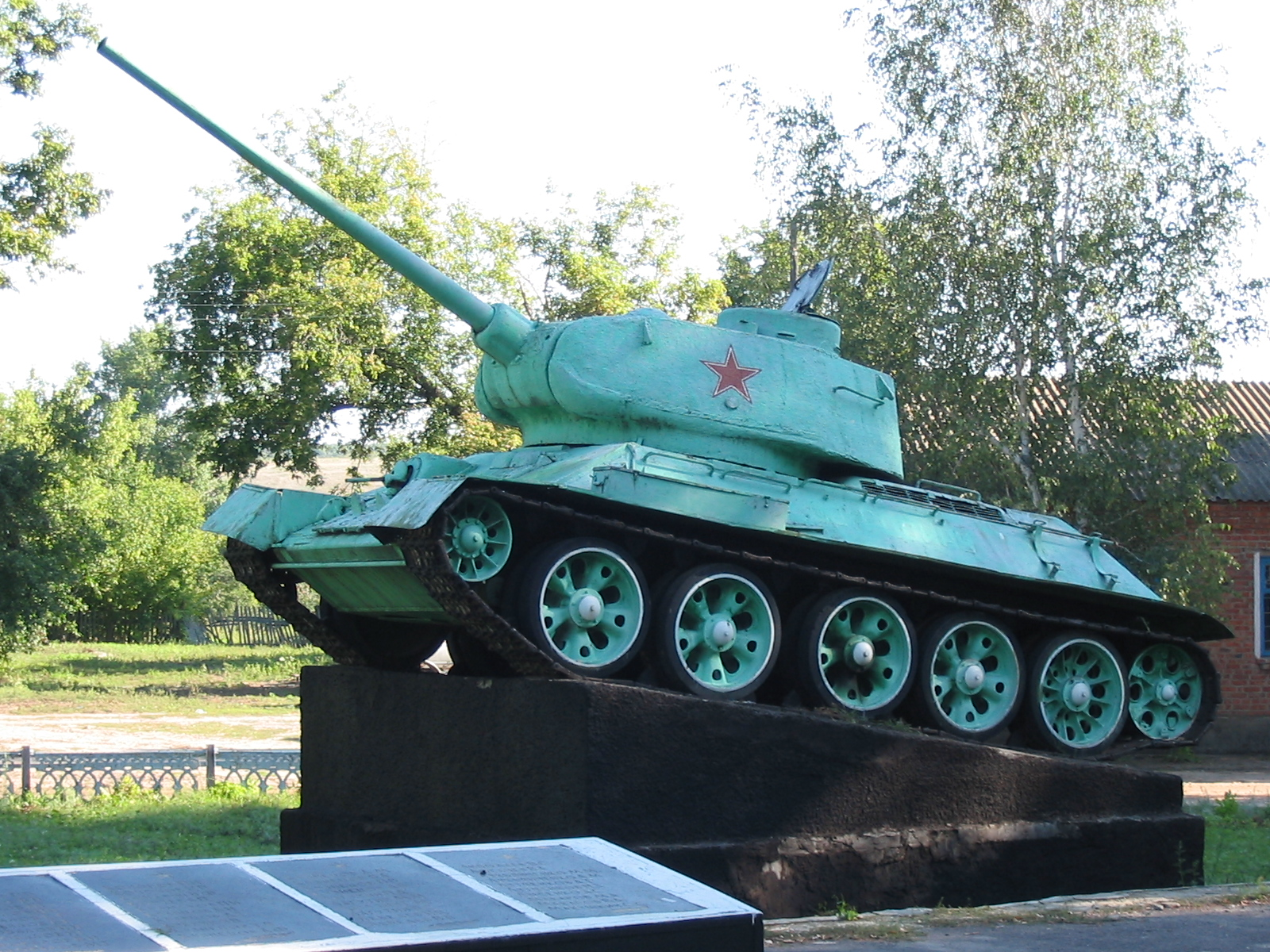
В хуторе Мещеряковский, Ростовская область
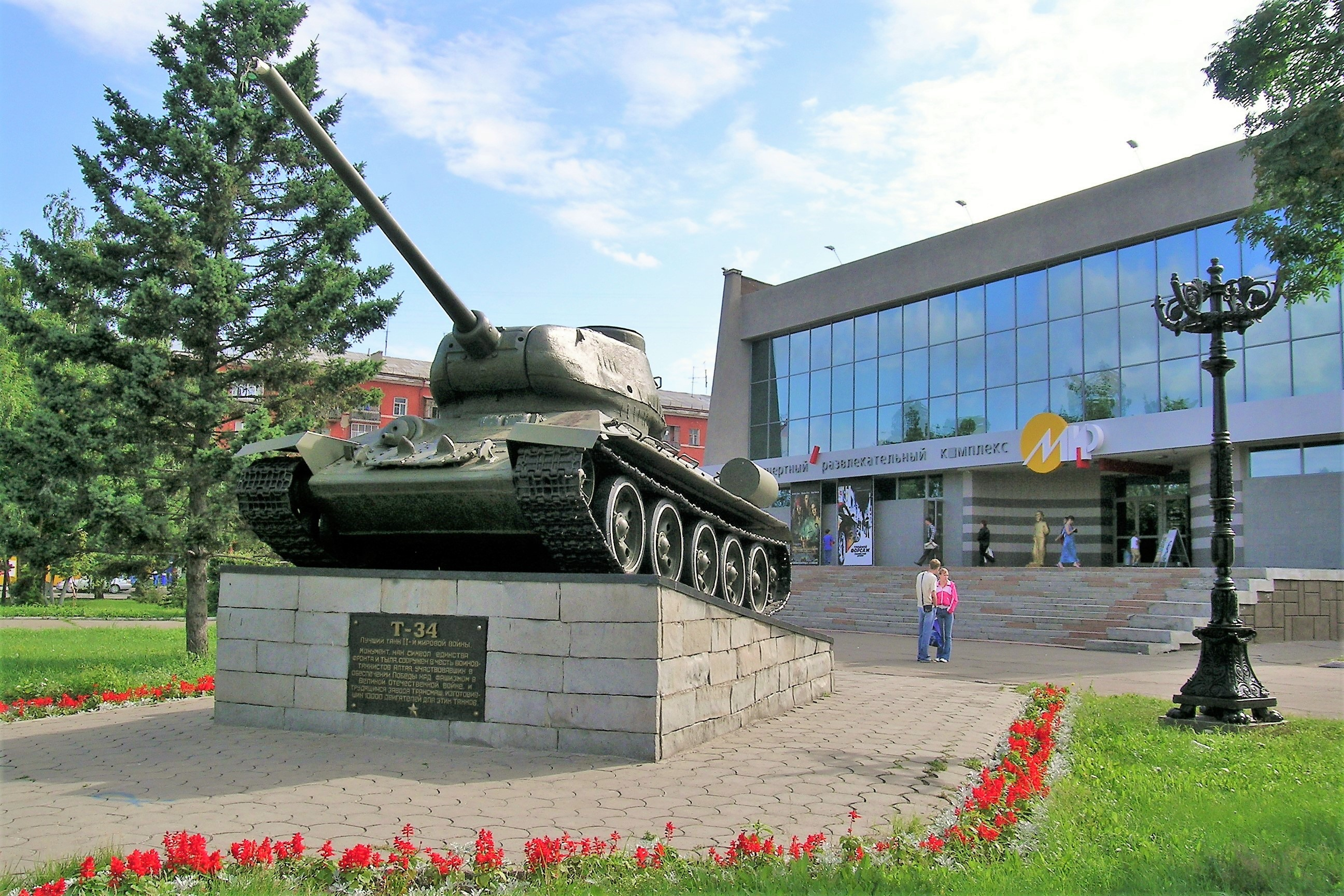
Перед кинотеатром «Мир», Барнаул
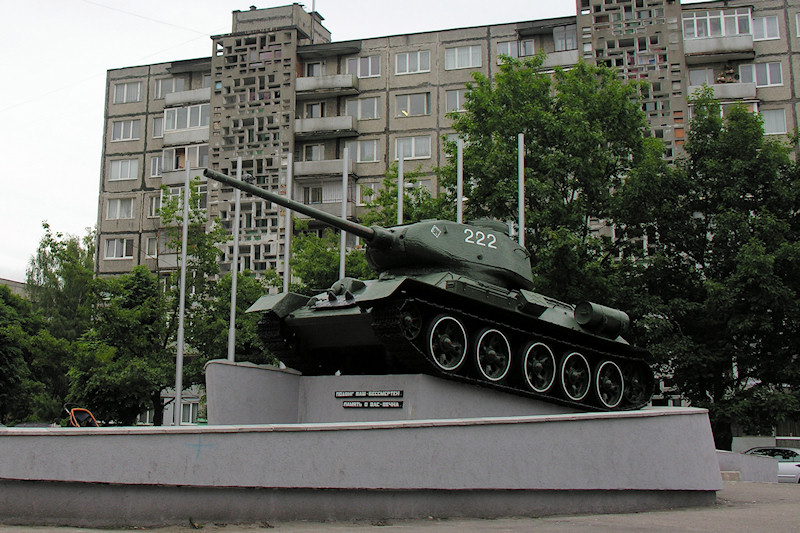
Памятник героям-танкистам, штурмовавшим Кёнигсберг
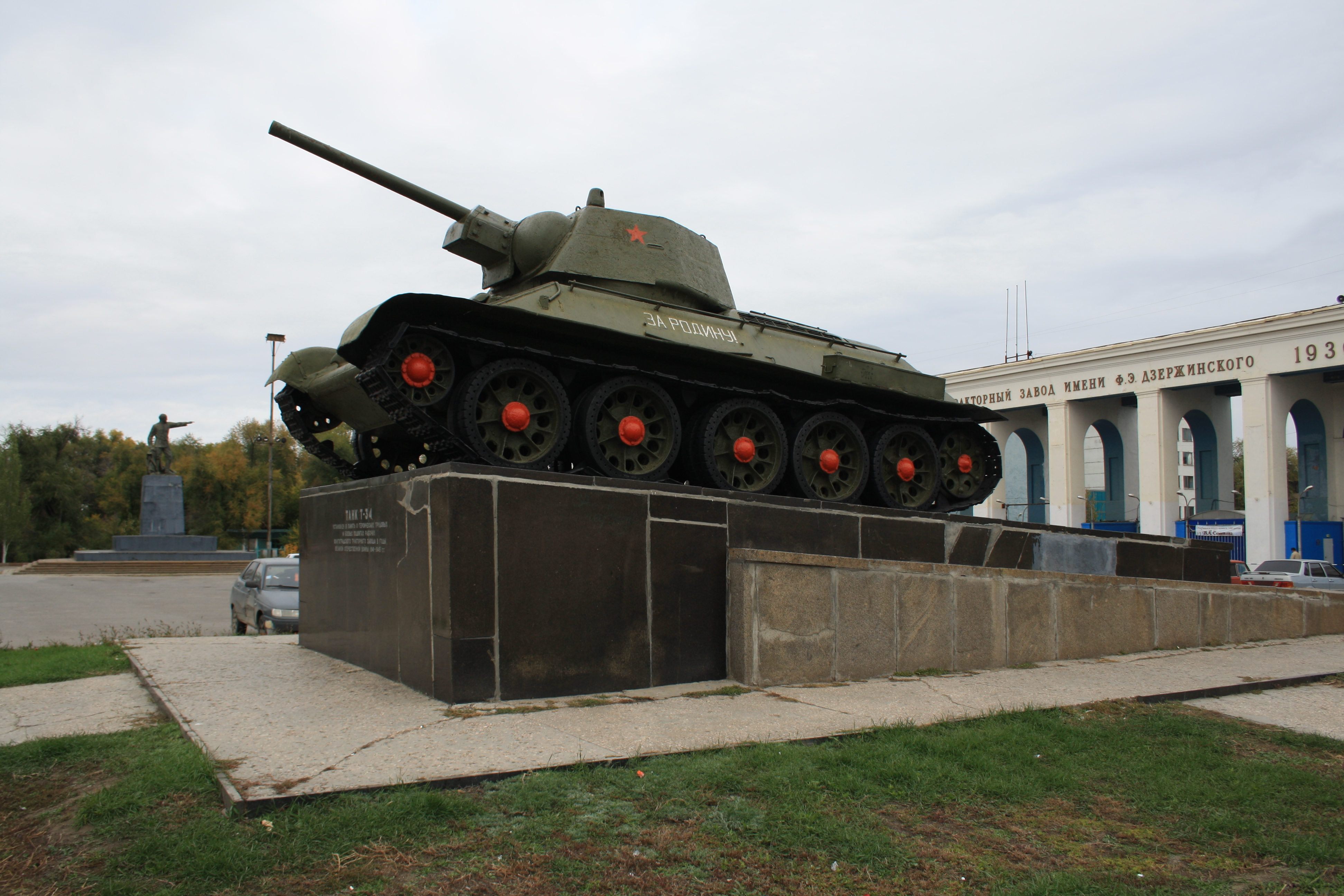
Монумент на площади перед Волгоградским тракторным заводом
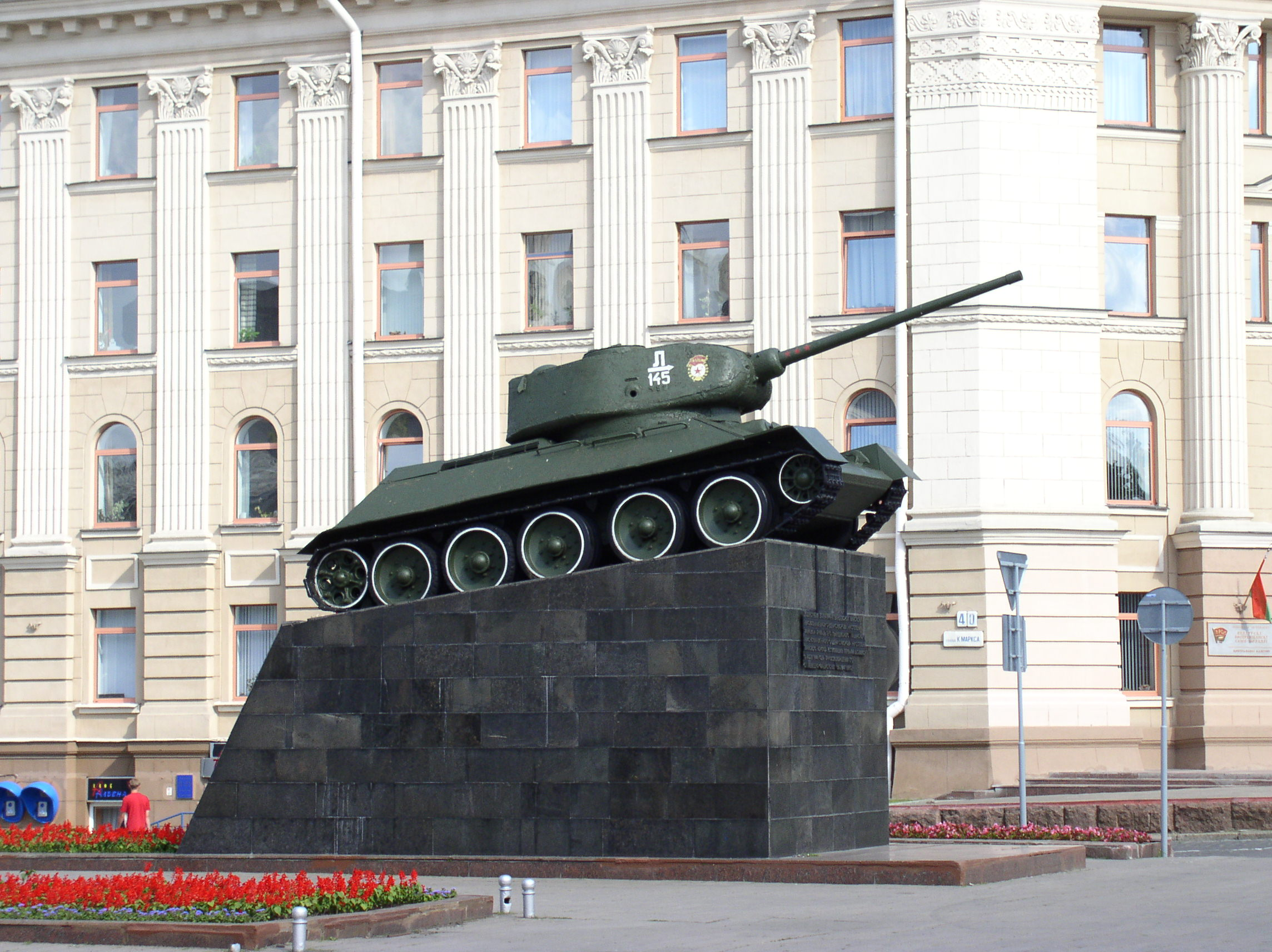
В Минске, Беларусь
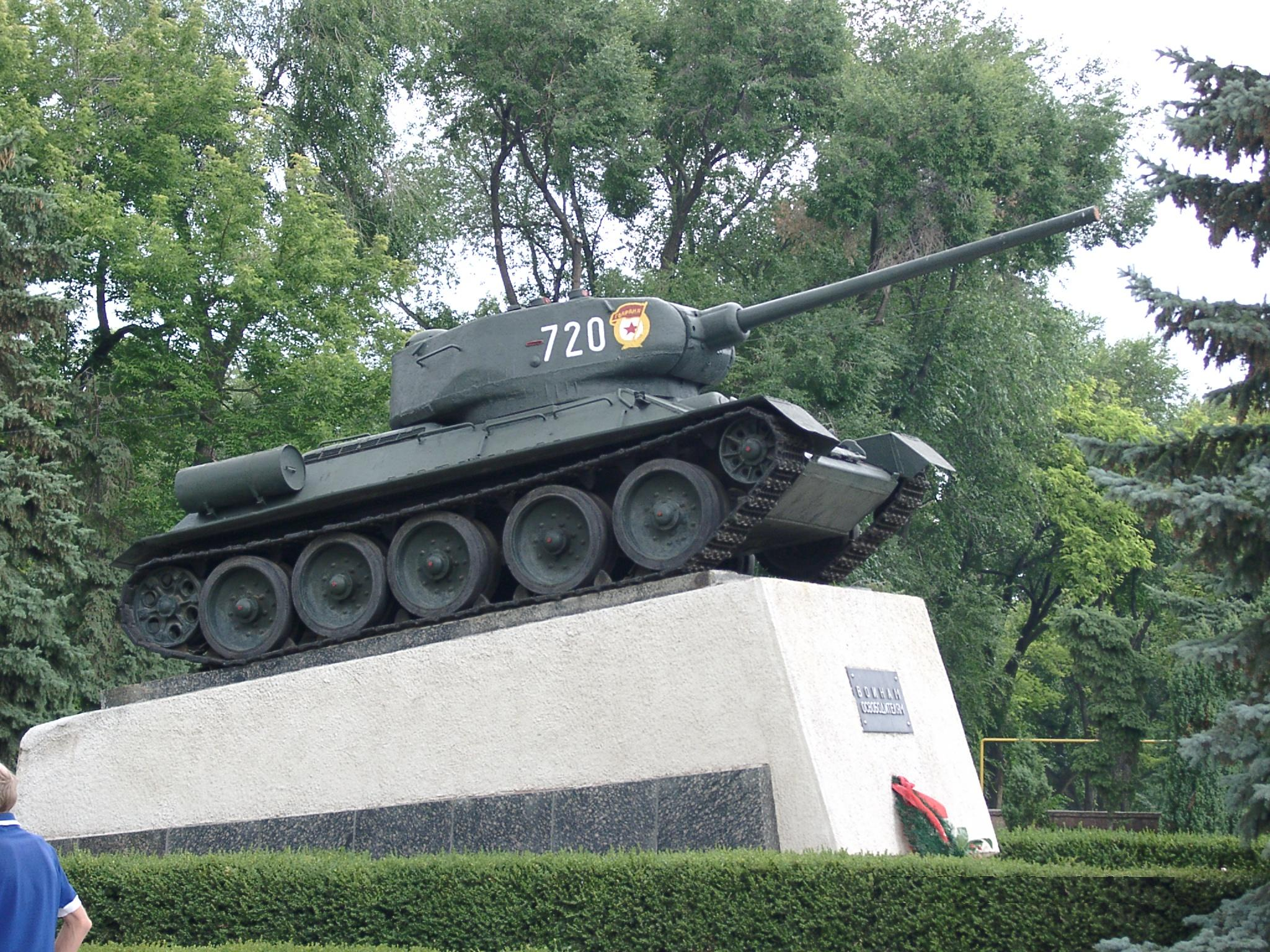
В Бельцах, Молдова
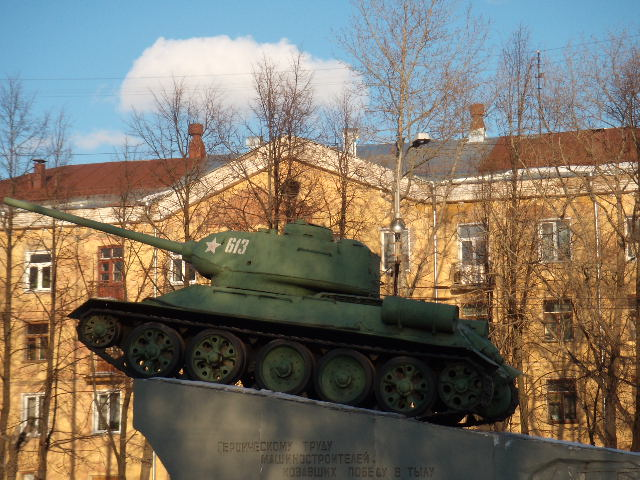
Памятник героическому труду «Кировчане-фронту», Киров
В Петрозаводске
В Уфе
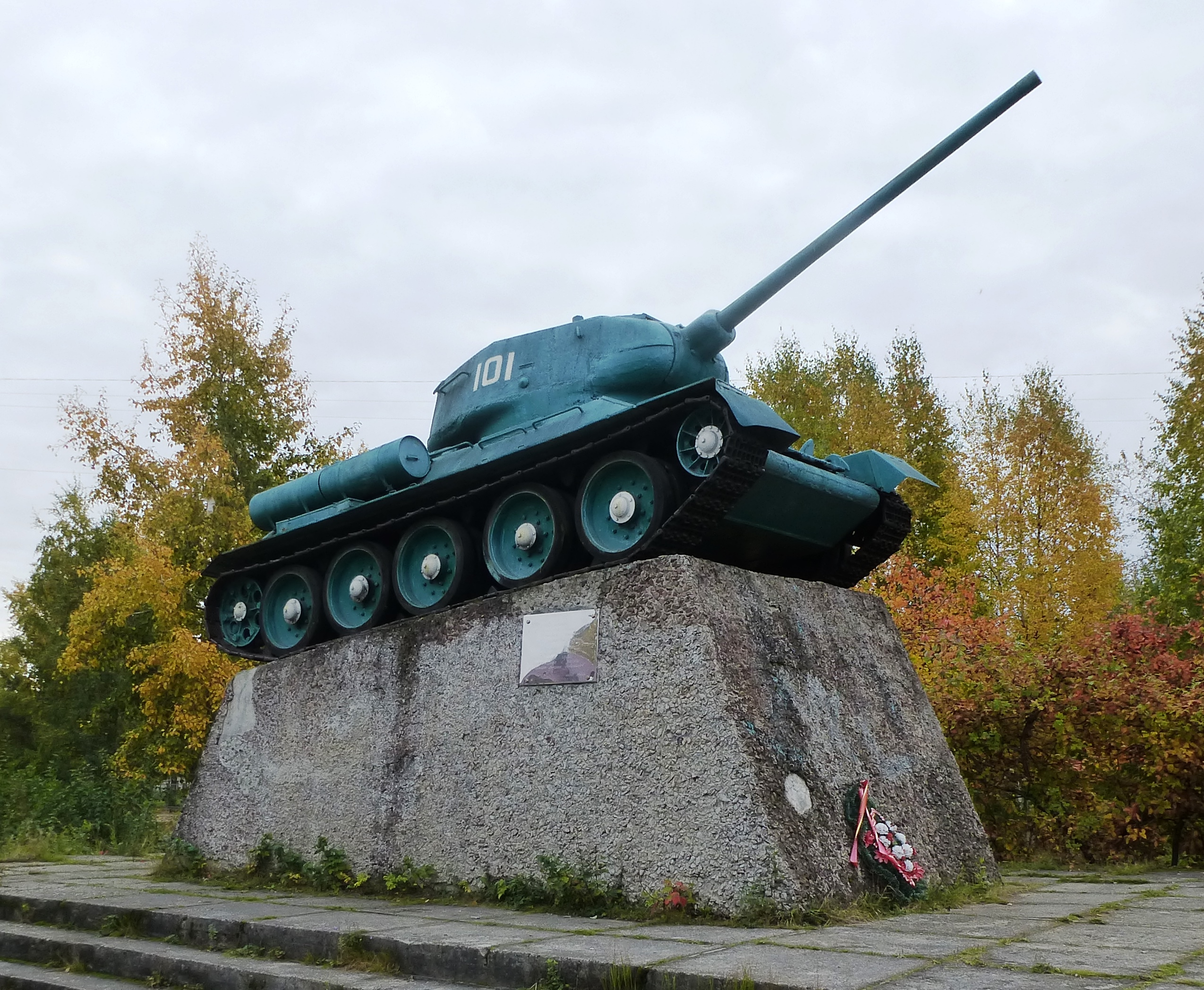
В Медвежьегорске
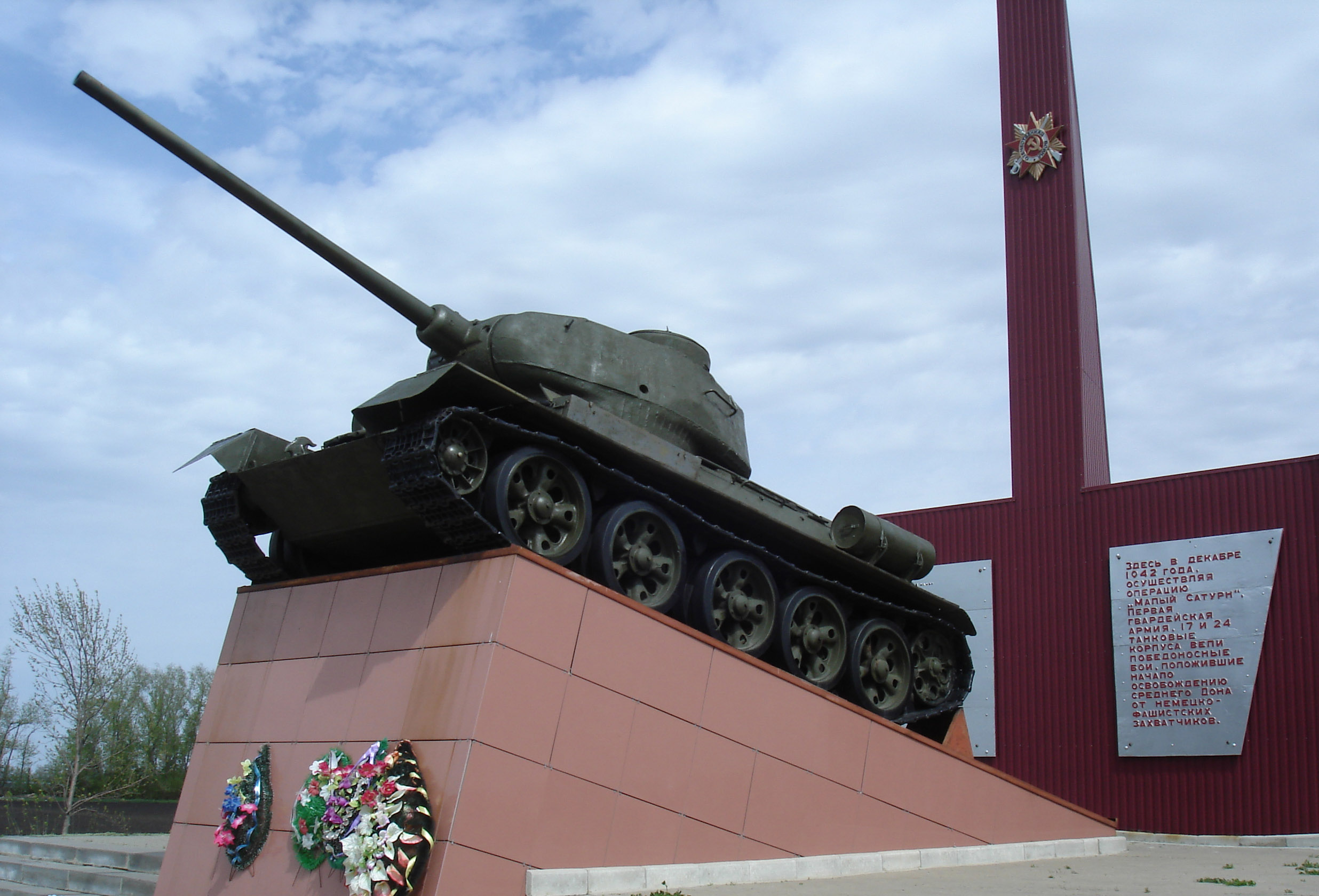
На трассе М4 в Воронежской области
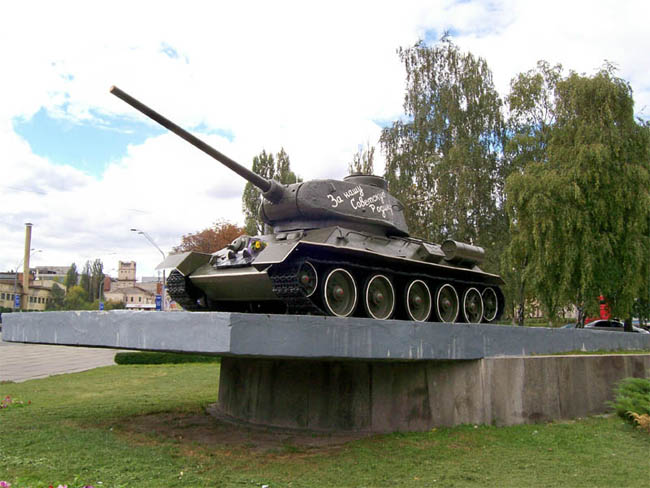
На проспекте Победы в Киеве, Украина
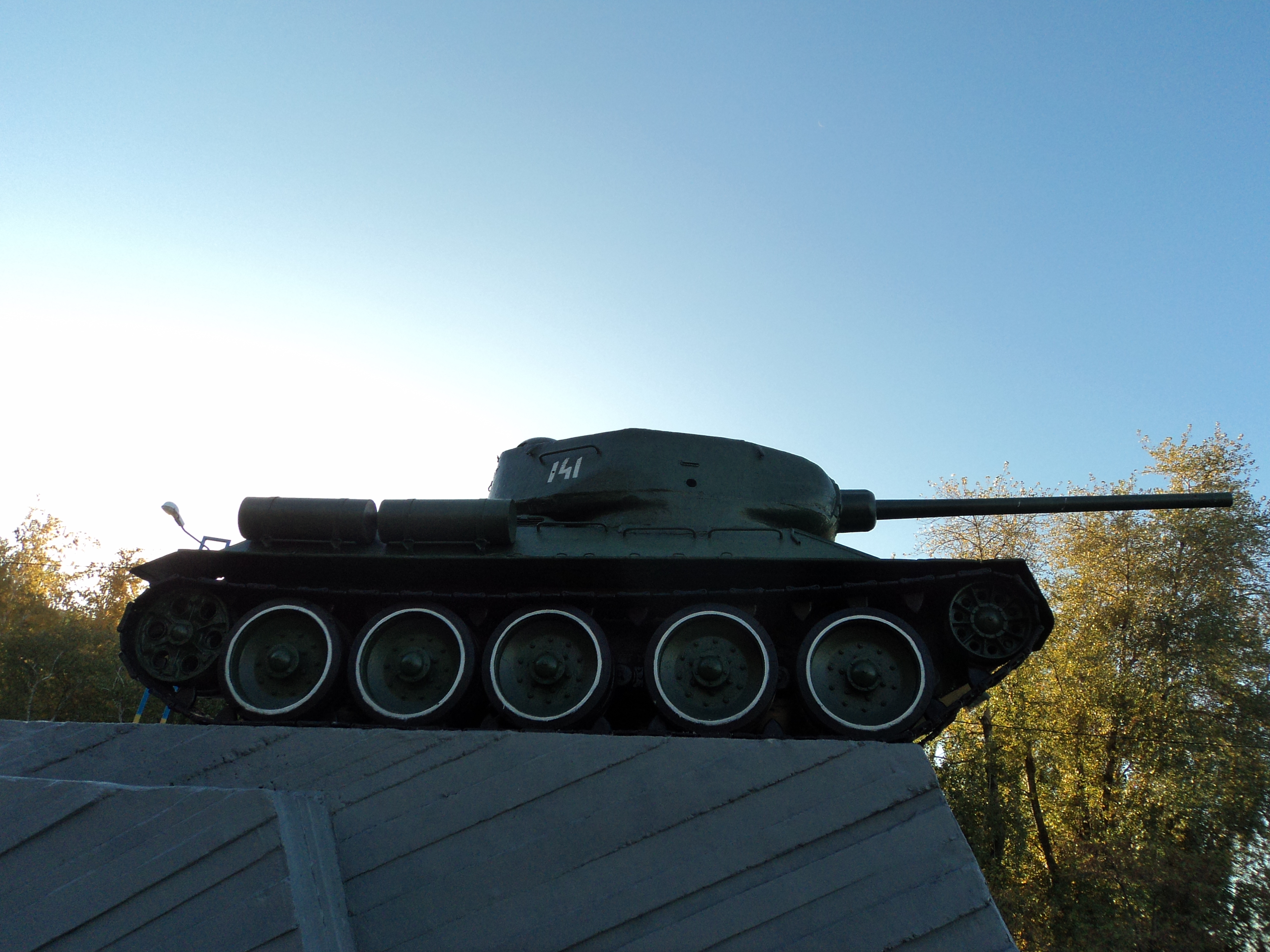
Т-34-85 в Днепродзержинске, Украина
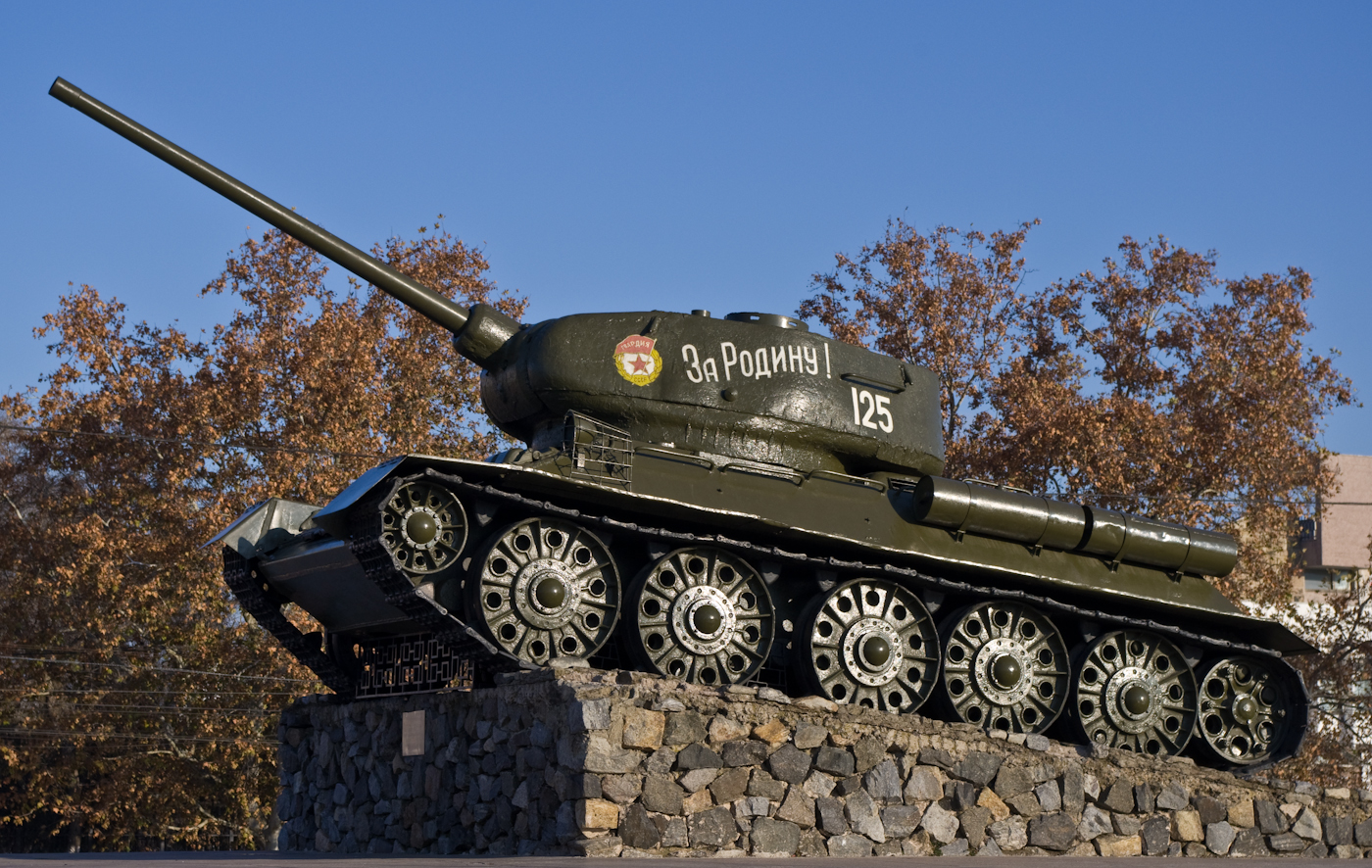
На Мемориале Славы в Тирасполе
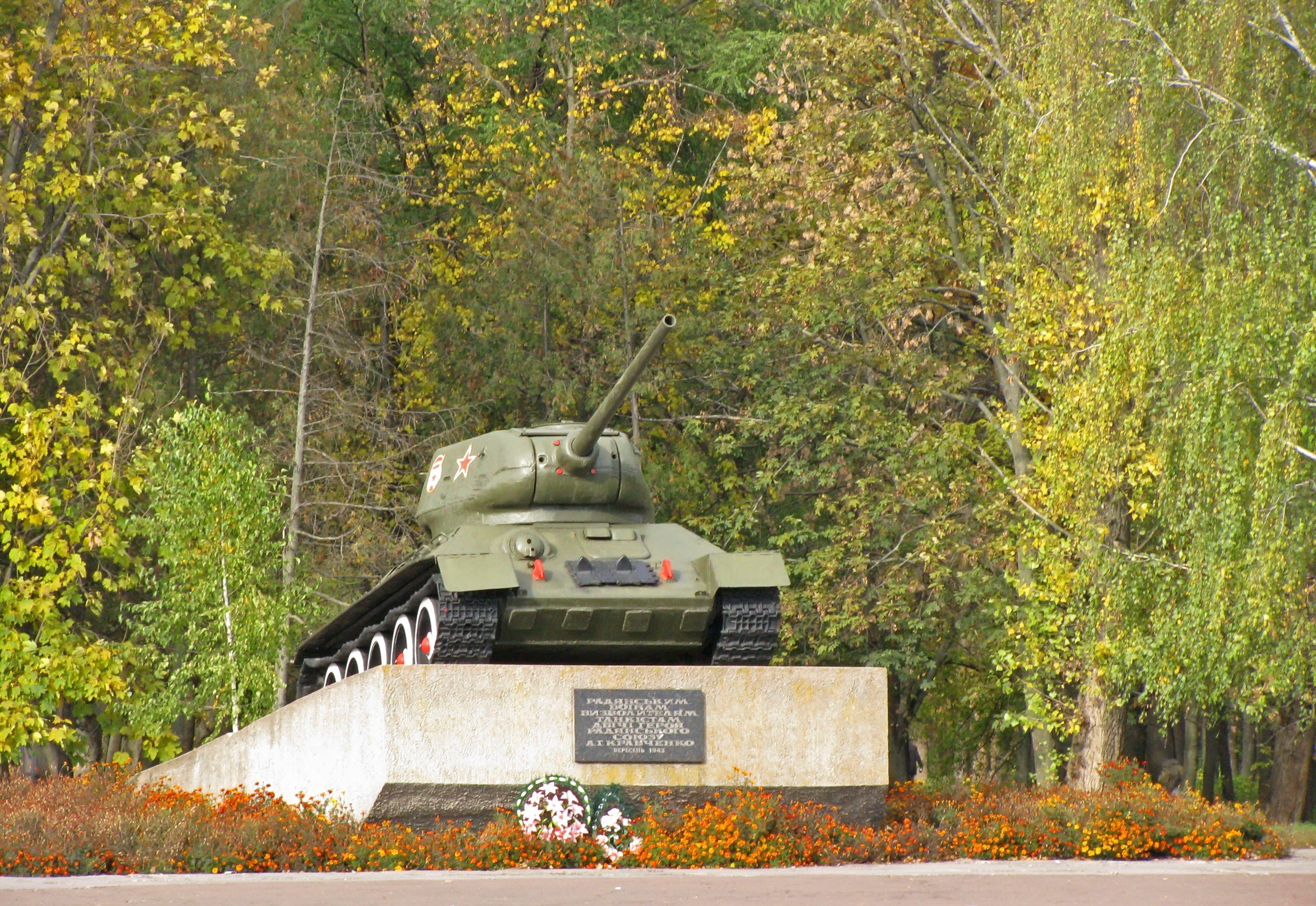
В Яготине, Украина
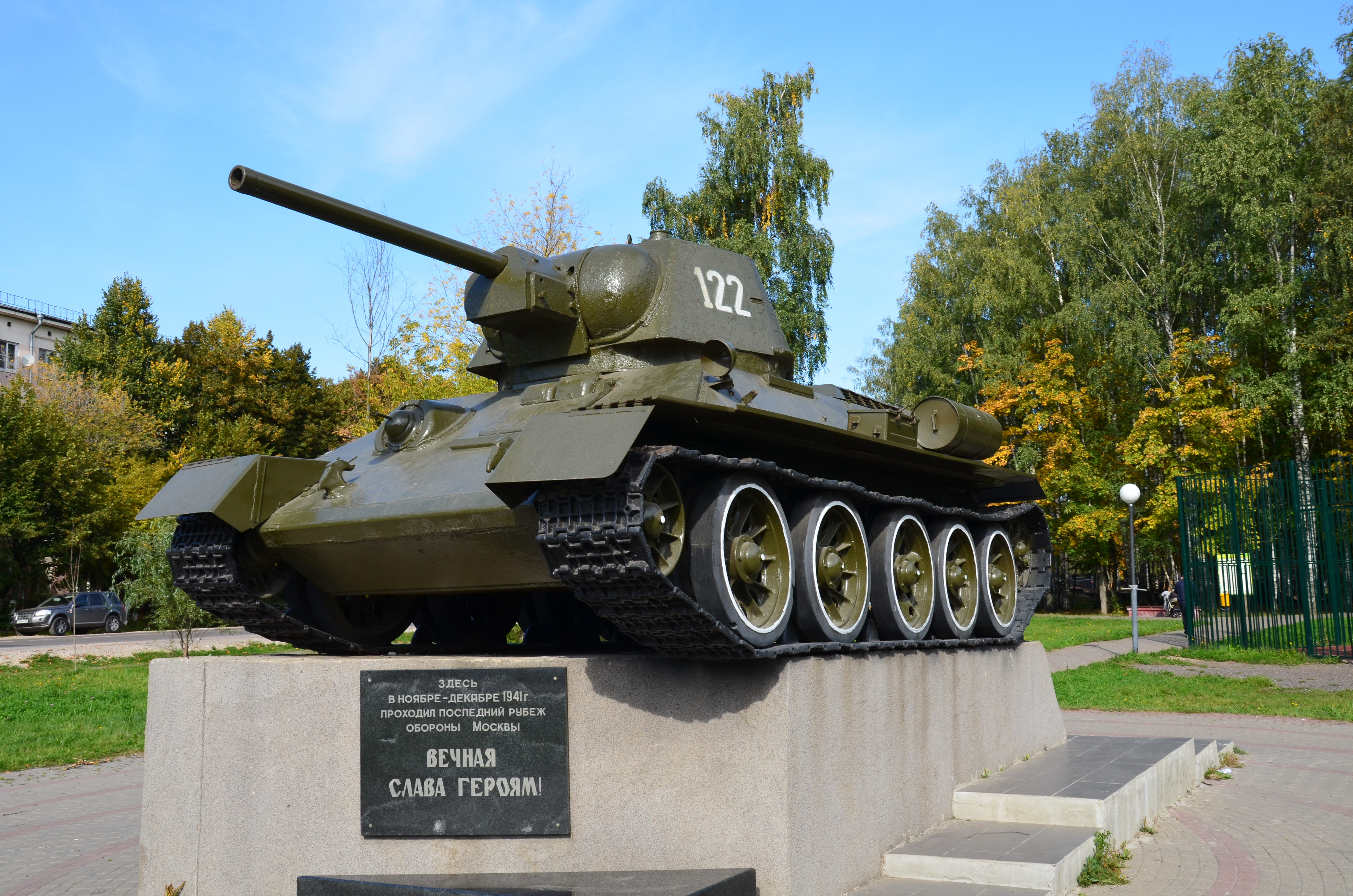
В Сходне, Московская область
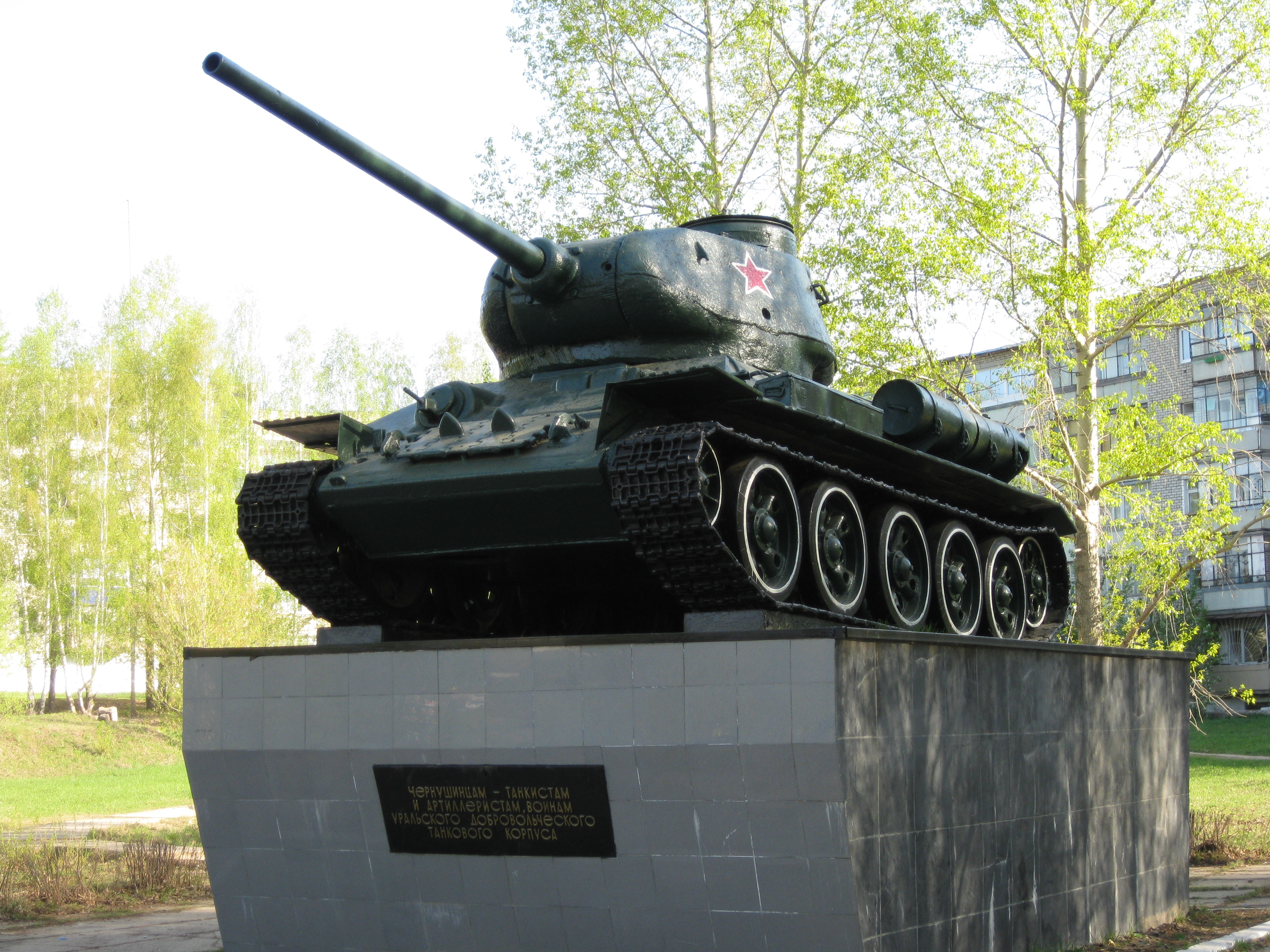
В Чернушке, Пермский край
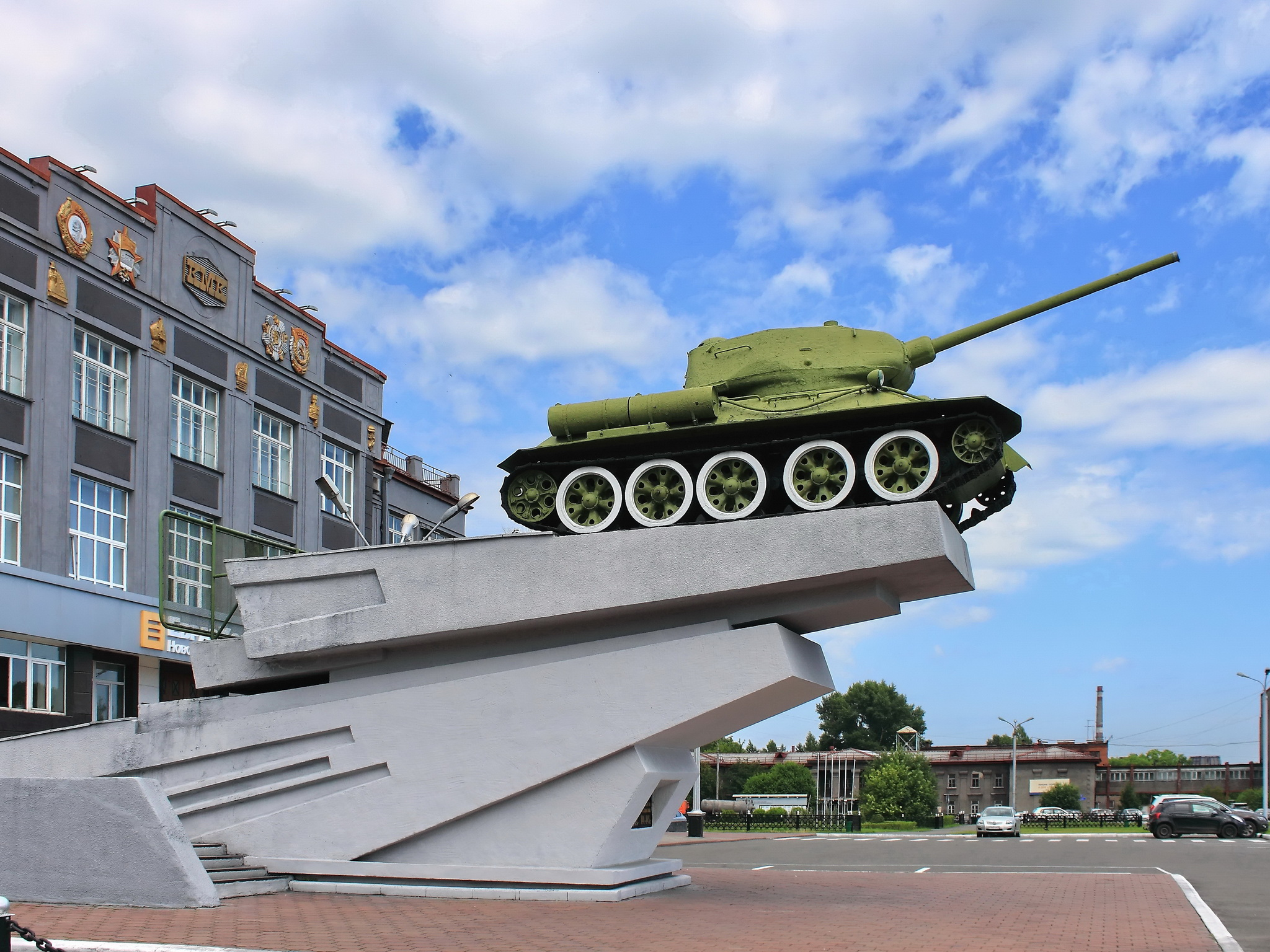
В Новокузнецке у заводоуправления КМК
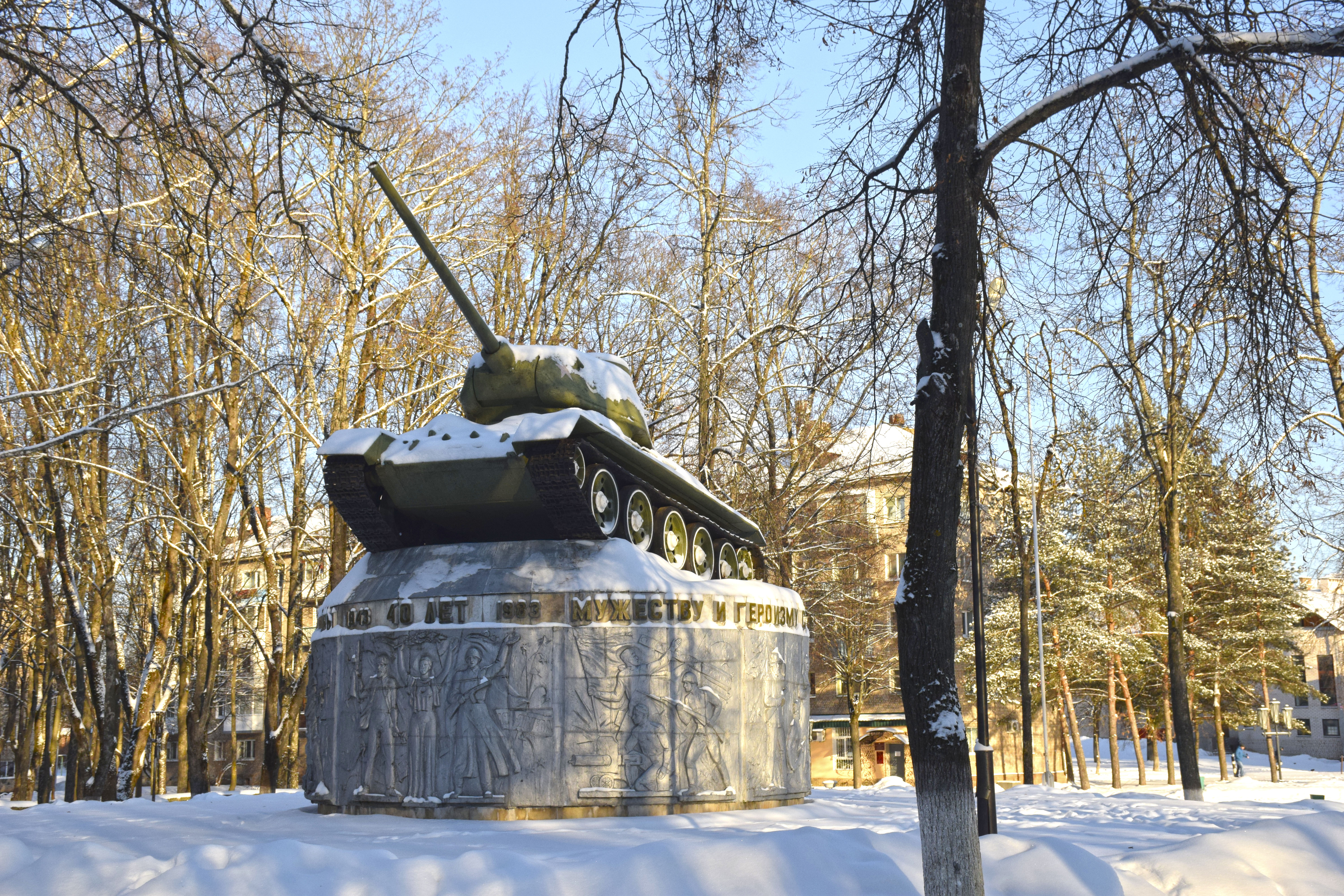
В Ярцево, Смоленская область
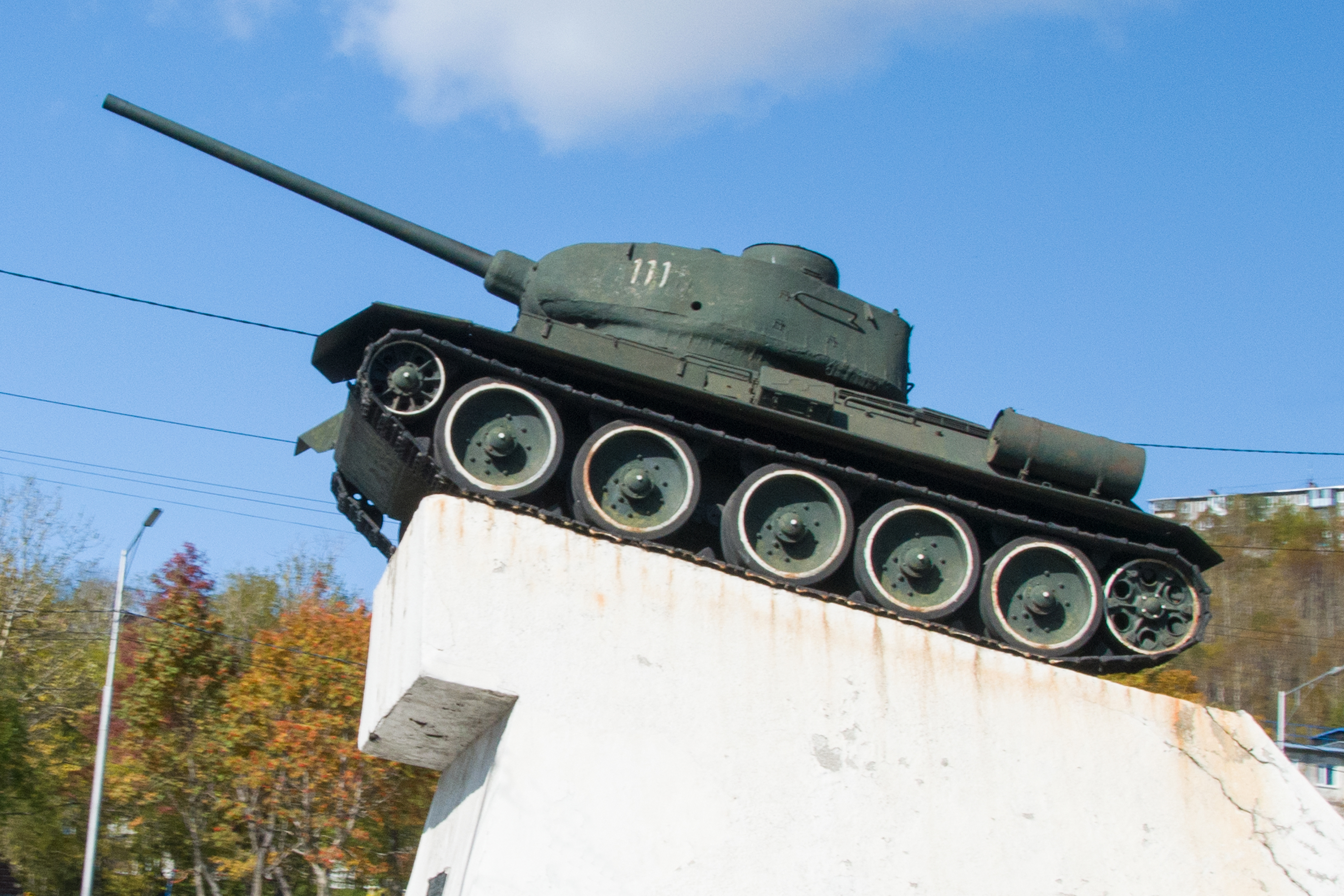
В Петропавловске-Камчатском
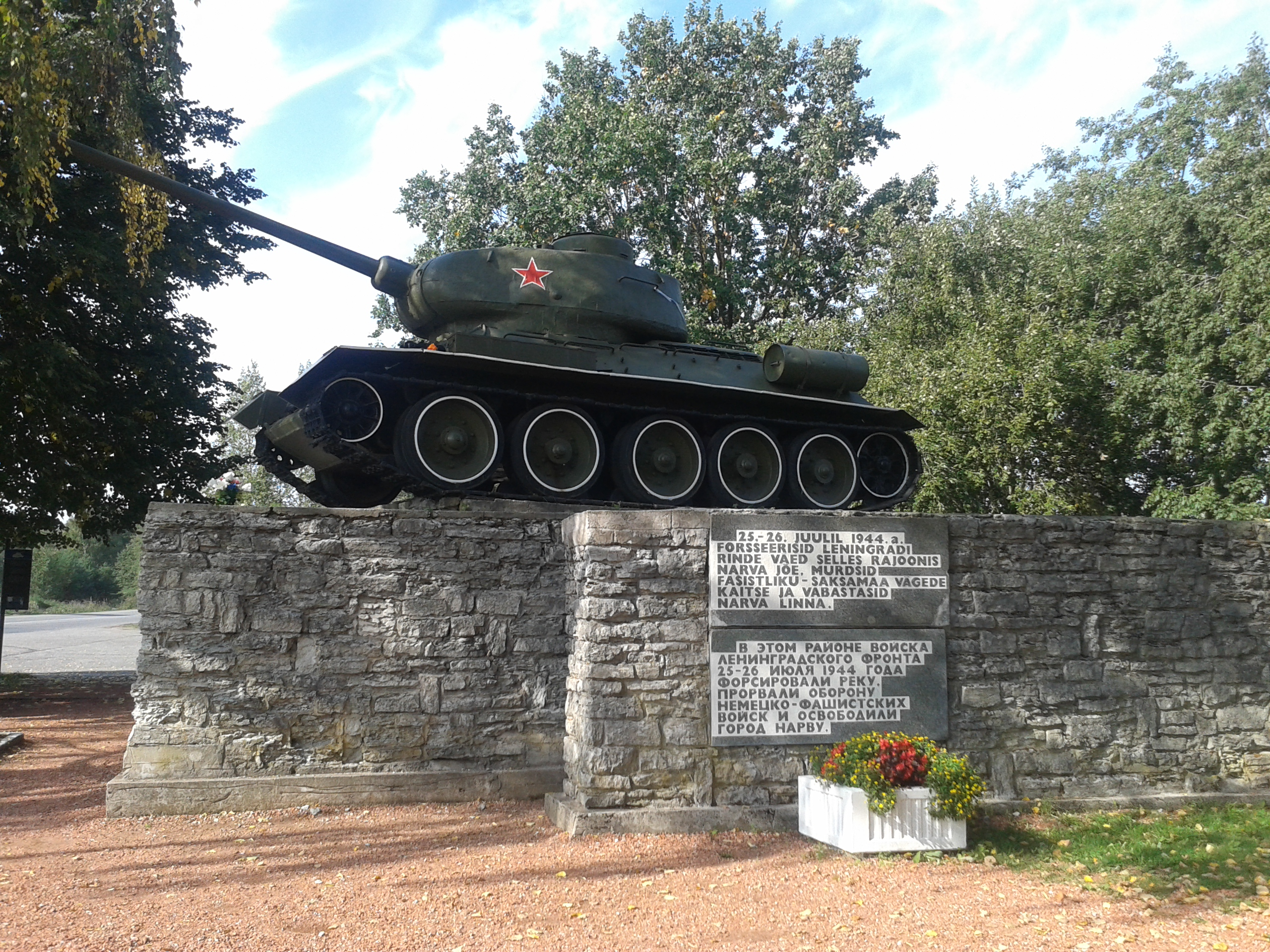
Памятник советским танкистам в Нарве, Эстония
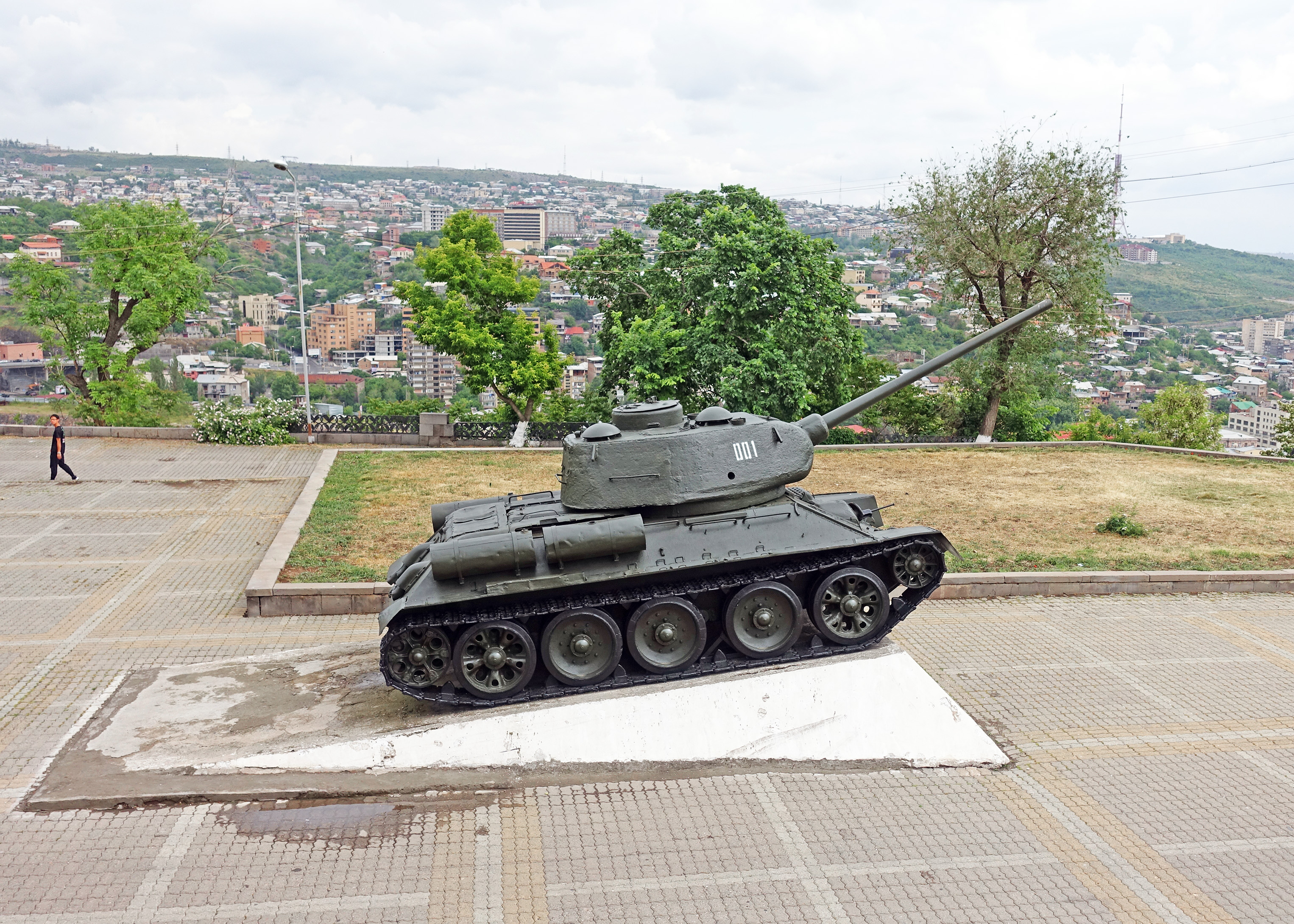
У подножия монумента Мать-Армения в Парке Победы, Ереван, Армения

## В произведениях культуры и искусства

### В кино и телесериалах
Средний танк Т-34-85 образца 1944 года (с длинноствольным 85-мм орудием), самый частый и неизменный участник почти всех советских фильмов о войне, в том числе и о начальном её периоде 1941—1942 годов, как правило это было вызвано отсутствием исправных машин более раннего образца. В крайне редких случаях, в советском кино, а потом и в российских фильмах и сериалах, иногда всё же можно увидеть и другие, более ранние модификации Т-34.
- История создания танка Т-34 была отражена в 1980 году в фильме «Главный конструктор». Но поскольку к тому времени найти Т-34 образца 1940 года (а тем более А-34) оказалось почему-то невозможно, в фильме как всегда снимались более поздние танки Т-34-85.
- В 2018 году об истории создания танка Т-34 вышел фильм Кима Дружинина «Танки». Этот фильм рассказывает весьма своеобразную (но не имеющую ничего общего с реально происходившими событиями) приключенческую историю тайного пробега на прототипах танка Т-34 из Харькова в Москву.
- В 2018 году вышел российский художественный фильм «Т-34»  режиссёра Алексея Сидорова.

### В компьютерных играх
- Т-34 представлен в компьютерной ММО игре World of Tanks, как средний танк 5 уровня.
- Т-34 Представлен в компьютерной ММО игре War Thunder, как средний исследуемый танк II ранга (некоторые модификации представлены как танки III ранга).

### В филателии
Т-34 в различных модификациях изображён на почтовых марках России и СССР:
- Серия «Путь к победе», посвящённой курской битве (Россия, 2018 год)[130].

Почтовые марки
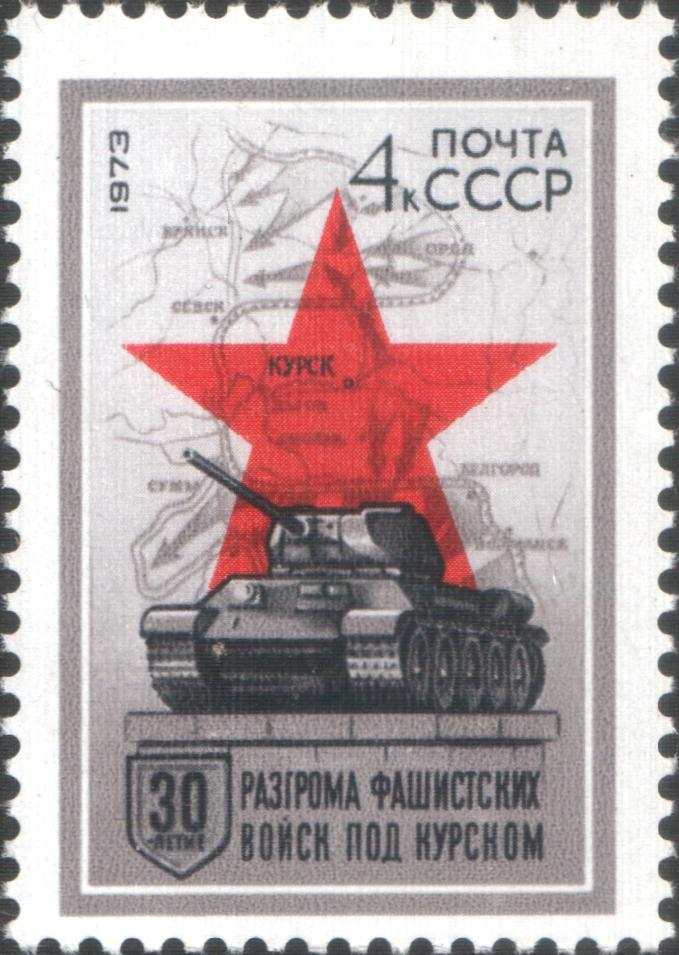
Т-34-85, 30-летие Курской битвы (СССР, 1973 год)
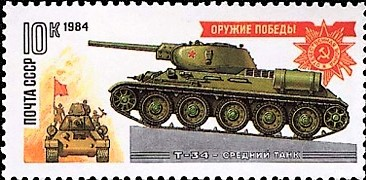
Т-34, Серия «Оружие победы» (СССР, 1984 год)
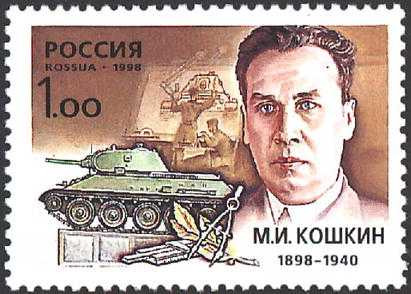
Конструктор танка Кошкин М. И. и его модель танка Т-34 (Россия, 1998 год)
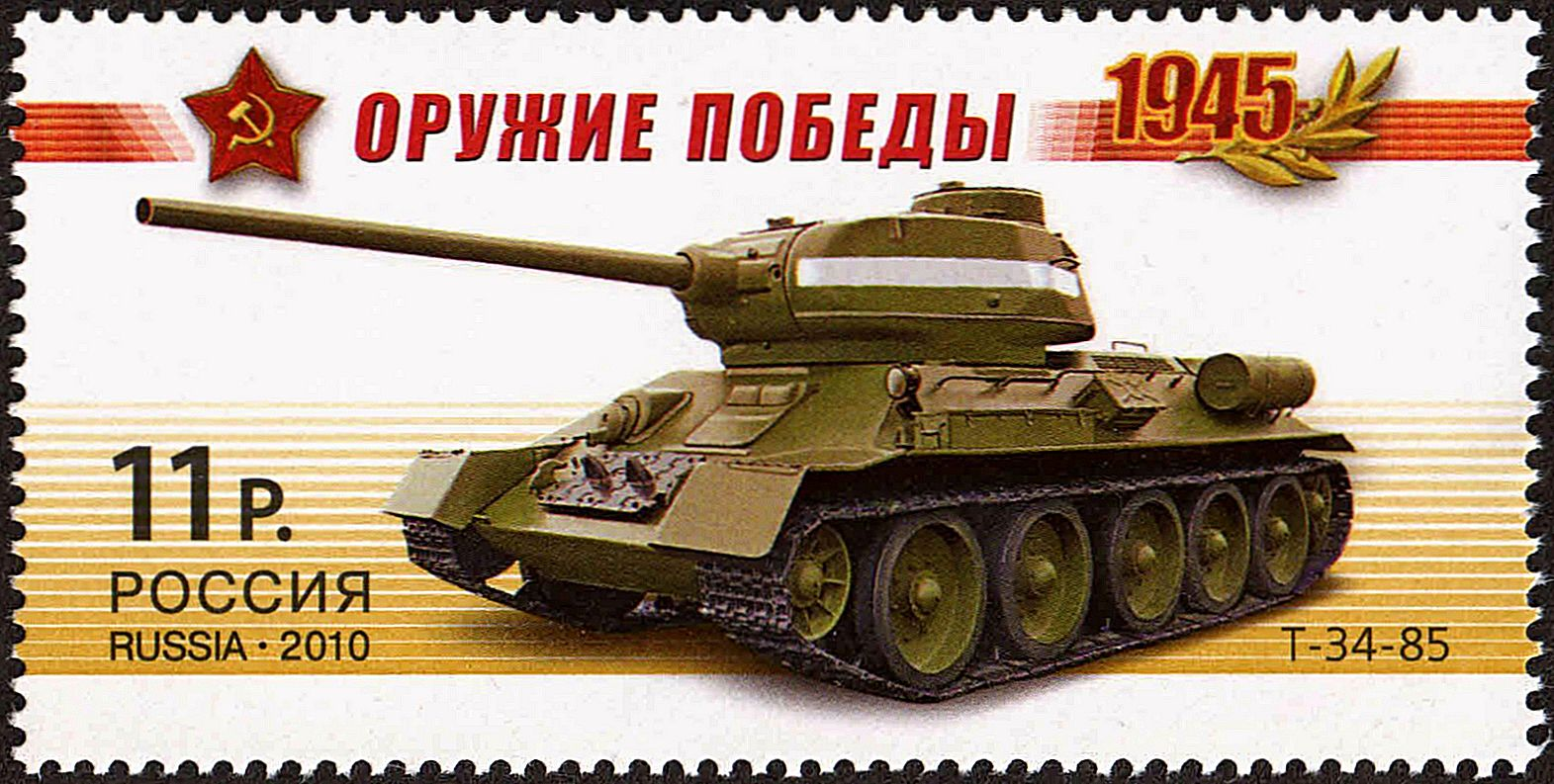
Т-34-85, Серия «Оружие Победы» (Россия, 2010 год)
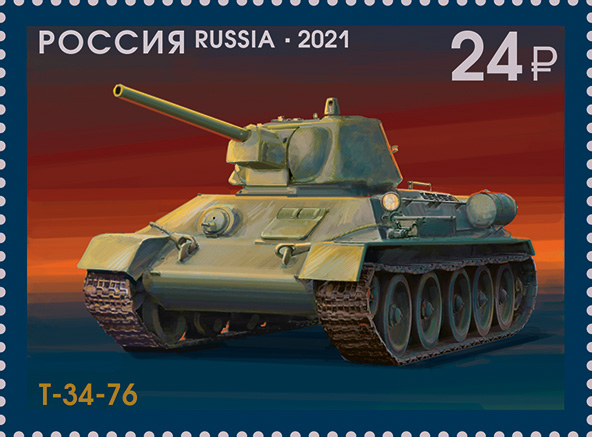
Почтовая марка. Серия «История отечественного танкостроения». Т-34-76
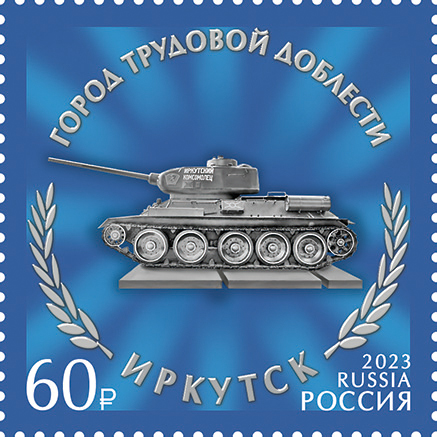
Почтовая марка, 2023 год. Танк Т-34 «Иркутский комсомолец» в Иркутске

### В нумизматике

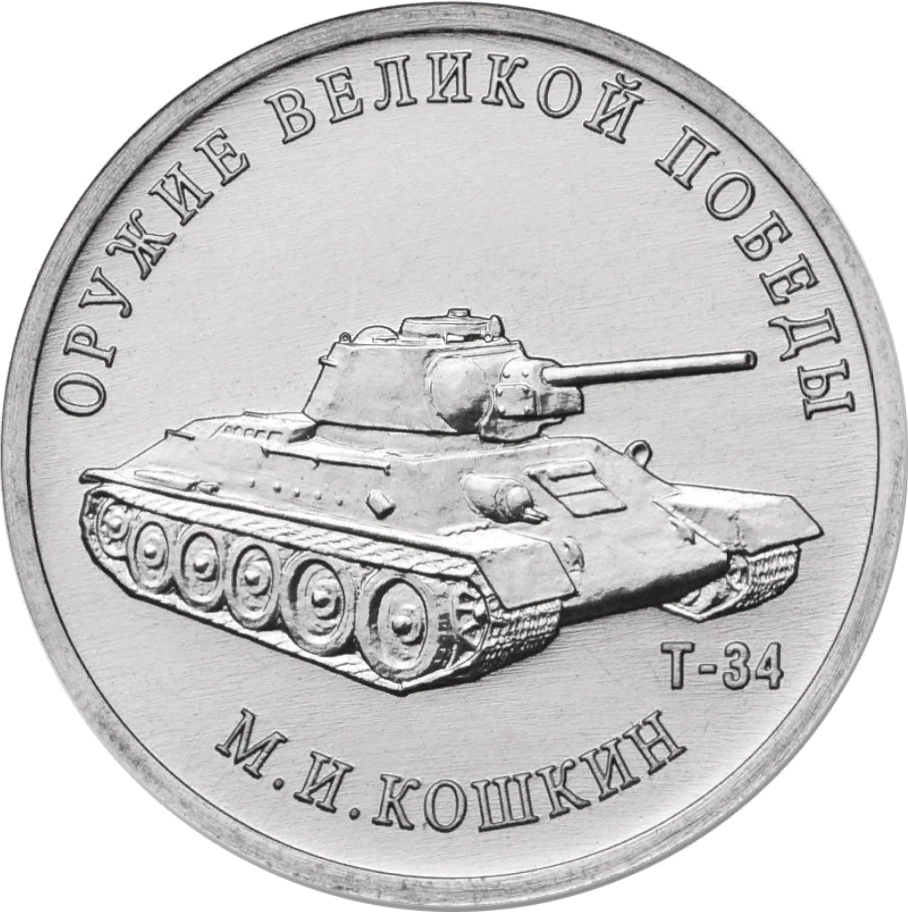
25 рублей 2019 г.

2 декабря 2019 года Банк России выпустил в обращение памятную монету номиналом 25 рублей посвящённую М. И. Кошкину и танку Т-34 (в серии «Оружие Великой Победы (конструкторы оружия)»).

### В литературе
- Драбкин, А.В. Я дрался на Т-34 : Сборник воспоминаний. — М. : Эксмо ; М. : Яуза, 2008. — 10 100 экз.
- Бояшов, И.В. «Танкист, или „Белый тигр“» : Роман. — СПб. : К. Тублина, 2008. — 224 с.
- Вишняков, В.А. Танк, обогнавший время // Ради жизни на земле : Сборник / Сост. Г. П. Солоницын. — М. : ДОСААФ, 1986. — 525 с. — 100 000 экз.
- Резник, Я.Л. Сотворение брони : Документальная повесть. — М. : Воениздат, 1987. — 304 с., 4 л. ил. — 65 000 экз.
- Пшимановский, Я. Четыре танкиста и собака (польск. Czterej pancerni i pies) : Роман. — Warszawa : Ksiazka i Wiedza, 1971. — 842 с.
- Вишняков, В.А.  Конструкторы — М. : ДОСААФ, 1990. — 256 с.  — 100 000 экз.
- Смирнов, Г.В. Рассказы об оружии. — М. : Детская литература, 1976. — 176 с.

### Масштабные модели
Масштабные копии Т-34 выпускаются рядом фирм-производителей модельной продукции. Наиболее распространены модели фирмы «Звезда». Фирма выпускает три модели Т-34 с 76-мм пушкой, две с литой шестигранной башней и одна со сварной «узкой» башней. Однако все три модели имеют невысокую степень копийности и подвергаются критике со стороны многих моделистов.
Так же модели танка в масштабе 1:35 выпускают: Tamiya (Япония), Dragon и Cyber Hobby (Китай), Academy и AFV.
Чертежи для самостоятельной постройки модели неоднократно публиковались в журналах «Моделист-конструктор», «М-Хобби», «Бронеколлекция» и др. Модель для сборки из бумаги танка Т-34 образца 1941 года с 76-мм орудием Ф-34 польского издательства Halinski, а также фирмы «Умная бумага» выпускается в масштабе 1:35.